# ブラジル

ブラジル連邦共和国
República Federativa do Brasil

国の標語：Ordem e Progresso
（ポルトガル語:秩序と進歩）
国歌：Hino Nacional Brasileiro（ポルトガル語）
ブラジルの国歌

1. 

ブラジル連邦共和国（ブラジルれんぽうきょうわこく、ポルトガル語: República Federativa do Brasil）、通称ブラジルは、南アメリカに位置する連邦共和制国家。首都はブラジリア。
南米大陸で最大の面積を占め、ウルグアイ、アルゼンチン、パラグアイ、ボリビア、ペルー、コロンビア、ベネズエラ、ガイアナ、スリナム、フランス領ギアナと国境を接しており、南米諸国で接していないのはチリとエクアドルだけである。東は大西洋に囲まれている。また、大西洋上のフェルナンド・デ・ノローニャ諸島、トリンダージ島、マルティン・ヴァス島、サンペドロ・サンパウロ群島もブラジル領に属する。その国土面積は日本の約22.5倍で、アメリカ合衆国よりは約110万km2小さいが、ロシアを除いたヨーロッパ全土より大きく、インド・パキスタン・バングラデシュの三国を合わせた面積の約2倍に相当する。

## 概要
ブラジルは、26の州と連邦管区の連合で構成されている。同国は南アメリカ大陸最大の面積を擁する国家であると同時にラテンアメリカ最大の領土・人口を擁する国家で、面積は世界第5位である。また、人口世界第5位でもある。7,491km(4,655mi)の海岸線を保有している。大陸の陸地面積の約半分をカバーしており 、大陸内に在るアマゾン盆地には多様な野生生物、さまざまな生態系、および多数の保護された生息地にまたがる広範な天然資源の中心地である広大な熱帯林が含まれている。この独得な環境遺産の存在は、ブラジルを17のメガダイバーシティ諸国の第1位に位置付け、傍ら森林伐採などの人為的変動による環境悪化が気候変動や生物多様性の損失などの地球規模の問題へ直接影響を与えるため、世界的に大きな関心の対象となっている。
また、南北アメリカ大陸で唯一のポルトガル語圏の国であり、同時に世界最大のポルトガル語使用人口を擁する国でもある。公用語もポルトガル語である。
更に、ラテンアメリカ最大の経済規模であり、同時に世界で13番目の経済規模でもある（2022年4月現在）。同国は北部が赤道直下で、全体的に海流などの影響もあり気候は大変温暖である。最大都市はサンパウロ。
世界中からの大量移民が幾世紀も続いており、世界で最も多文化および民族的に多様な国家の1つであり、そしてローマカトリック教徒が人口の過半数を占める国家となっている。
現在のブラジルの領土には、1500年にポルトガル帝国によって発見された土地を主張した探検家ペドロ・アルヴァレス・カブラルが上陸する前に、多くの部族国家が存在していた。ブラジルは、帝国の首都がリスボンからリオデジャネイロへ移された1808年までポルトガルの植民地であった。1815年、同植民地はポルトガル連合王国、ブラジル連合王国、アルガルヴェ連合王国の成立により王国の地位に昇格した。独立は1822年にブラジル帝国の創設によって達成され、国家は立憲君主制と議会制の下で統治された単一国家へと転身した。1824年に最初の憲法が批准されると、二院制の議会が設立され、現在の国民会議の原型となった。そして1888年に奴隷制が廃止された。軍事クーデター後の1889年には共和制への移行で共和制国家となった。1964年には軍事独裁政権が出現し、1985年までその政権による統治が続いたものの、以降は文民統治が再開されることとなった。1988年に制定されたブラジルの現行憲法は、民主的な連邦共和国と定義していると言える。

## 国名

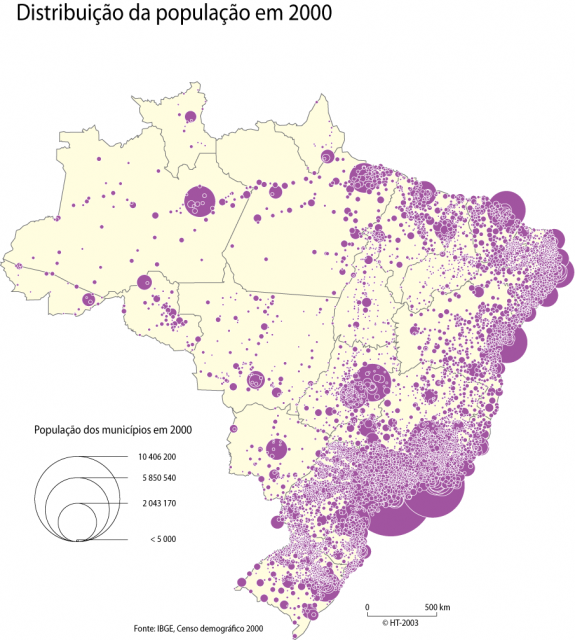
ブラジルの人口分布図（2000年）

正式名称はポルトガル語で、República Federativa do Brasil ポルトガル語発音: [xeˈpublika fedeɾaˈtʃiva du bɾaˈziw]（ヘプブリカ・フェデラチヴァ・ドゥ・ブラズィウ 聞く)。通称 Brasil（ブラズィウ 聞く）。「ブラジル」という読みはポルトガル本国などで使われるイベリア・ポルトガル語での発音であり、ブラジル・ポルトガル語での発音にもっとも近いカタカナ表記は「ブラズィウ」である。
公式の英語表記はFederative Republic of Brazil （フェデラティヴ・リパブリク・オヴ・ブラズィル）。通称 Brazil（ブラズィル 聞く）。ポルトガル語では Brasil と綴られるが、英語では Brazil と綴られる。ただし、首都のブラジリアについては英語でも Brasília と表記される。
日本語の表記はブラジル連邦共和国、通称ブラジル。漢字表記では伯剌西爾か伯国となり、伯と略される。ただし中国においては巴西（バーシー）と表記される。
国号のブラジルは、樹木のパウ・ブラジルに由来する。もともと、この土地は1500年にポルトガル人のペドロ・アルヴァレス・カブラルが来航した当初は、南米大陸の一部ではなく島だと思われたために「ヴェラ・クルス（真の十字架）島 ( Ilha de Vera Cruz )」と名づけられたが、すぐにマヌエル1世の時代に「サンタ・クルス（聖十字架）の地 ( Terra de Santa Cruz )」と改名された。
その後、あまりにもキリスト教的すぎる名前への反発や、ポルトガル人がこの地方でヨーロッパで染料に用いられていたスオウに似た木を発見すると、それもまた同様に染料に使われていたことから、木をポルトガル語で「赤い木」を意味する「パウ・ブラジル」（ブラジルボク）と呼ぶようになり、ブラジルボクのポルトガルへの輸出が盛んになったこともあり、16世紀中にこの地はブラジルと呼ばれるようになった。
1822年にブラジル帝国（Império do Brasil）として独立し、1889年の共和革命以降はブラジル合衆国（Estados Unidos do Brasil）を国名としていたが、1967年に現在のブラジル連邦共和国に改称した。

## 歴史

### 先コロンブス期

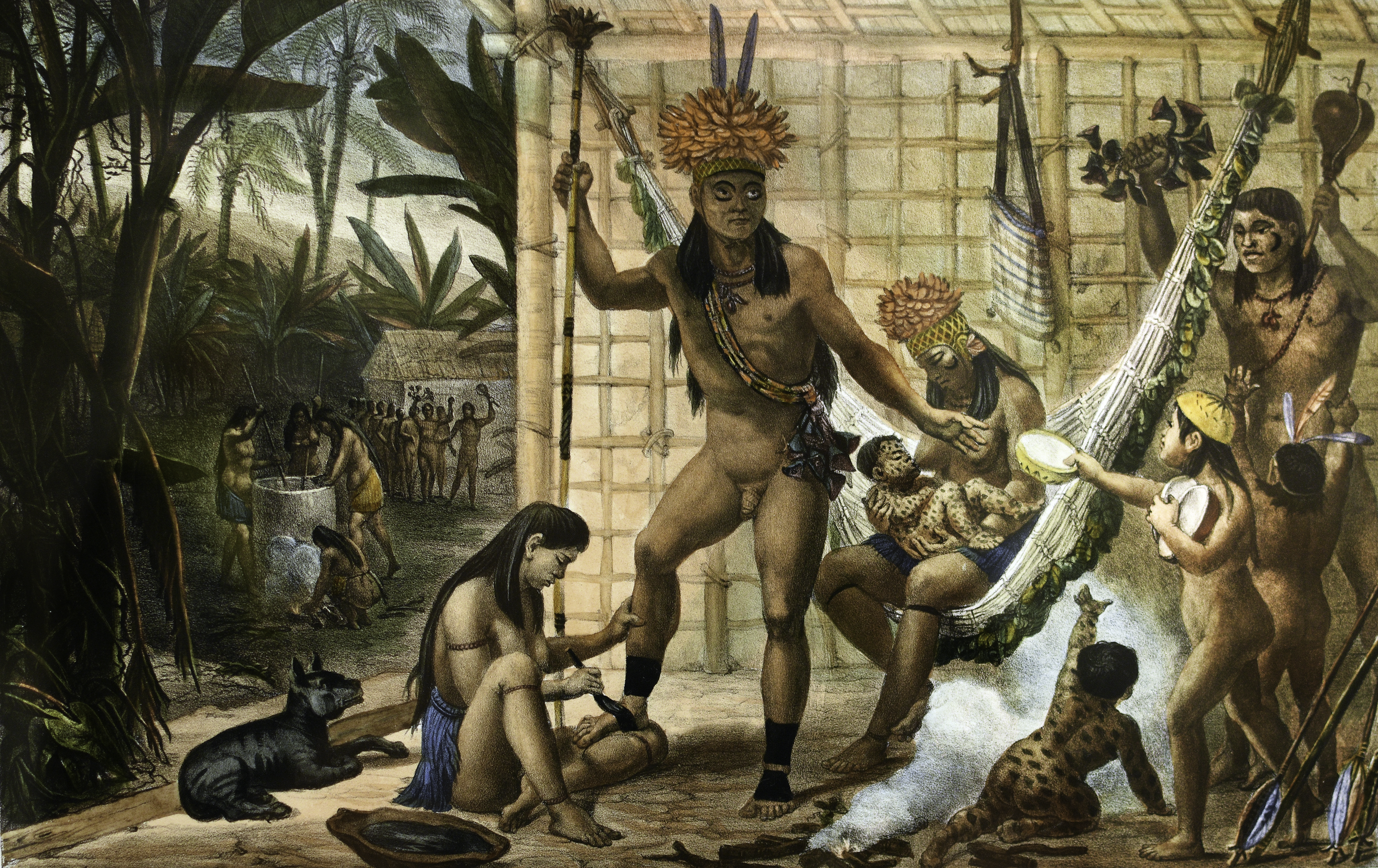
ブラジルのインディオ

ブラジルの最初の住民は、紀元前11000年にベーリング海峡を渡ってアジアからやって来た人々（狩人）だった。彼らは紀元前8000年ごろ、現在のブラジルの領域に到達した。現在のブラジルとなっている地に遠く離れたタワンティンスーユ（インカ帝国）の権威は及ばず、この地には、のちにヨーロッパ人によって「インディオ」（インディアン）と名づけられる、原始的な農耕を営むトゥピ族・グアラニー族・アラワク族系の人々が暮らしていた。16世紀前半の時点でこうした先住民の人口は、沿岸部だけで100万人から200万人と推定されている。しかし、ヨーロッパ人が渡来してくるまでは、ブラジルに住んでいた人々の生活については何も知られていない。

### ポルトガル植民地時代

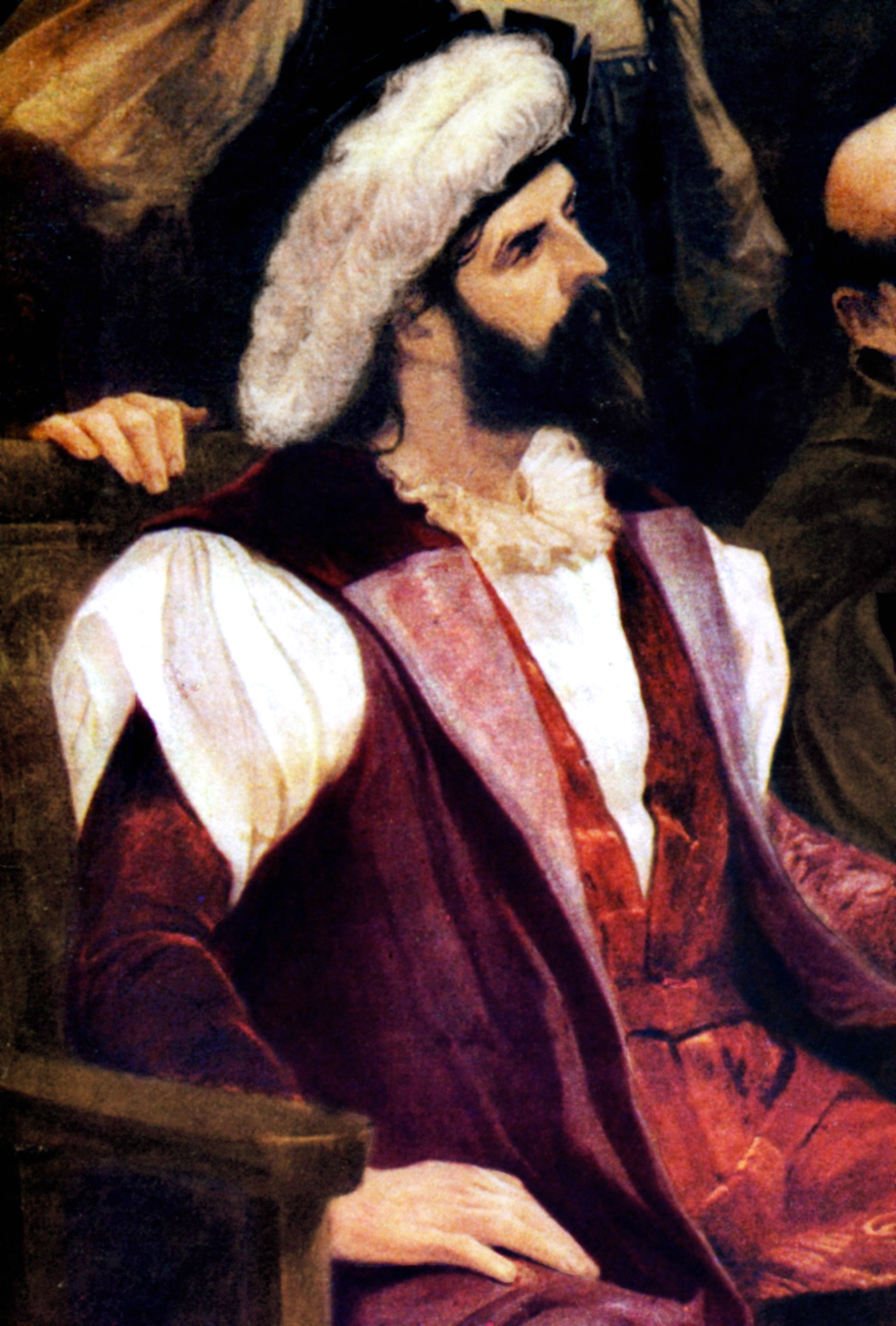
ブラジルの「発見者」 ペドロ・アルヴァレス・カブラル

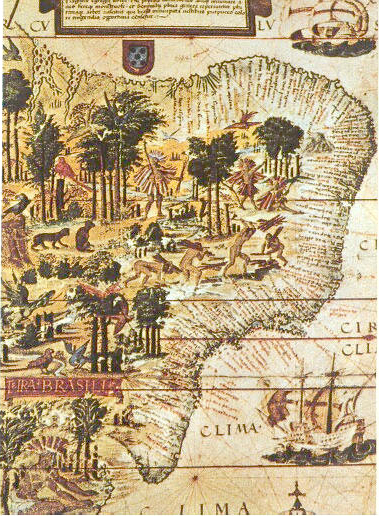
植民地時代初期の地図

1492年にクリストーバル・コロンがヨーロッパ人として初めてアメリカ大陸に到達したあと、「発見」されたアメリカ大陸の他の部分と同様にブラジルも植民地化の脅威に晒されることになった。
1500年にポルトガル人のペドロ・アルヴァレス・カブラルがブラジルを「発見」すると、以降ブラジルはポルトガルの植民地として、ほかの南北アメリカ大陸とは異なった歴史を歩むことになった。1502年にはイタリア人のアメリゴ・ヴェスプッチがリオデジャネイロ（1月の川）を命名した。
ポルトガル人が最初に接触したのは、古トゥピ語やグアラニー語などを含むトゥピ語族を話す先住民であった。トゥピ語族のほかにもブラジル先住民には、ジェー語族・アラワク語族（ヌ＝アルアーク語族とも）・カリブ語族を話す集団があった。ポルトガル人は古トゥピ語先住民の言葉がブラジル人の言葉であると誤解し、ほかの先住民はそれぞれ部族の言葉を持っているにもかかわらず、ポルトガル宣教師達は先住民にその言葉を教えた。こうしてリングワ・フランカ（一種の共通語）のリンガ・ジェラール（リンガ・ジェラール・パウリスタとリンガ・ジェラール・アマゾニカ）が形成された。それは信仰も同様として仕向けられた。
初期のブラジルにおいては新キリスト教徒（改宗ユダヤ人）によってパウ・ブラジルの輸出が主要産業となった。このために当初ヴェラ・クルス島と名づけられていたこの土地は、16世紀中にブラジルと呼ばれるようになった。1549年にはフランスの侵攻に対処するために、初代ブラジル総督としてトメ・デ・ソウザがサルヴァドール・ダ・バイーアに着任した。
1580年にポルトガルがスペイン・ハプスブルク朝と合同すると、ブラジルはオランダ西インド会社軍の攻撃を受けた。北東部の一部がネーデルラント連邦共和国（オランダ）に占領され、オランダ領ブラジルとなった。1661年、ハーグ講和条約が締結され、オランダは400万クルザードの賠償金と引き換えに、ポルトガルのポルトガル領アンゴラ（現・アンゴラ）領有を認めるとともにオランダ領ブラジルをポルトガルに割譲した。
一方、パウ・ブラジルの枯渇後、新たな産業として北東部にマデイラ諸島からサトウキビが導入され、エンジェニョ（砂糖プランテーション）で働く労働力としてまずインディオが奴隷化された。インディオの数が足りなくなると西アフリカやアンゴラ、モザンビークから黒人奴隷が大量に連行され、ポルトガル人農場主のファゼンダで酷使された。

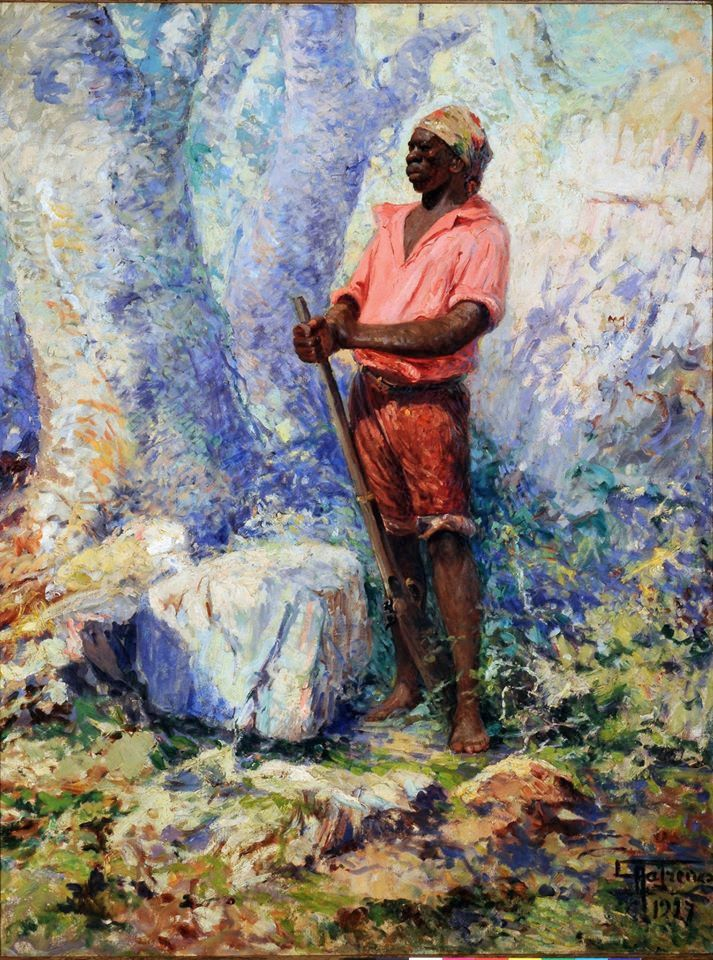
「全人種の黒き指導者」ズンビ・ドス・パルマ―レス

17世紀にはブラジル内陸部の探検が、サンパウロのバンデイランテス（奴隷狩りの探検隊）により始まった。バンデイランテスは各地に遠征して現在の都市の基となる村落を多数築いた一方、南部やパラグアイまで遠征してイエズス会によって保護されていたグアラニー人を奴隷として狩った。こうした中で、激しい奴隷労働に耐えかねたマルーン（逃亡奴隷）の中には奥地にキロンボ（逃亡奴隷集落）を築くものもあった。その中でも最大となったキロンボ・ドス・パルマーレスはパルマーレスのズンビによって指導されたが、1695年のパルマーレスの戦いでバンデイランテスによって征服され消滅した。
一方、1680年にポルトガル植民地政府は、トルデシリャス条約を無視してラ・プラタ川の河口左岸のブエノスアイレスの対岸にコロニア・ド・サクラメントを建設した。以降バンダ・オリエンタルの地は独立後まで続くブラジルの権力とブエノスアイレスの権力との衝突の場となった。また、南部ではラ・プラタ地方のスペイン人の影響を受けてガウーショ（スペイン語ではガウチョ）と呼ばれる牧童の集団が生まれた。
その後、18世紀にはミナスジェライスで金鉱山が発見されたためにゴールドラッシュが起こった。ブラジルの中心が北東部から南東部に移動し、1763年にはリオデジャネイロが植民地の首都となった。ゴールドラッシュにより、18世紀の間に実に30万人のポルトガル人がブラジルに移住し、金採掘のためにさらに多くの黒人奴隷が導入された。一方でミナスの中心地となったオウロ・プレットでは独自のバロック文化が栄えた。

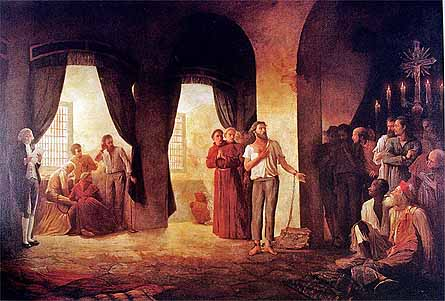
ミナスの陰謀：このブラジル初の独立運動では、首謀者の内うちもっとも身分の低かったチラデンテスのみが処刑された

バンダ・オリエンタルをめぐるスペインとの衝突のあと、18世紀末には啓蒙思想がヨーロッパから伝わり、フランス革命やアメリカ合衆国の独立の影響もあり、1789年にはポルトガルからの独立を画策した「ミナスの陰謀」が発生。計画は密告によって失敗した。首謀者のうちもっとも身分の低かったチラデンテスがすべての罪をかぶせられ処刑された。
その後、1791年に始まったハイチ革命の影響もあってクレオール白人やムラート、クレオール黒人（クリオーロ）による独立運動が進展。植民地時代にはブラジルに大学が設立されず、知的環境の不備により、ブラジルの独立運動は一部の知識人の「陰謀」に留まり、大衆的な基盤を持つ「革命」にはならなかった。このことは、ブラジルとイスパノアメリカ諸国の独立のあり方の差異に大きな影響を与えた。

黄金法（1888年）

### ブラジルの独立

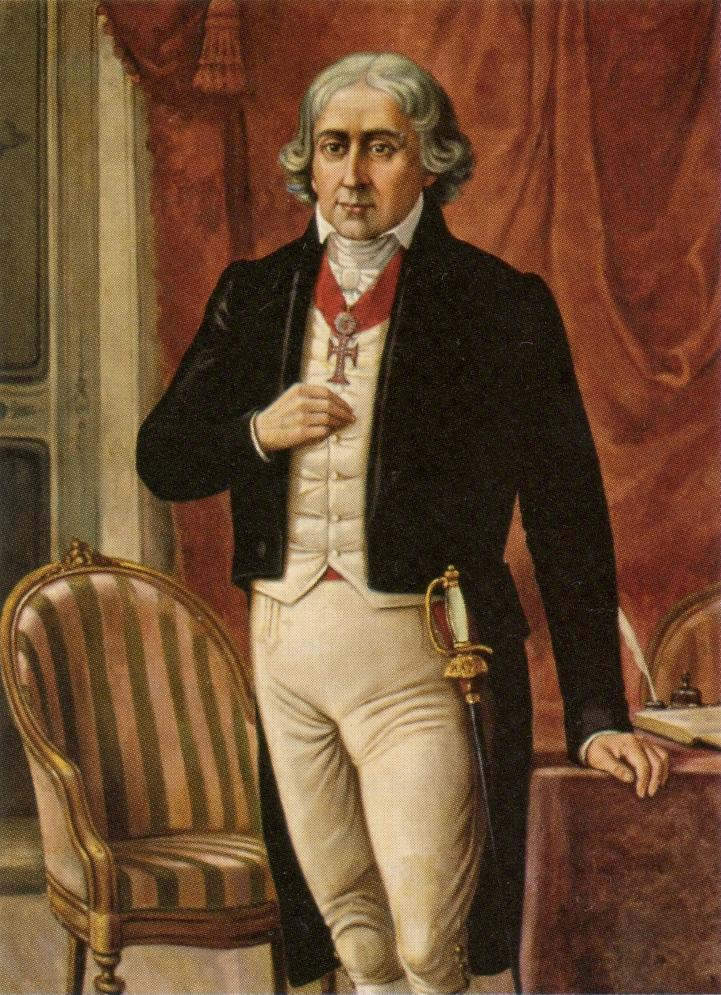
ジョゼ・ボニファシオ・デ・アンドラーダ・エ・シルヴァ：独立派のブラジル人ブルジョワジーを代表してペドロを擁立した

ナポレオン戦争により、1807年にジャン＝アンドシュ・ジュノーに率いられたフランス軍がポルトガルに侵攻した。このためポルトガル宮廷はリスボンからリオデジャネイロに遷都し、以降、リオの開発が進んだ。1815年にリオデジャネイロはポルトガル・ブラジル及びアルガルヴェ連合王国の首都に定められた。ポルトガル政府はバンダ・オリエンタル・ド・ウルグアイ（葡: Banda Oriental do Uruguai）のホセ・アルティーガス率いる連邦同盟（葡: Liga dos Povos Livres、1815年 - 1820年）との戦いを進めてバンダ・オリエンタルを支配下に置き、征服した地域にシスプラチナ州を設立した。1820年ポルトガルを自由主義的な立憲君主制国家に変革しようとする革命が起こり、リオデジャネイロのジョアン6世に帰国を要請し、1821年にポルトガル宮廷はリスボンに帰還した。
一方、摂政として残留したブラガンサ家の王太子ペドロがジョゼ・ボニファシオに代表されるブラジル人ブルジョワジー勢力に支持され、1822年2月18日にブラジル独立戦争が勃発した。1822年9月7日に「イピランガの叫び」（葡: Grito do Ipiranga）と呼ばれる独立宣言が行われ、ペドロが初代皇帝ペドロ1世（在位1823年 - 1831年）として即位し、ブラジル帝国はポルトガルから独立した。

### 帝政時代

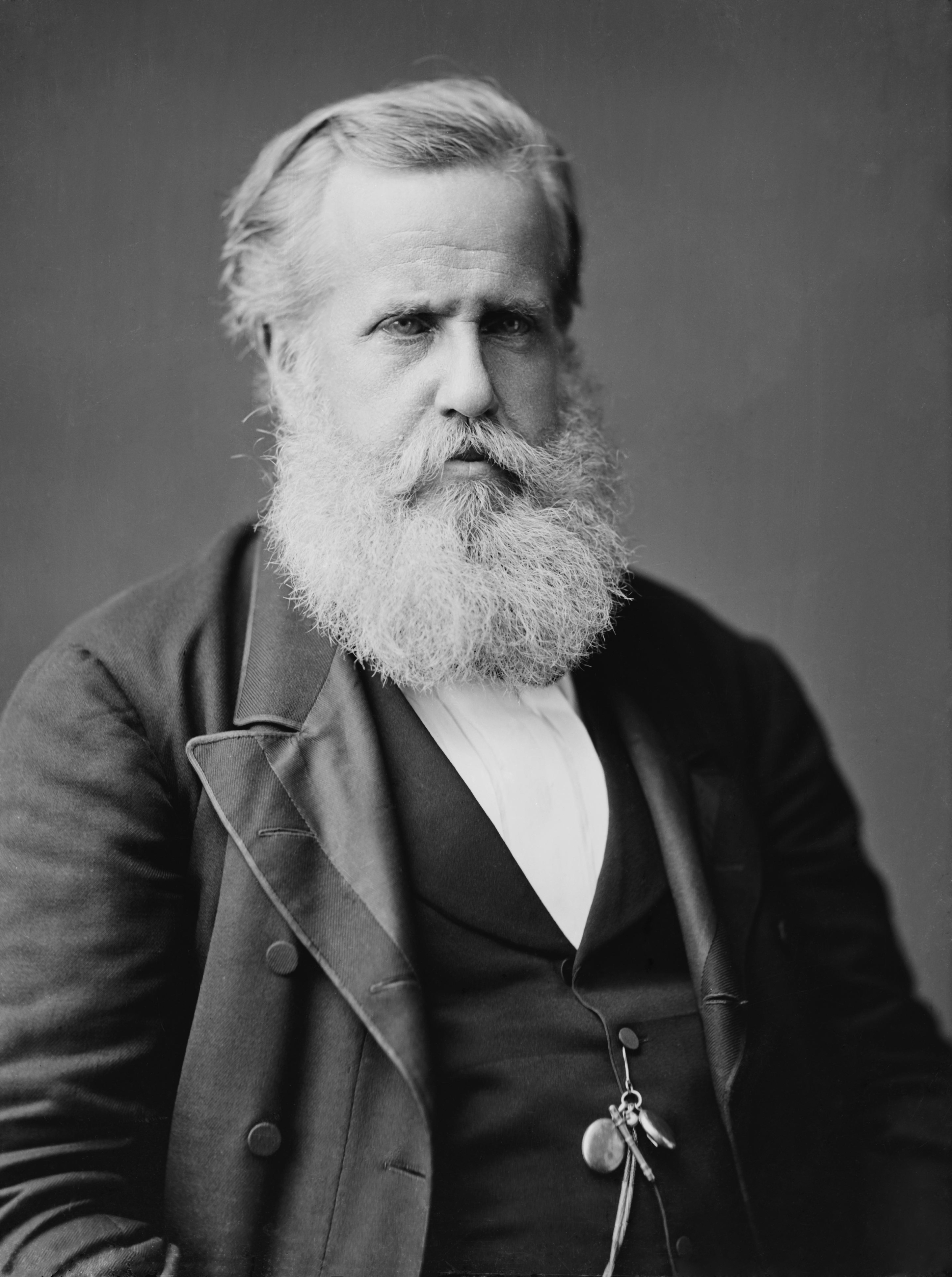
ペドロ2世

ブラジルの独立はブラガンサ家の皇帝という求心力があったために、解放者シモン・ボリバルやホセ・デ・サン＝マルティン、ミゲル・イダルゴらの掲げた共和制や立憲君主制の思想が求心力とならなかった。イスパノアメリカ諸国が分裂したのとは異なり、広大なブラジル植民地は単一のまとまりとして新たな主権国家を形成した。しかし、このことは植民地時代からのエリート層が独立後もそのまま権力を握り続けることをも意味していた。
このため、帝政時代は当初から各地方の中央政府に対する反乱や、共和制を求める自由主義者の反乱が勃発し、1820年代には北東部のペルナンブッコ州では赤道連盟の反乱が、最南部のシスプラチナ州では東方州のリオ・デ・ラ・プラタ連合州復帰を求めた33人の東方人の潜入により、シスプラチナ州をめぐってシスプラティーナ戦争が勃発した。シスプラチナ州はイギリスの仲介によって1828年にウルグアイ東方共和国として独立した。
1831年にペドロ1世が退位するとさらに地方の混乱は増し、最南部のリオ・グランデ・ド・スール州では牧場主とガウーショがファラーポス戦争（葡: Guerra dos Farrapos、Revolução Farroupilha - 「ファロウピーリャの反乱」とも）を起こした。

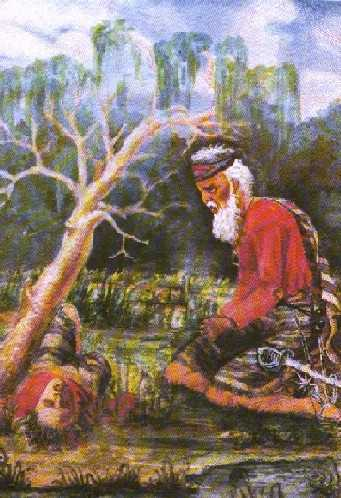
『我が子の遺体を前にするパラグアイ兵』（ホセ・イグナシオ・ガルメンディア画）

1840年にペドロ2世が即位すると事態は落ち着きを見せ、1848年にプライエイラ革命（葡: Insurreição Praieira - 「プライエイラの反乱」とも）を鎮圧したあと、ブラジル史上初の安定期が訪れた。ペードロ2世は領土的野心を持っていたウルグアイ、パラグアイへの介入を進め、その結果として1864年にパラグアイのフランシスコ・ソラーノ・ロペス大統領はブラジルに宣戦布告し、パラグアイ戦争（葡: Guerra do Paraguai、西: Guerra de la Triple Alianza - 「三国同盟戦争」とも）が勃発したが、カシアス公率いるブラジル帝国が主体となった三国同盟軍はパラグアイを破壊した。
一方、独立後も大農園主の意向によって奴隷制は維持され続けたが、アメリカ合衆国の南北戦争後は西半球で奴隷制を採用する独立国はブラジル帝国のみとなったため、三国同盟戦争後からオーギュスト・コントの実証主義の影響を受けた知識人によって奴隷制批判がなされた。三国同盟戦争後に制度的に確立した軍の青年将校（葡: Tenentes - 「テネンテス」）たちは実証主義思想に影響を受け、次第に奴隷制の廃止と帝政の廃止をも含めた国民運動が生まれた。この運動により1888年5月13日に黄金法（葡: Lei Áurea）が公布され、西半球で最後まで維持されていた奴隷制が廃止されたが、ペドロ2世は奴隷制廃止によって大農園主からの支持を失い、翌1889年のデオドロ・ダ・フォンセッカ元帥のクーデターによって帝政は崩壊した。

### 旧共和国時代

共和制革命後4日間だけ用いられたブラジル合衆国の国旗

1889年の共和制革命により、ブラジルは帝政から共和制に移行した。この時期には カフェ・コン・レイテと呼ばれるサン・パウロ州とミナス・ジェライス州で相互に大統領を選出する慣行が生まれた。バイーア州カヌードスでJagunçoによるカヌードス戦争（1896年 - 1896年）が勃発。これにともなう通貨下落を政府はロスチャイルドから借り入れて切り抜けた。また、帝政時代からコーヒー・プランテーションでの労働力確保のためにヨーロッパよりイタリア人、ポルトガル人、スペイン人、ドイツ人をはじめとする移民を受け入れていたが、奴隷制廃止後はさらに移民の流入速度が速まり、1908年にはヨーロッパのみならずアジアからも笠戸丸で日本人移民が導入された。
第一次世界大戦に協商国側で参戦したあと、1920年代にはカフェ・コン・レイテ体制への批判が高まり、ルイス・カルロス・プレステスをはじめとするテネンテス（青年将校たち）によるテネンテ革命が各地で起こった。このテネンチズモは直接は国政に大きな影響を与えなかったが、間接的に1930年代の政治状況を用意することになった。

### ヴァルガス時代

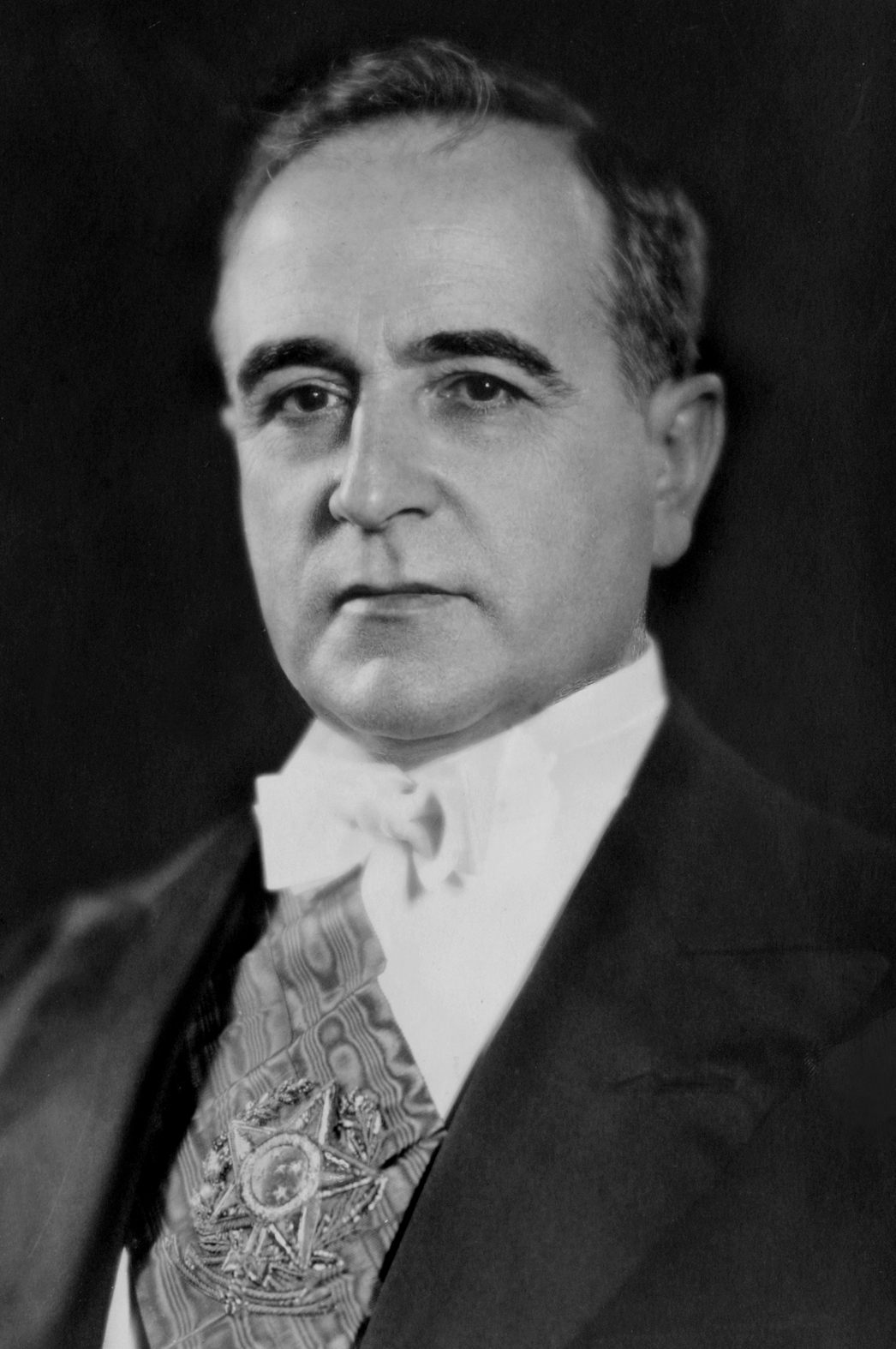
ジェトゥリオ・ドルネレス・ヴァルガス：15年にわたるヴァルガス時代の間に現在のブラジルが形作られた

1930年にカフェ・コン・レイテ体制に対する反乱が各地で勃発し、リオ・グランデ・ド・スール州のジェトゥリオ・ドルネレス・ヴァルガスが1930年革命を起こし、独裁政治を確立しようとした。1932年にはサン・パウロ州の反ヴァルガス勢力によって護憲革命（葡: Revolução Constitucionalista de 1932）が勃発したが、この反乱を鎮圧するとヴァルガスはブラジル全土に対する支配権を確立した。1937年にはヴァルガスはクーデターによってイタリア・ファシズムに影響を受けたエスタード・ノーヴォ体制を確立し、11月10日に新憲法を公布、12月2日に発布した。ヴァルガス時代には大学の整備、国家主導の工業化、ナショナリズムの称揚と移民の同化政策、中央集権体制の確立が進んだ。
1942年8月22日にヴァルガスは第二次世界大戦に連合国の一員としてイタリア戦線に宣戦布告、参戦したが、独裁体制に対する不満が国民と軍内部で強まり、第二次世界大戦終結後の1945年10月13日に軍事クーデターによって失脚した。

### ポプリズモ時代

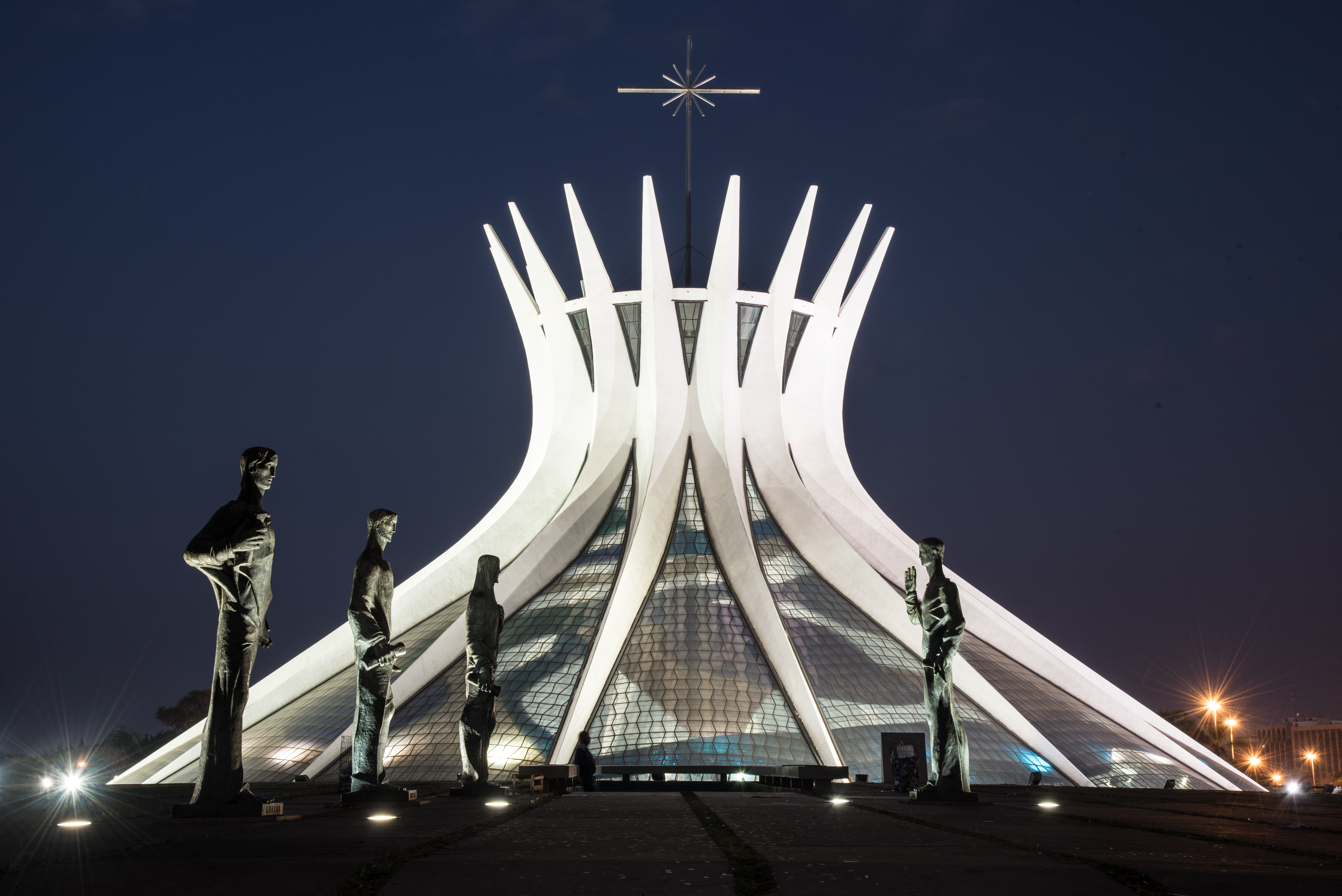
ブラジリア大聖堂

1946年9月18日に新憲法が制定されたあと、1950年にブラジル史上初の民主的選挙によってジェトゥリオ・ドルネレス・ヴァルガスが大統領に就任した。2度目のヴァルガスはファシズム色よりも左派ポプリズモ色を打ち出し、ブラジル経済の国民化が進められたが、軍の抵抗にあってヴァルガスは1954年に自殺した。
1956年に就任したジュセリーノ・クビシェッキ大統領は「50年の進歩を5年で」を掲げて開発政策を進め、内陸部のゴイアス州に新首都ブラジリア連邦直轄区を建設し、1960年にリオデジャネイロから遷都した。しかし、この開発政策によって生まれた債務が財政を圧迫し、インフレが加速した。
1961年に就任したジョアン・ゴラール（通称・ジャンゴ）大統領（任期：1961年 - 1964年）はこのような困難な状況を乗り切ることが出来なかった。

### 軍事独裁政権時代
1964年にアメリカ合衆国の支援するカステロ・ブランコ将軍は、クーデターによってジョアン・ゴラールを失脚させ、軍事独裁体制を確立すると、親米反共政策と、外国資本の導入を柱にした工業化政策が推進された（コンドル作戦、en）。この軍政の時代に「ブラジルの奇跡」と呼ばれたほどの高度経済成長が実現したが、1973年のオイルショック後に経済成長は失速し、さらに所得格差の増大により犯罪発生率が飛躍的に上昇した。また、軍事政権による人権侵害も大きな問題となった。この間、各地でカルロス・マリゲーラの民族解放行動（ALN）や10月8日革命運動など都市ゲリラが武装闘争を展開し、外国大使の誘拐やハイジャックが複数にわたって発生した。
1974年に将軍から大統領に就任したエルネスト・ガイゼルは国民的な不満を受けて軍政の路線転換を行い、1979年に就任したジョアン・フィゲイレード大統領は民政移管を公約した。1985年に行われた大統領選挙ではタンクレード・ネーヴェスが勝利した。

### 民政移管以降

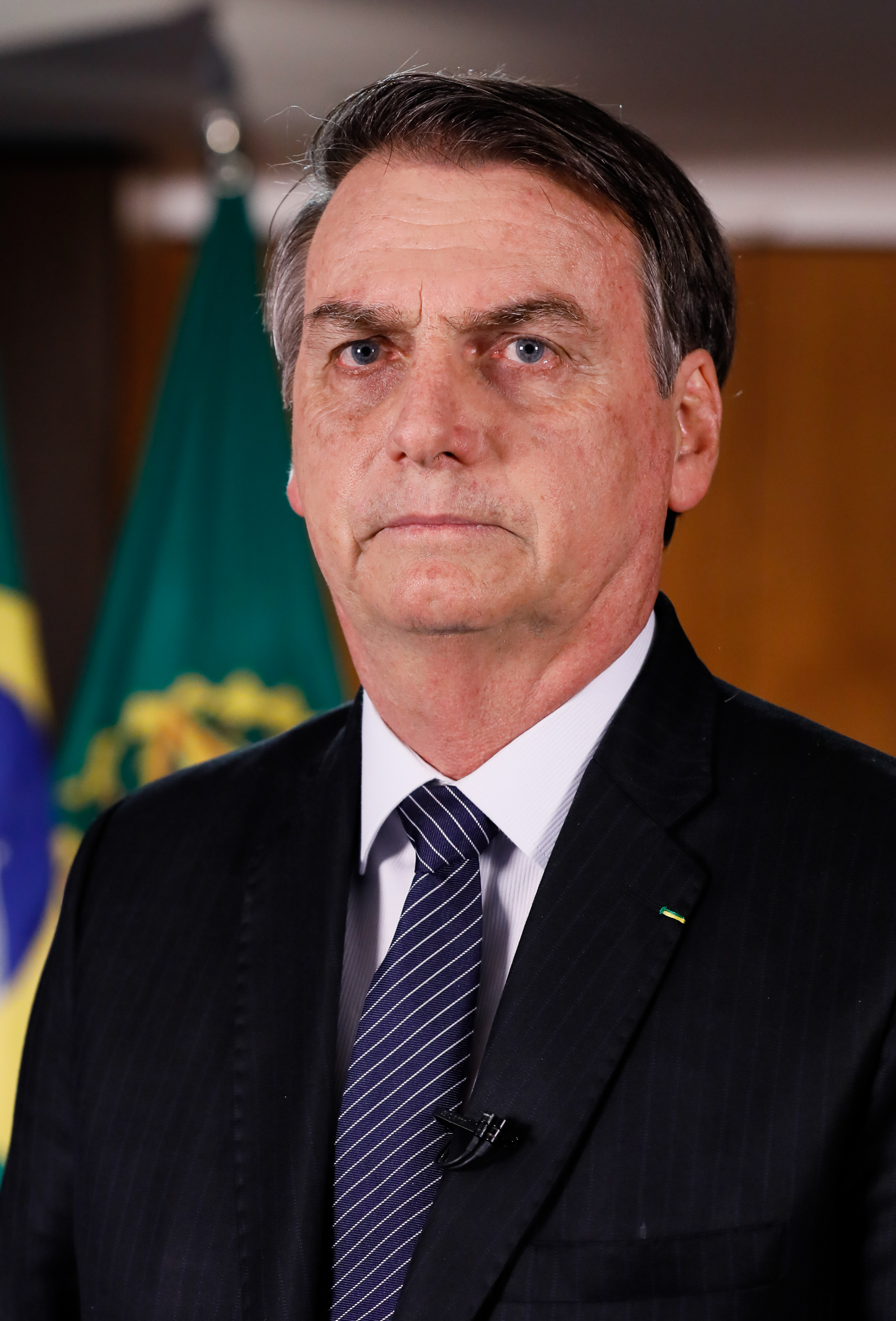
ジャイール・ボルソナーロ大統領

1985年に民政移管が実現し、文民政権が復活したが、ネーヴェスが急死したために副大統領だったジョゼー・サルネイが大統領に昇格した。サルネイ政権下ではインフレの拡大によりブラジル経済は悪化し、内政では大きな成果を残せなかったが、外交ではアルゼンチンのラウル・アルフォンシン政権との関係がこの時期に大きく改善し、長らく続いた両国の敵対関係に終止符が打たれた。
1990年には国家再建党からフェルナンド・コーロルが大統領に就任したが経済問題に対処できず、数々の汚職やさまざまな奇行のために1992年に罷免された。コーロルの失脚後、副大統領のイタマール・フランコが大統領に昇格した。
1995年にブラジル社会民主党から就任したフェルナンド・エンリッケ・カルドーゾ政権下でアルゼンチン、ブラジル、ウルグアイ、パラグアイにより、同年1月にメルコスール（メルコスウと発音、南米南部共同市場）が発足し、市場中心主義、緊縮政策・新自由主義を推し進めたが汚職や腐敗が深刻化し、格差の拡大をもたらした。
2003年には前政権までの貧困・格差の拡大に反発する形で労働者党からルイス・イナシオ・ルーラ・ダ・シルヴァが大統領に就任し、ブラジル発の本格的な左派政権となり、これまで前政権時代に推し進められていた市場中心主義、新自由主義政策を改め、富の再分配を重視し貧困撲滅政策を実行。外交面では新興国との関係を重視した。資源価格の高騰や新興国経済の好調に伴ってブラジル史上屈指の好景気となり、貧困撲滅と中間層誕生をもたらしたことで国民の支持を集めた。また、2014年のワールドカップと2016年の夏季五輪の招致に成功した。
2010年10月、ルーラ大統領の任期満了に伴い大統領選挙が行われ、好調な経済の後押しを受けて与党労働者党のジルマ・ルセフ官房長官が当選。2011年1月に大統領に就任した。しかし、その後新興国経済の失速と資源価格の低迷から景気が低迷し支持率は急落。2013年に反政府デモが起きるも、2014年の大統領選挙では決選投票で中道右派のブラジル社会民主党のアエシオ・ネベスに接戦の末勝利し、再選を果たした。しかし、2016年にはルセフ大統領が弾劾裁判を受け、ブラジル検察はブラジル屈指の人気を誇ったルーラ元大統領を汚職疑惑により強制捜査。労働者党とブラジル民主運動党による連立政権が崩壊するなど政権基盤は急速に失速し、政治的な混乱が続いた。
2016年5月12日、ブラジル議会上院はルセフ大統領に対する弾劾法廷の設置を賛成多数で決定し、大統領の職務を停止させた。ルセフ大統領の職務が停止される間、ブラジル民主運動党のミシェル・テメル副大統領が大統領代行を務めた。テメル大統領代行は労働党閣僚を排除し、最大野党の中道右派社会民主党の閣僚を抜擢し、実質的に13年ぶりの政権交代となった。親米、緊縮財政政策をとり、国営企業の民営化、公務員や社会保障削減などのウォール街をはじめとした国際金融市場が求める政策の実行を表明するなど、カルドーゾ政権時代の新自由主義政策への回帰となった。しかし、与野党問わず汚職も蔓延しており政治的には混乱期に突入している。
そして、テメル大統領自身も収賄罪で起訴されるなど、ルセフ前大統領に続いて弾劾を求める動きが活発化している。このように、有力政治家が相次いで汚職の捜査対処になり、ブラジルの政治は大混乱期を迎え国民の信頼を完全になくしている。
2019年にジャイール・ボルソナーロが大統領に就任、シカゴ学派の経済学者のパウロ・ゲデスをブレインに新自由主義、緊縮財政、軍政の再評価、親米外交など、これまでのルーラ政権以来続いた労働者党政権の逆の政策を行うと主張しており、その過激な発言からは「ブラジルのトランプ」ともいわれる。

### 連邦議会襲撃
2022年10月の大統領選で、ボルソナーロ大統領がルイス・イナシオ・ルーラ・ダ・シルヴァ（ルラ大統領）に敗北したことを正式に認めていないことが、引き金となった政治的対立が原因で、2023年1月8日には多数のボルソナーロ支持者が連邦議会を襲撃した。
本事件は発生から2年前の2021年1月6日、アメリカ合衆国で発生したドナルド・トランプが2020年の選挙における民主党への敗北を正式に認められないことが原因で、ドナルド・トランプ大統領の支持者が合衆国議会襲撃事件との襲撃理由や日程など数多くの類似性が世界中で指摘された。

### 襲撃事件後の政治
ルラ大統領は、襲撃事件を強く非難した。

## 政治

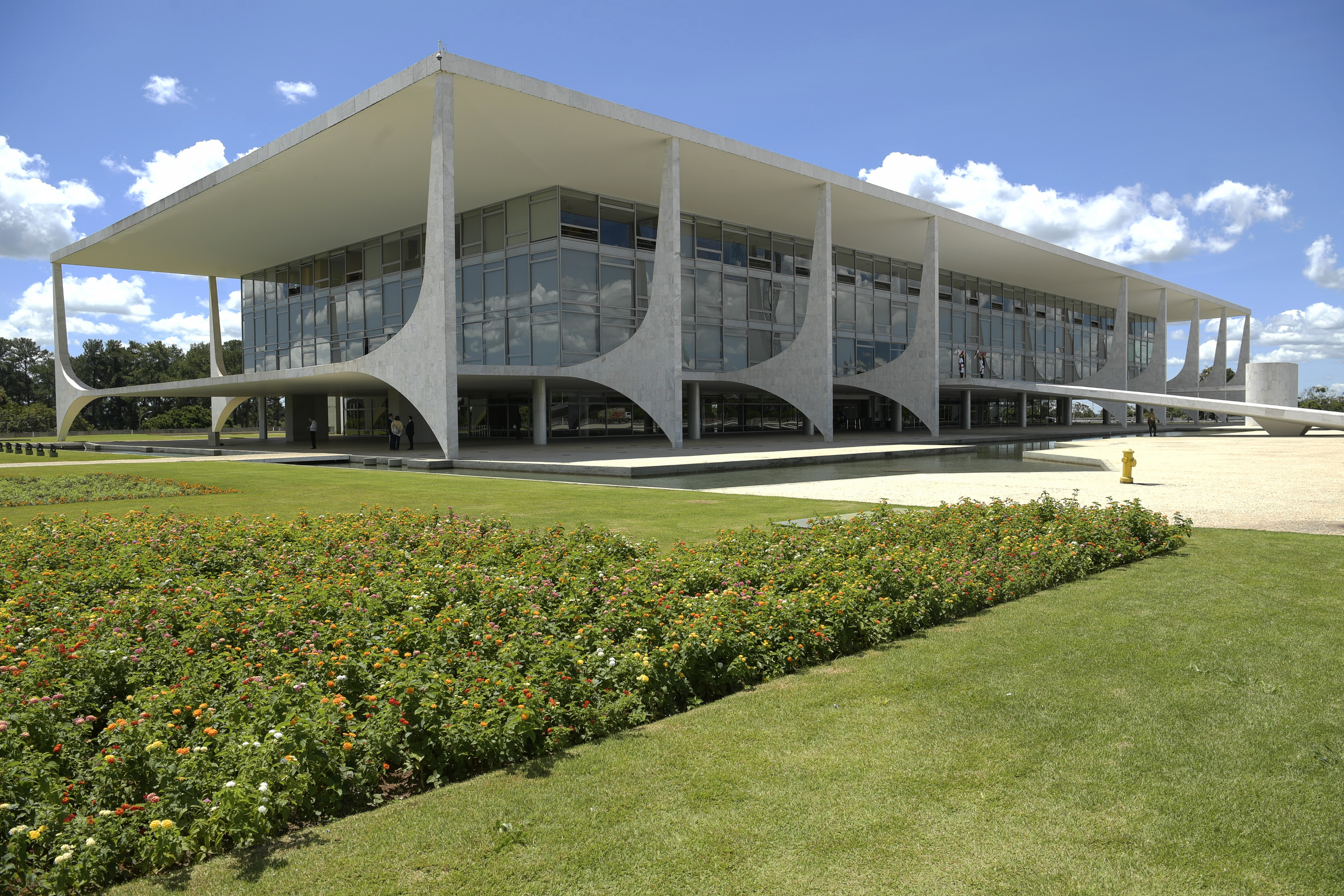
プラナルト宮殿

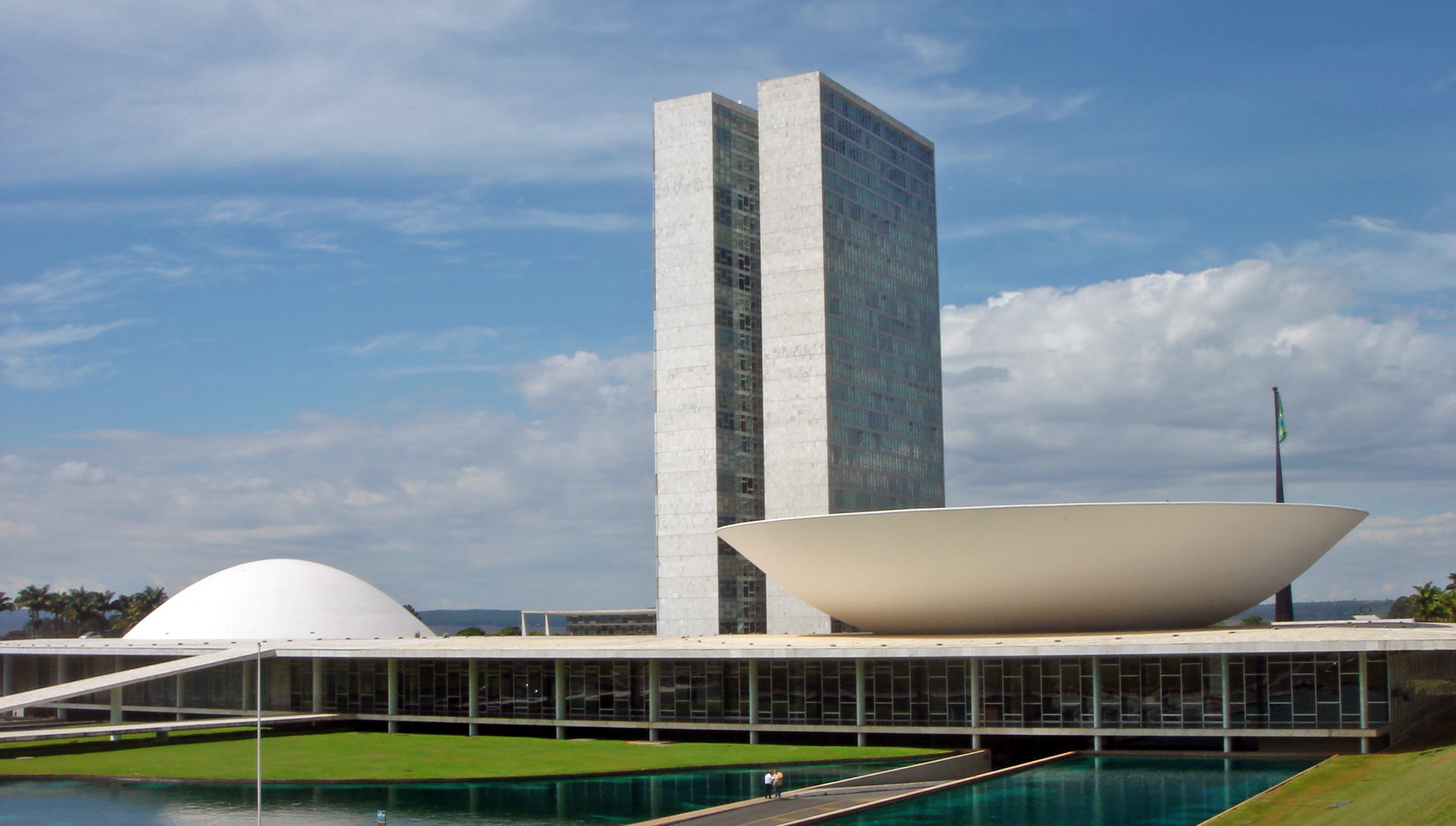
国会議事堂

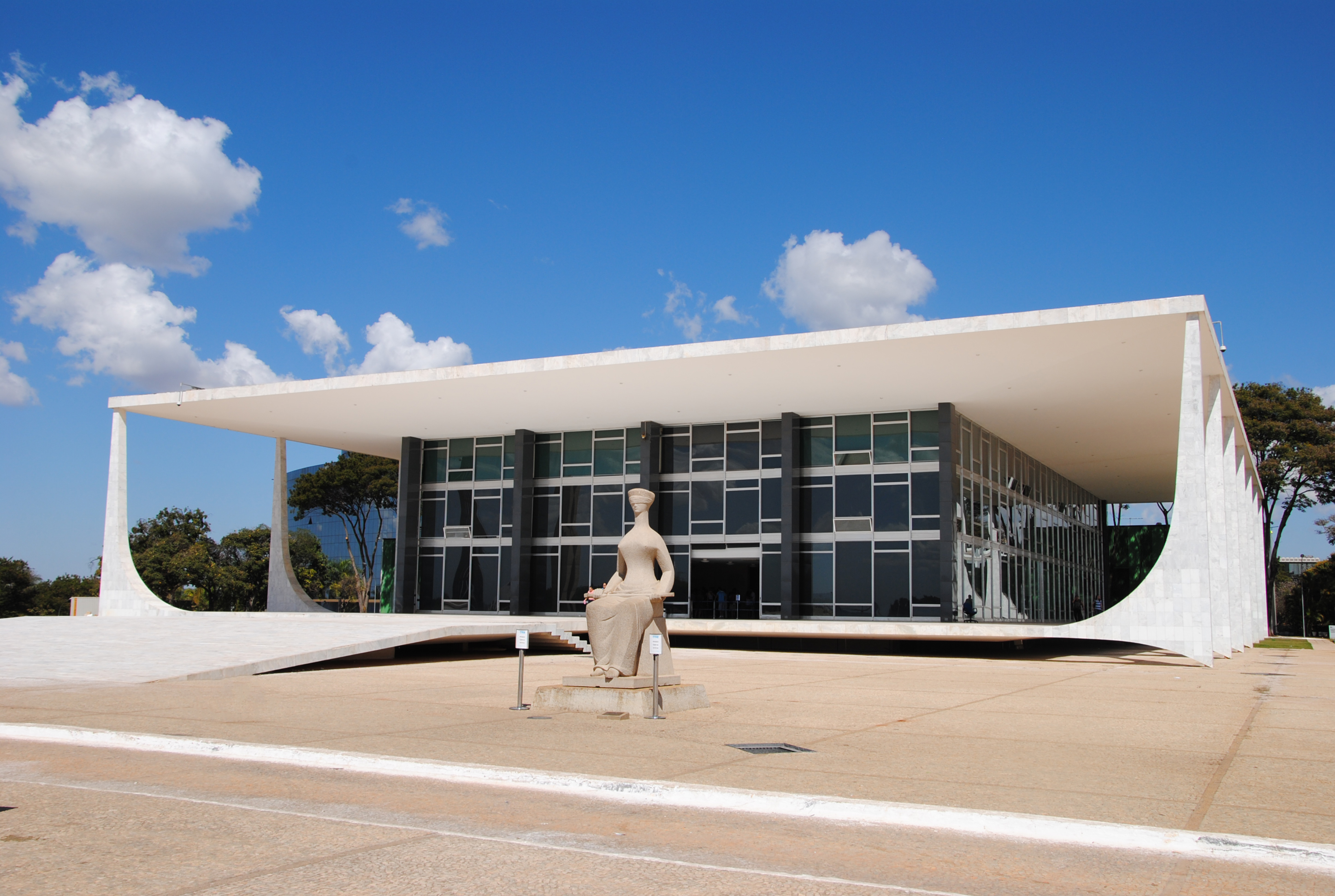
連邦最高裁判所

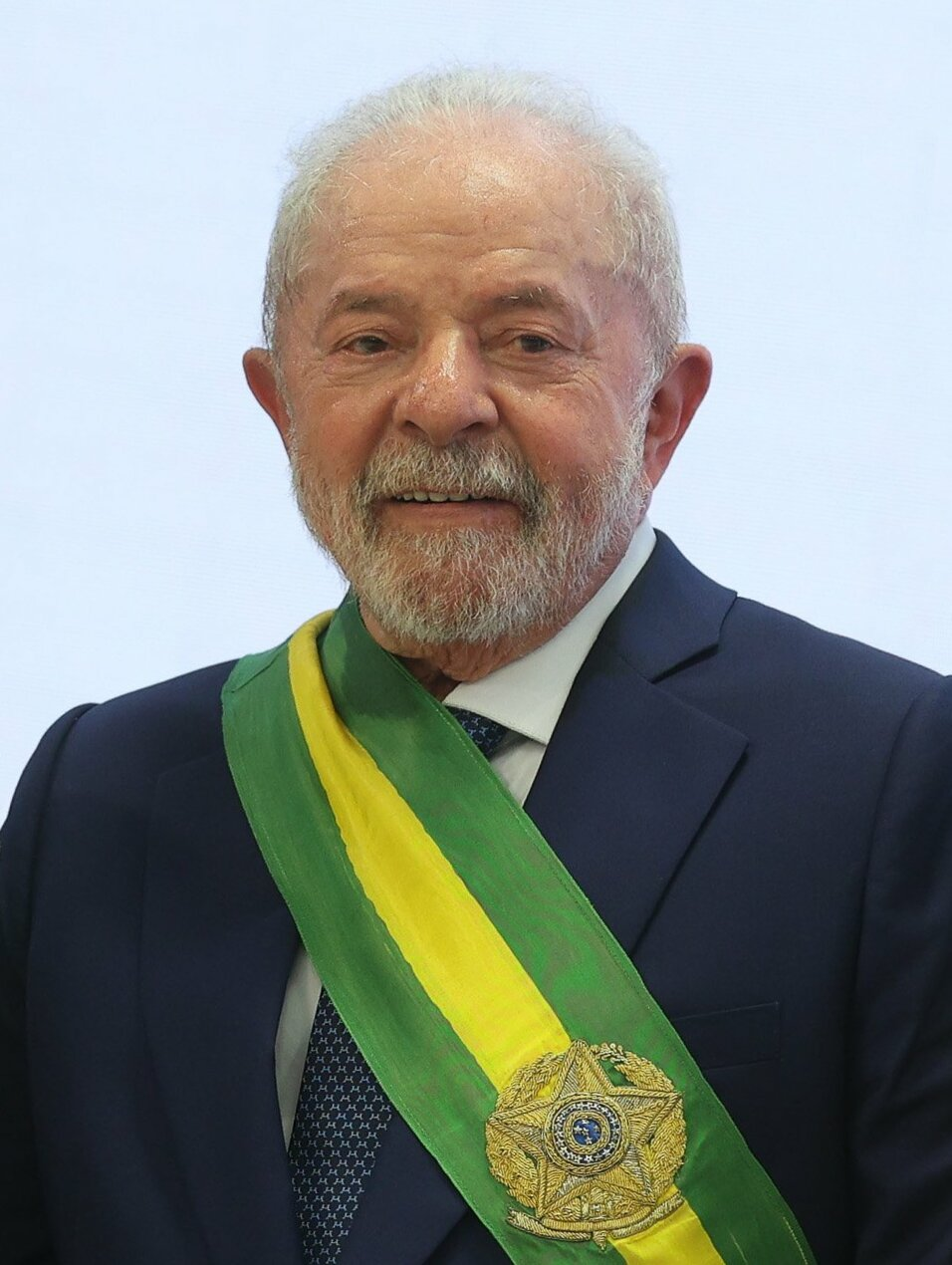
ルイス・イナシオ・ルーラ・ダ・シルヴァ大統領

大統領制を敷き、大統領を元首とする連邦共和制となっている。
東西冷戦期の1964年から1985年まで親西側の軍事政権下にあった。なお、軍事政権下の当時から現在にいたるまで、官僚や政治家、警察の腐敗や汚職は拡がったままである。

### 行政
大統領および副大統領の任期は4年で、一度限りにおいて再選が認められている（つまり、3選は憲法で禁止されている）。大統領は国会により弾劾されることが可能である。
現在は、ルイス・イナシオ・ルーラ・ダ・シルヴァ大統領（2023年1月1日就任）。現行憲法は1988年憲法である。

### 立法
議会は上院（元老院、定数81）・下院（代議院、定数513）の二院制である。

### 政党
労働者党（PT）、ブラジル民主運動党（PMDB）、進歩党（PP）、ブラジル社会民主党（PSDB）などがある。

### 投票権
投票は18歳から70歳までの読み書きができるすべての国民に義務づけられている（義務投票制）。希望すれば16歳以上、もしくは70歳を超える国民や読み書きのできない国民も投票することができる。

### 政権
2003年1月にルーラ政権が発足した。元労働組合の指導者だったルーラは「飢餓ゼロ」計画を打ち上げ、貧困家庭向けの食料援助や援助金制度などを推進した。貧困家庭の生活水準改善を着実に進め、経済発展に取り残されていた内陸部へのインフラ整備も進みつつある。外交面では、南米統合へのリーダーシップも発揮した。2006年6月24日にルーラ大統領は政権与党の労働党の全国大会で大統領候補指名を受託し、10月の大統領選挙で貧困層の圧倒的な支持を得て再選した。
ルーラ政権下では2014 FIFAワールドカップブラジル大会や2016年リオデジャネイロオリンピックという二大スポーツイベントの招致に成功した。
2011年1月1日からは労働者党出身のジルマ・ルセフ新政権が発足し、ルーラの政策を受け継いでいたが、2016年5月12日以降はミシェル・テメル副大統領が大統領代行を務める。
2019年1月1日よりジャイール・ボルソナーロ大統領が政権を担った。長らく左派が政権を占めていた国で生まれた極右の大統領の登場に国内外で賛否両論が巻き起こった。「年金改革」と「汚職や犯罪との戦い」を掲げ、治安強化と軍政賛美の姿勢を見せている。
2022年ブラジル総選挙では、ルーラ元大統領が当選した。

### 国際関係

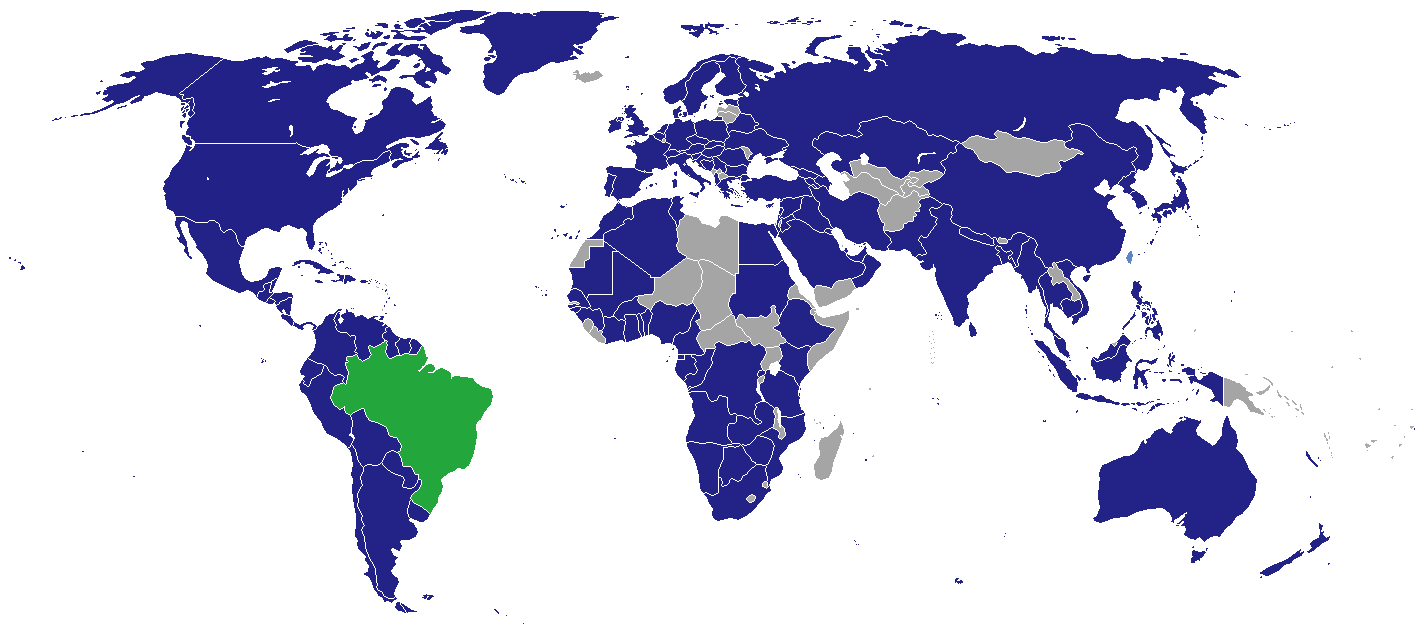
ブラジルが外交使節を派遣している諸国の一覧図

独立直後から旧宗主国だったポルトガルに代わって莫大なイギリスの投資を受け、「老いた母（ポルトガル）の代わりに金持ちの継母（イギリス）を得た」と表現されるほどの飛躍的な経済的発展を遂げた。また、独立直後からウルグアイをめぐってアルゼンチンとシスプラティーナ戦争を起こし、バンダ・オリエンタル（シスプラチナ州）がウルグアイとして独立するなどの失敗もあったが、それでもウルグアイへの影響力は大きく、大戦争終結後は植民地時代のウルグアイの領域の大きな部分（ウルグアイ川左岸の東ミシオネスなど）をブラジルに併合することを認めさせた。
1860年代にパラグアイ戦争が勃発すると、親英政策のもとにパラグアイを完膚なきまでに破壊し尽くした。戦争が終わるとパラグアイの領土は一部ブラジルに割譲され、パラグアイそのものも政治的にブラジルの強い影響に置かれることになった。その後はリオ・ブランコ男爵の尽力などもあり、ギアナ三国、ベネスエラ、コロンビア、ボリビアなどの周辺国からアマゾンの辺境地を獲得することに躍起となった。アメリカ合衆国の後ろ盾を得る形で併合されたアマゾンの現アクレ州をめぐるボリビアとの争いでは、アクレ共和国のような傀儡政権が樹立されることもあった。
20世紀前後から周囲をスペイン語圏諸国に囲まれていることの孤立感、および当時急速な発展を遂げていたアルゼンチンの勃興などに対処するために親米政策を採用し、アメリカ合衆国も遠交近攻政策に基づいて中央アメリカ・カリブ海のアメリカ合衆国による支配権確立のためにブラジルとの友好を望んだため、伯米両国の関係は非常に友好的なものとなった。この親米政策の背景には、1889年の共和制革命直後のバルボーザ案新国旗に見て取れるようなこの当時の実証主義知識人のアメリカ合衆国崇拝の激しさも要因となっていた。
アルゼンチンとの対立はチリを交えて20世紀初頭から1980年代まで続く軍拡競争を招き、アルゼンチン・ブラジル・チリはABC三大国と呼ばれるようになった。一方で親米英政策は第一次世界大戦、第二次世界大戦に連合国側で参戦したように激しいものがあり（アルゼンチンが独自外交を標榜して両大戦でドイツに好意的な中立を続けようと努力したのとは対照的である）、第二次世界大戦後も暫くこの政策は続いた。なお、19世紀末より現在に至るまで友好関係を築いている日本との関係は、日本が連合国と交戦状態に入り、1950年代初頭に国交回復するまでの間はしばし途絶えることとなった。
第二次世界大戦後にイギリスが没落すると、左翼ポプリズモ政権によって親米政策から第三世界外交への転換がなされたが、1964年にアメリカ合衆国の内諾を得て起こされた軍事クーデターにより成立した官僚主義的権威主義体制は、露骨に積極的な親米を掲げてアメリカ合衆国に追従し、1965年のドミニカ内戦の際にはドミニカ共和国のボッシュ派政権を崩壊させるための軍隊を率先して送り、その後、軍部は1971年のボリビアのウーゴ・バンセル政権をはじめとして多くのラテンアメリカ諸国の右翼反共軍事クーデターを支援した。
時系列的には前後するが、パラグアイのアルフレド・ストロエスネル政権の成立にもブラジル軍の支援があった。そしてこの露骨な親米政策は、エドゥアルド・ガレアーノをはじめとするラテンアメリカ諸国の知識人からは「裏切り」だとみなされた。
しかし、1985年に民政移管すると、特に1980年代後半の冷戦終結後は南アメリカの大国としてアルゼンチンやパラグアイなどの近隣諸国のみならず、アジアやアフリカ、中近東諸国などとも全方面外交を行い、WTOやメルコスールなどを通して積極外交を行うほか、没落したアルゼンチンに代わってラテンアメリカ諸国をまとめるリーダーとして国連改革を積極的に推進し、国連安全保障理事会の常任理事国入りを日本やインド、ドイツなどとともに狙っているとされる。また、ポルトガル語圏の一員として旧宗主国のポルトガルや、アンゴラ、モザンビーク、東ティモールとも強い絆を保っている。更には南大西洋地域に位置する国家により設立された『南大西洋平和協力地帯』（ZPCAS,ZOPACAS）の加盟国の一つとなっている。
ブラジルは主権の相互尊重の原則を根拠に対等な外交施策をとることで知られる。アメリカ政府がテロリスト対策のひとつである新入国管理制度で、ブラジルを含む25か国から入国する者に顔写真と指紋の登録を実施したのに対抗し、ブラジル政府は、2004年1月1日から対抗措置としてブラジルに入国するアメリカ人を対象に、顔写真と指紋の登録を実施した。またかつてはブラジルは南米で唯一日本人が短期滞在で入国するときにビザが必要な国であった。これも、日本政府がブラジルからの入国に対してビザを求めていることに対する、相互尊重の原則を根拠にした対抗措置だった。しかし、リオデジャネイロオリンピックの期間（2016年6月1日ー9月18日）は日本人、アメリカ人、カナダ人、オーストラリア人を対象に一方的に観光ビザを免除し、その延長上として2019年6月17日以降はこれら４ヶ国から入国する外国人を対象に観光ビザの免除となった。これにより日本人は南米全ての国にビザなしで入国が可能となった。(1回につき90日以内の滞在、1年間のうち合計180日間無査証で滞在可能)

#### パレスチナ
2010年12月パレスチナ自治政府を国家承認した。また、2016年2月には西半球の国では初のパレスチナ大使館も設立した。

#### 日本との関係

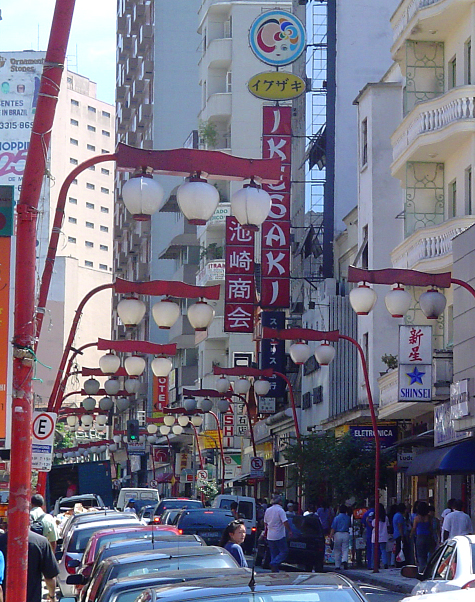
サンパウロの日本人街「リベルダージ」

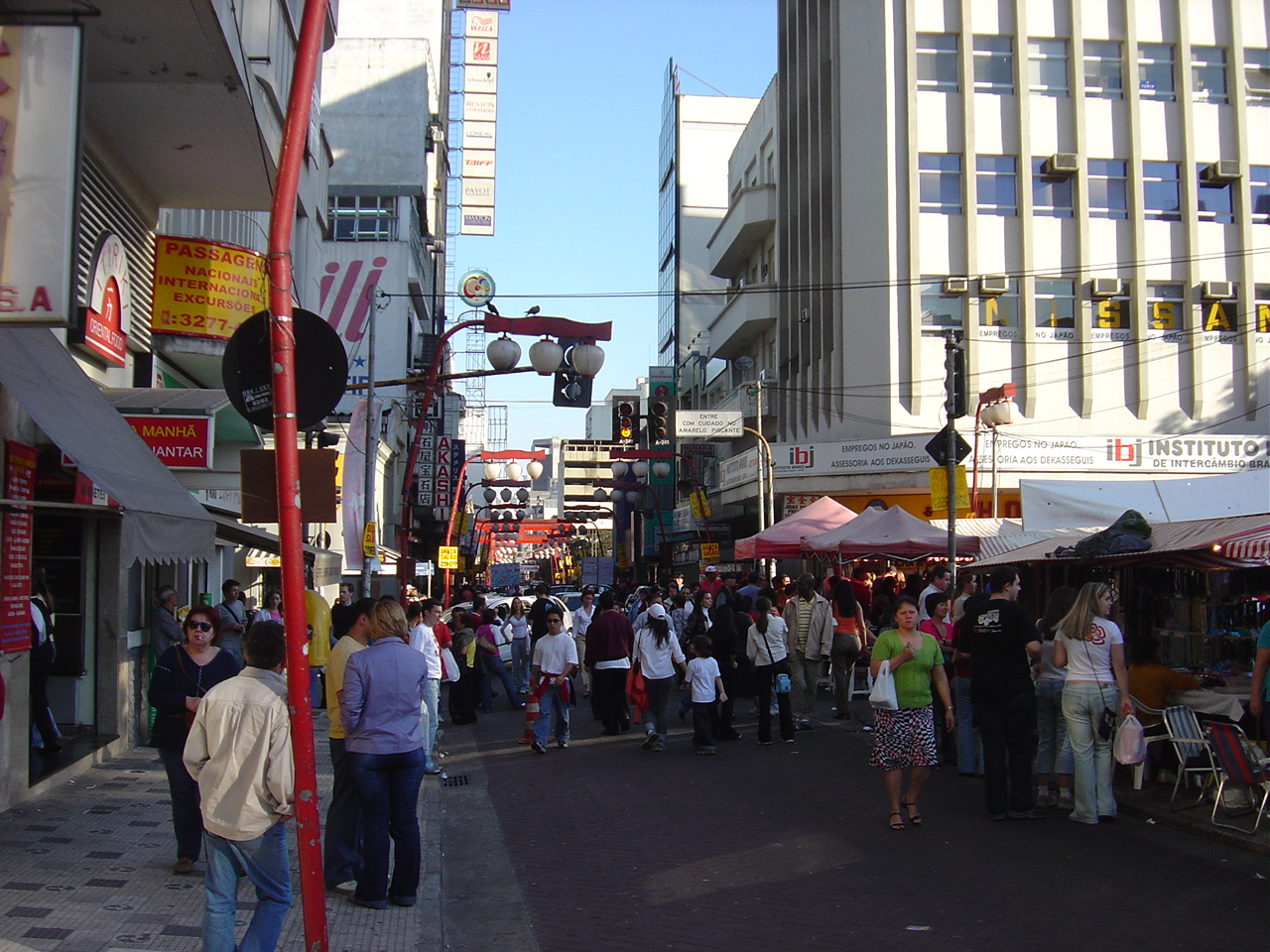
地域で有名な見本市

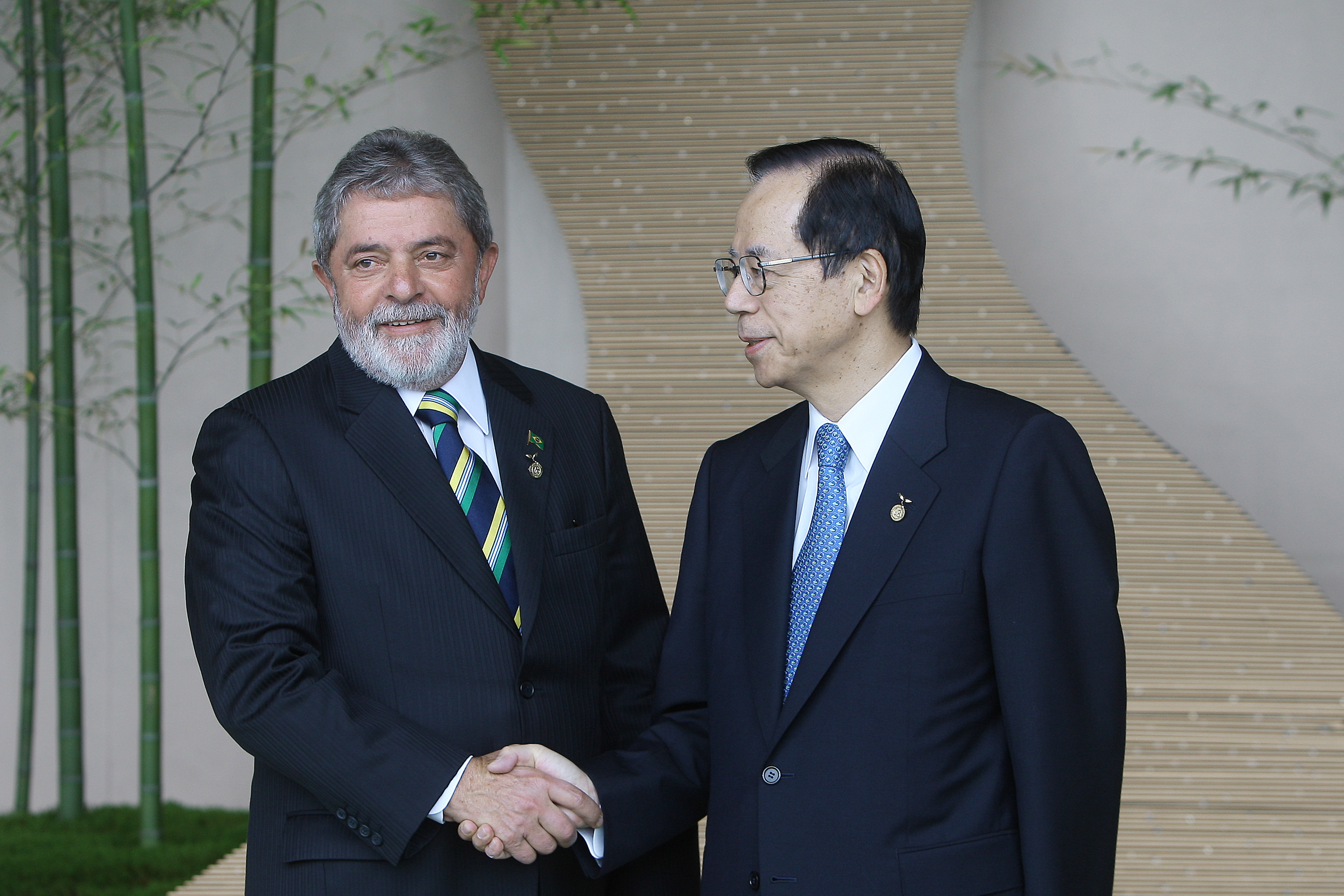
第35代大統領ルイス・イナシオ・ルーラ・ダ・シルヴァと第91代内閣総理大臣福田康夫（2008年のG8・北海道洞爺湖サミット）

日本との外交関係は1895年の修好通商航海条約調印から始まり、1897年に両国内に公使館を開設。1908年6月には日本からの本格的移民が開始され、笠戸丸がサントスに入港した。その後第二次世界大戦中の断交状態（ブラジルは連合国として参戦）と1950年代初頭の国交回復を経て、常に活発な人的、経済的交流が行われており、その距離の遠さにもかかわらず世界各国の中でも特に日本との縁が非常に深い国である。
1908年に最初の本格的な集団移民、いわゆる「笠戸丸移民」が到着して以降、第一次世界大戦期や第二次世界大戦を経て、1950年代に日本政府の後援による移民が停止されるまでにブラジルに渡った日本人移民の子孫は5世、6世の世代になり、サンパウロの世界最大級の日本人街「リベルダージ」を中心に、海外で最大の日系人社会（約200万人）を持つなどブラジル社会に完全に溶け込んでいる。
1923年から1940年まで、五島出身のドミンゴス中村長八神父が初の海外派遣日本人宣教師として、サンパウロ州、マットグロッソ州、パラナ州、そしてミナスジェライス州南部の計4州で活躍した。「生ける聖人」と呼ばれており、現在、列福調査が進められている。
日系ブラジル人は政治や経済などで、高い地位に就くものも多いほか、特に長年の農業における高い貢献は非常に高い評価を得ている。2007年2月には、2世のジュンイチ・サイトウ空軍大将が空軍総司令官に任命され、ブラジル軍の最高位ポストに就いた初の日系人となった。
また、1950年代以降、日本の高度経済成長期にかけて東芝やトヨタ自動車、東京海上日動、コマツ、ヤクルト本社、日本航空など、重工業から金融、サービス業や運送業に至るまで、さまざまな業種の日本企業がサンパウロを中心に2018年時点で500社以上進出しており、世界でも有数の規模の日本人学校、サンパウロ日本人学校など、ブラジル国内に複数の日本人学校があるほか、日本においてもブラジルの音楽やスポーツ、料理などの文化が広く親しまれており、また、両国間の人的交流が活発にあるなどその関係は非常に深いものがある。在留邦人は約5万人（2018年）、在日ブラジル人は約20万人（2019年、法務省）である。
1962年に両国による合弁事業であるウジミナス製鉄所へのODAによる融資を行って以降、電気や港湾、衛生設備など、各種インフラの充実を中心としたODAが継続的に行われている。しかしながら、ブラジルが工業国であり比較的インフラが整っていることから、近年はインフラでも環境、衛生関係の技術的要素に特化されたものとなっている。日本人学校めぐみ学園などがある。

### 軍事

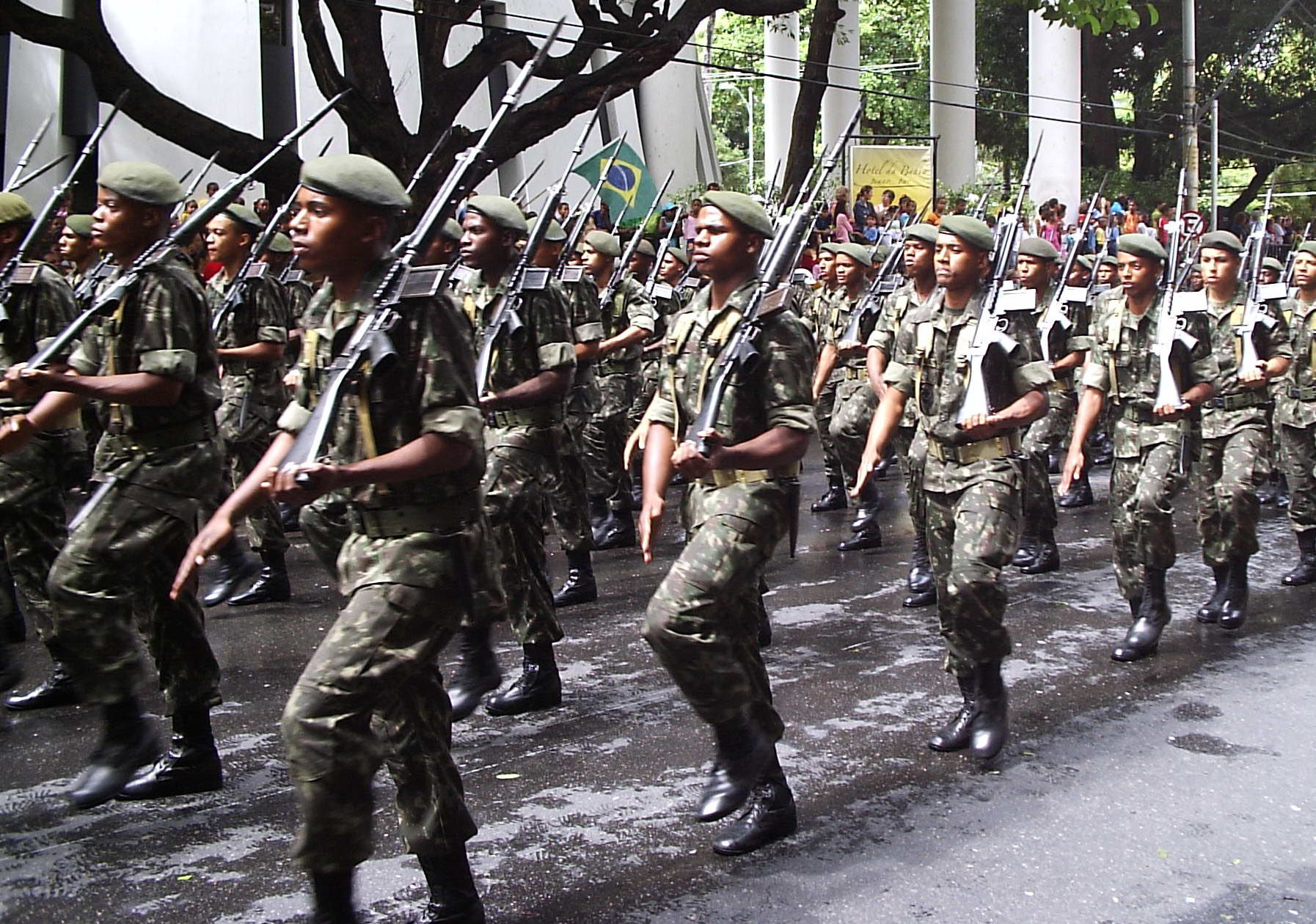
サルヴァドール・ダ・バイーアでのパレード

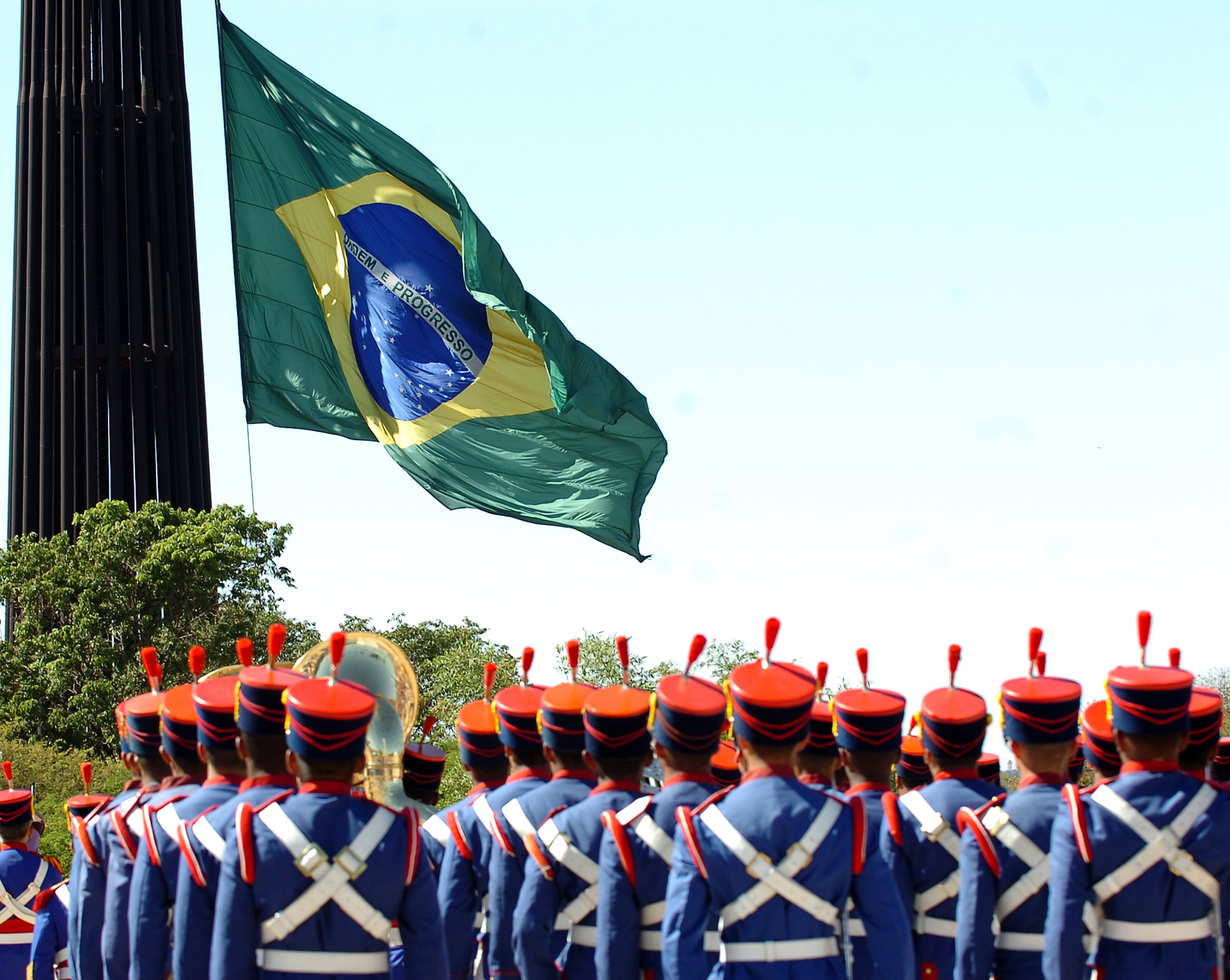
ブラジリアのブラジル軍

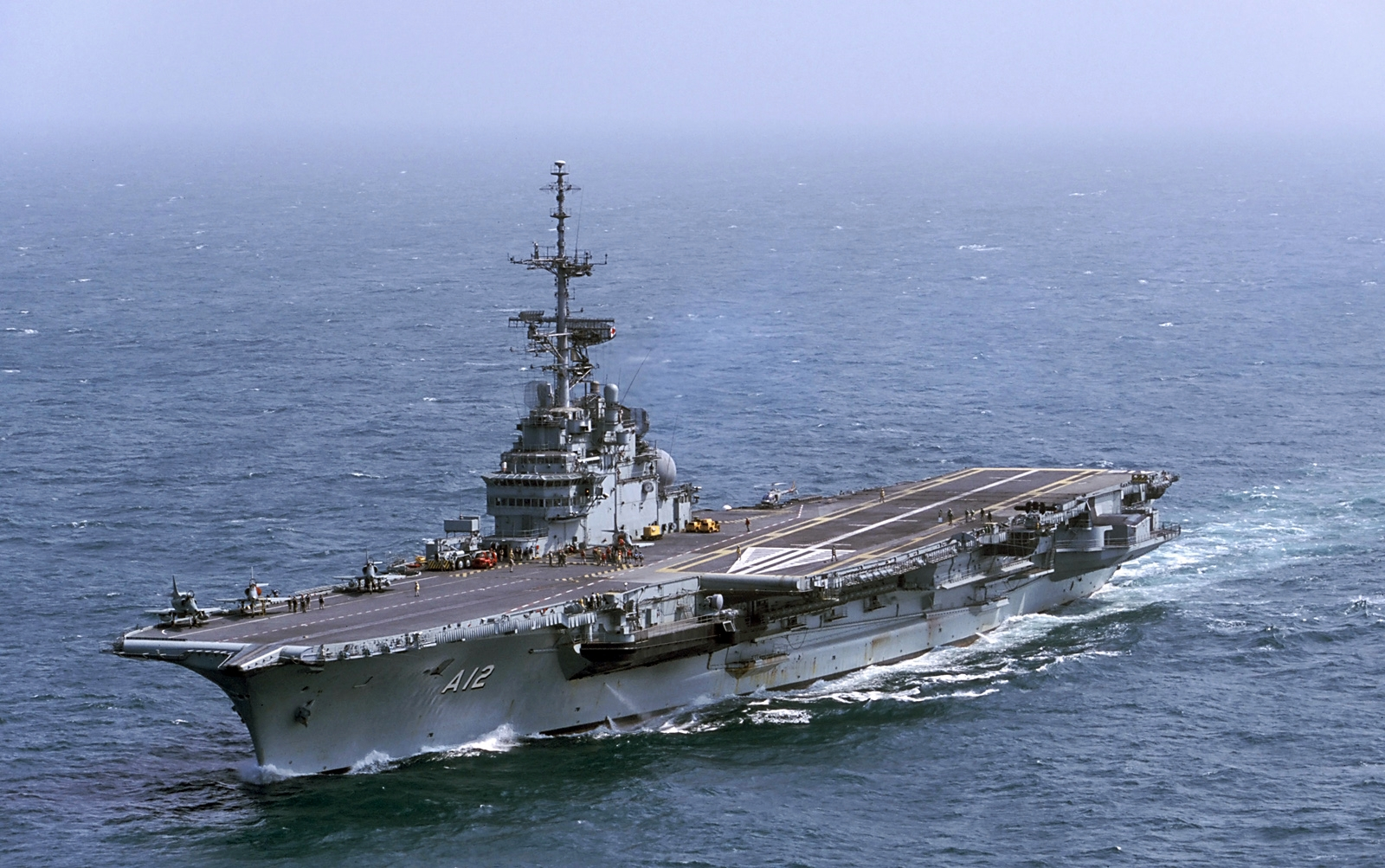
空母サン・パウロ

1889年の共和制革命で主要な役割を果たしたことがおもな理由となり、軍は伝統的に政治に強い影響力を持ち、1920年代ごろから「テネンチズモ」（テネンテ＝中尉から転じて青年将校を指す）と呼ばれる、革新的な青年将校が強い影響力を持って政治を進めようとする傾向が生まれ、ヴァルガス体制の設立にも協力した。その後1964年から1985年まで軍政下にあったこともあり、民政移管に際しても大きな影響力を政界に残した。そのため、かつて軍は「ブラジル最大の野党」と呼ばれていた。
また、ブラジルは第一次世界大戦、第二次世界大戦ともに連合国側で参戦し、第二次世界大戦に連合国として参戦した際には、ラテンアメリカで唯一陸軍をヨーロッパ戦線（イタリア戦線）に派遣した（ブラジル遠征軍）。その後、1965年のドミニカ共和国の内戦の治安維持に派遣され、アメリカ合衆国主導による、ボッシュ派社会改革政権崩壊への積極的な協力を行った。
1982年のフォークランド紛争の敗北によってアルゼンチンの軍事政権が崩壊した後は、長らく最大の仮想敵国と見ていたアルゼンチンとの融和政策が実現し、それまで続いていた軍拡競争が終わったために現在は周辺諸国との軍事的緊張関係はなくなった。ただし、国土が広大で人口も多いために、依然として南アメリカで最大規模の軍事力を保持する。
12か月の徴兵制を敷いており、総兵力は約32万人ほどである。陸軍・海軍・空軍の三軍が存在する。軍事政権期には核開発計画を進めていたが、1988年にアルゼンチンとともに核計画の放棄を宣言した。
近年は国連のPKOに積極的に派遣されている。また、各種軍用機や軍用車両の国産化が進んでおり、特にブラジルの航空機産業の基盤を生かした一部の軍用機は自国や南アメリカの周辺国のみならず、ヨーロッパや中東諸国、オセアニアにも輸出されている。
俸給と軍人年金の支払いだけで各軍の予算は圧迫されており、装備の維持と更新に必要とされる予算は不足している。陸軍の全保有車両の78%は運用開始から34年以上が経過しており、一部のトラックは第二次世界大戦中に使用されたものもあるとされる。火砲の大半も第二次世界大戦時のものだとしている。1437両の装甲戦闘車両のうち42%から70%は使用不能で、6,676両の車両のうち40%は使用不能である。弾薬は必要量のわずか15%しかない。海軍も同様に困難に直面している。海軍は7,000キロを越す海岸線を警備するために21隻の水上艦艇しか保有しておらず、しかも可動状態なのは10隻程度のみで、そのうちの多くは制限つきで運用されている。5隻ある潜水艦のうち完全な可動状態は1隻のみで、ほかに2隻が制限つきで運用されている。海軍航空隊の58機のヘリコプターのうち、27機（46%）も作戦不能状態にある。空軍保有の航空機のうち満足に使用できるのは267機のみで、残る452機は予備部品不足と整備不良で飛行不能とされる。この問題を悪化させている要因として、保有航空機の60%が運用20年経過、もしくはそれ以上の老朽機であるためとされる。
近年の軍事費の対GDP比は1.5%程度で推移しているが、その広大な国土と多数の人口規模に比して、2009年の予算総額は297億ドルと圧倒的に少ない。2011年の予算は354億ドルとなり、若干の微増になってはいるものの、装備の近代化はまったく進んでいないのが実情である。

#### 陸軍
兵力19万人を擁する。PKOのため、ハイチに展開している。

#### 海軍
兵力6万7,000人を擁する。長らくラテンアメリカで唯一の空母を保有する海軍であったが、財政事情などから唯一の空母「サン・パウロ」の近代化改修を諦め、2017年2月に同艦を退役させた。2007年、原子力潜水艦建造計画が持ち上がり、フランスの技術援助を受けて、2020年を目処に原子力潜水艦の配備を計画している。

#### 空軍
兵力7万700人を擁する。主要装備はイタリアと共同開発した亜音速ジェット軽攻撃機AMXや、双発ターボプロップ機のエンブラエル EMB 110など。2007年2月、日系2世のジュンイチ・サイトウ大将が空軍総司令官に任命された。

## 地理

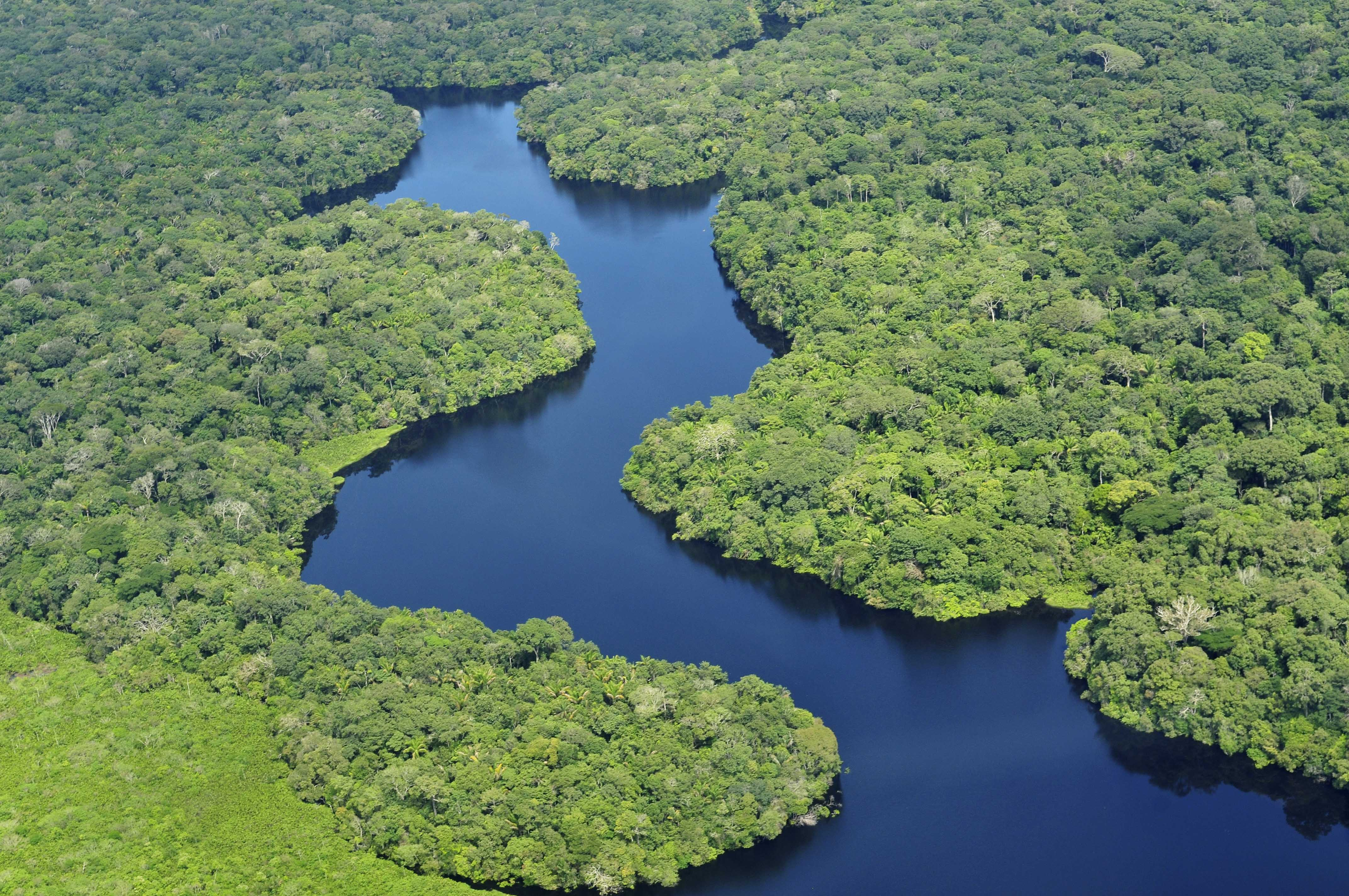
アマゾン川

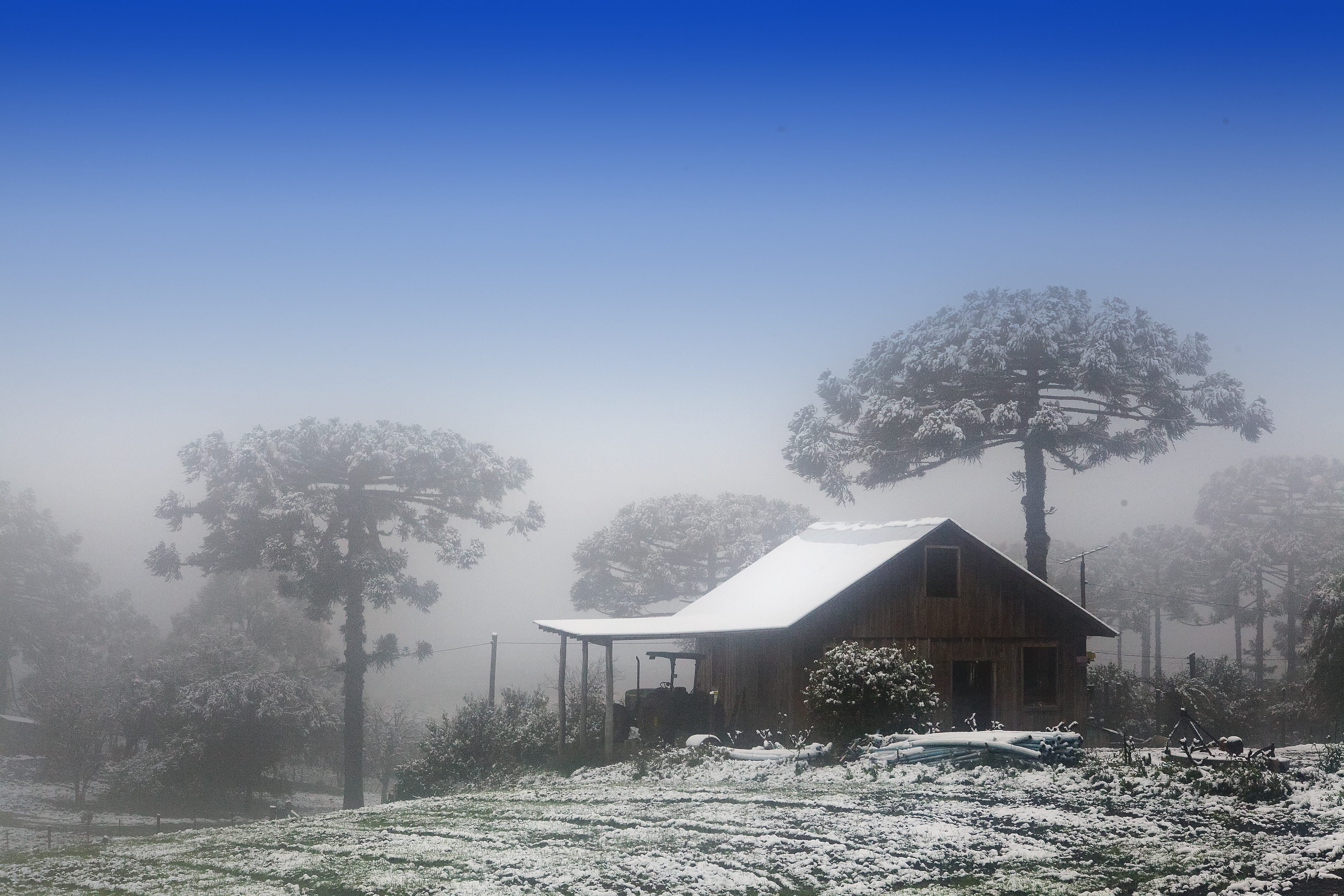
サンタカタリーナ州サン・ジョアキンの雪

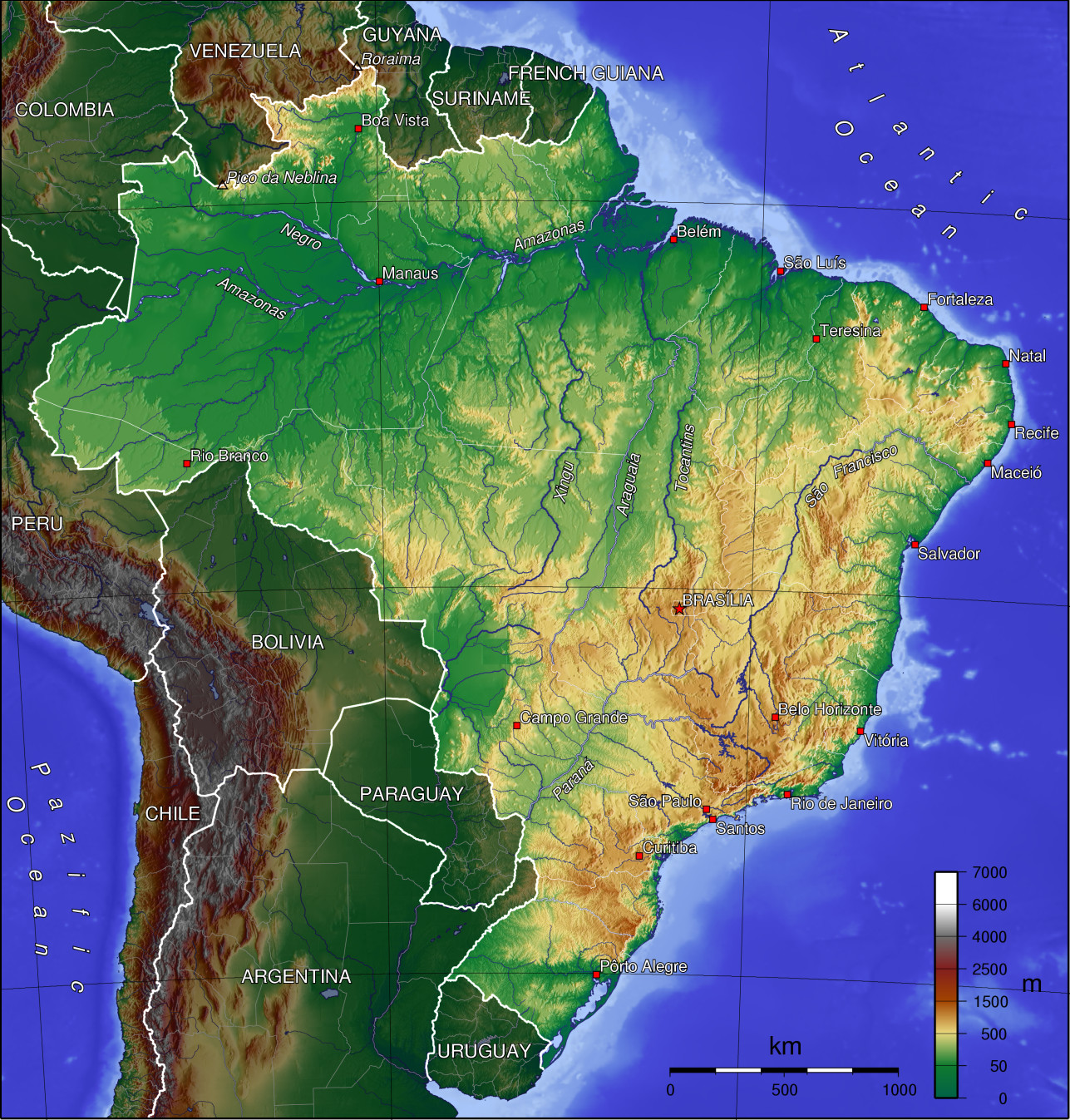
ブラジルの地形図

国土は、流域を含めると705万km²及ぶアマゾン川と、その南に広がるブラジル高原に分けられるが、広大な国土を持つだけにさまざまな地形があり、北部は赤道が通る熱帯雨林気候で、大河アマゾン川が流れる。近年、環境破壊によるアマゾン川流域の砂漠化が問題となっている。
最高峰はベネズエラとの国境近く、北部ギアナ高地にあるネブリナ山で、標高3,014メートルである。熱帯には「セハード」と呼ばれる広大な草原が広がり、エマス国立公園も含まれている。また、北東部は、沿岸部では大西洋岸森林が、内陸部では乾燥したセフタンが広がり、セフタンはしばしば旱魃に悩まされてきた。
南西部のパラグアイ、アルゼンチンとの国境付近には有名なイグアスの滝のある、ラ・プラタ川水系の大河パラナ川が流れる。ほかにネグロ川、サン・フランシスコ川、シングー川、マデイラ川やタパジョス川がある。また、ボリビアとパラグアイとの国境付近は世界最大級の熱帯性湿地とされるパンタナール自然保全地域となっている。
ブラジル南部3州ではブラジル高原はウルグアイ、アルゼンチンへと続くパンパ（大平原）との移行地帯となり、伝統的に牧畜が盛んでガウーショ（ガウチョ）も存在する。南部はコーノ・スールの一部として扱われることもある。
また、ブラジル南部は沖縄本島や薩南諸島などの対蹠地にあたり、また国土の大半が南半球となるため、季節は日本とはおおよそ正反対になるが、熱帯ではない南部以外ではあまり意識されることはない。

### 気候
ケッペンの気候区分によると、国土の93%は熱帯地域に属す。気候は亜熱帯性気候、半砂漠型サバナ気候、熱帯雨林気候、熱帯モンスーン気候、高地の亜熱帯性気候、温帯夏雨気候、温暖湿潤気候に分類できる。大西洋沿岸は全体的に温暖なため、リオデジャネイロやレシーフェなどのリゾート地が多い。南部3州の標高が高い地域では雪が降ることもある。
年間平均気温
- アマゾン地域：22 - 26℃
- 大西洋沿岸地域：23 - 27℃
- 内陸部高原地域：18 - 21℃

四季：緯度によって異なるが、以下の通りである。
- 春：9月22日から12月21日
- 夏：12月22日から3月21日
- 秋：3月22日から6月21日
- 冬：6月22日から9月21日

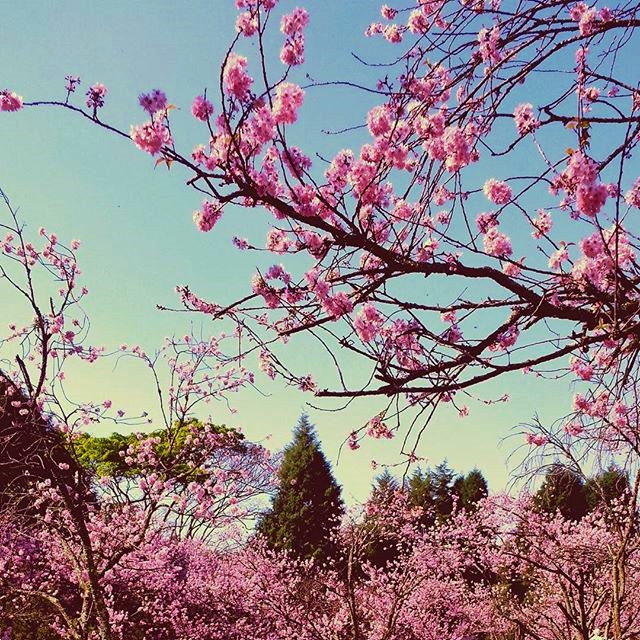
ブラジルの春、サンパウロに咲く桜
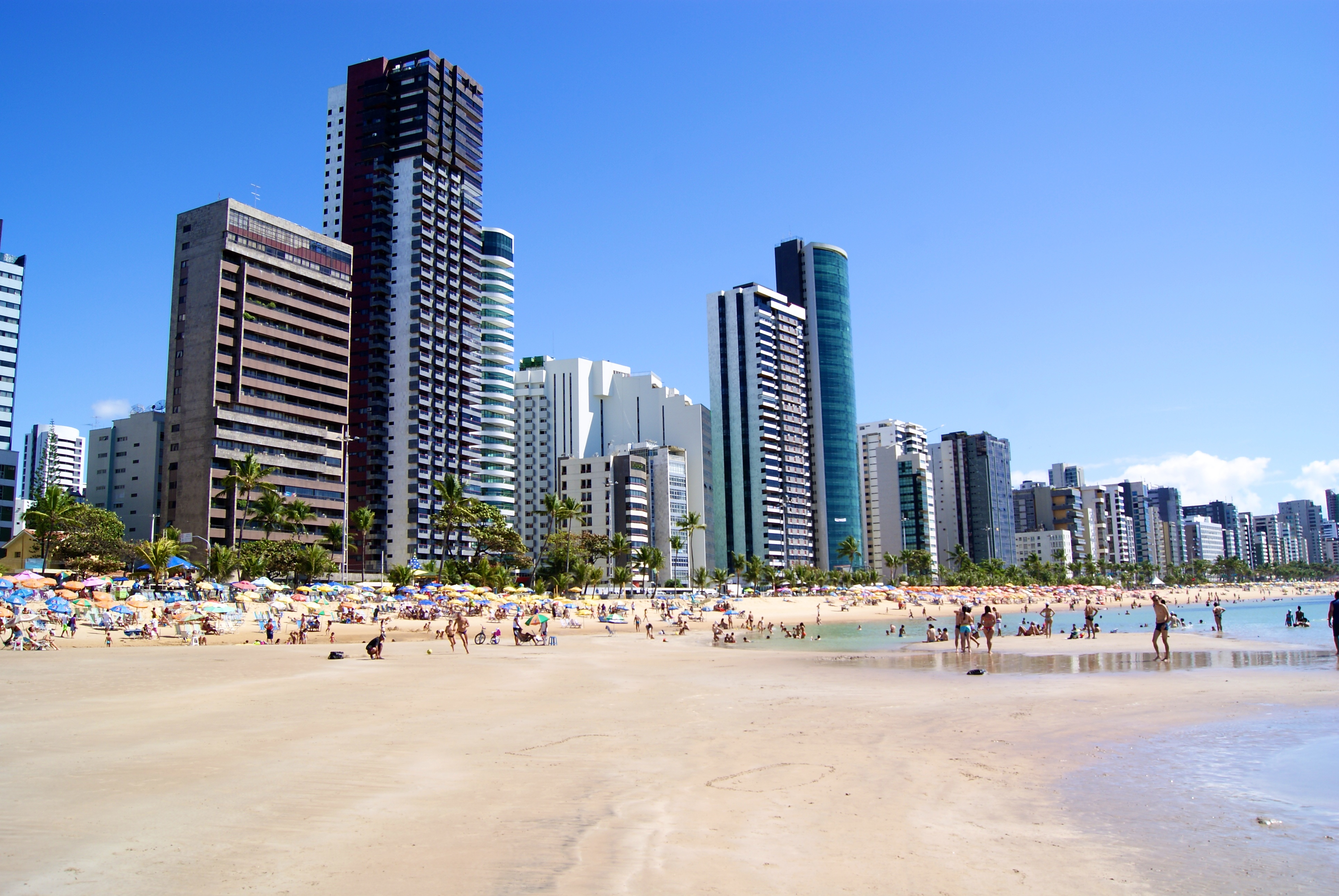
ブラジルの夏、レシフェの街のビーチ
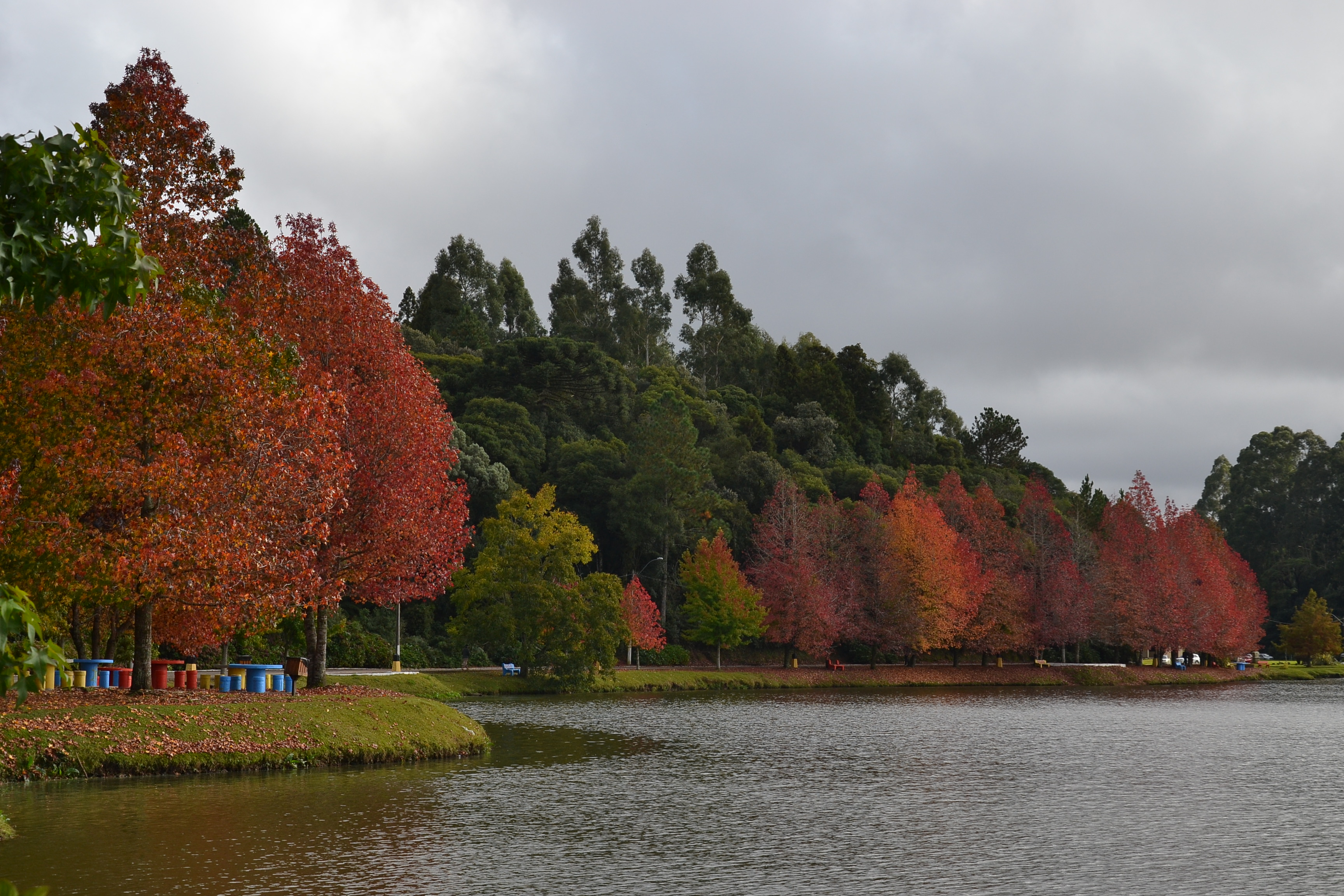
ブラジルの秋
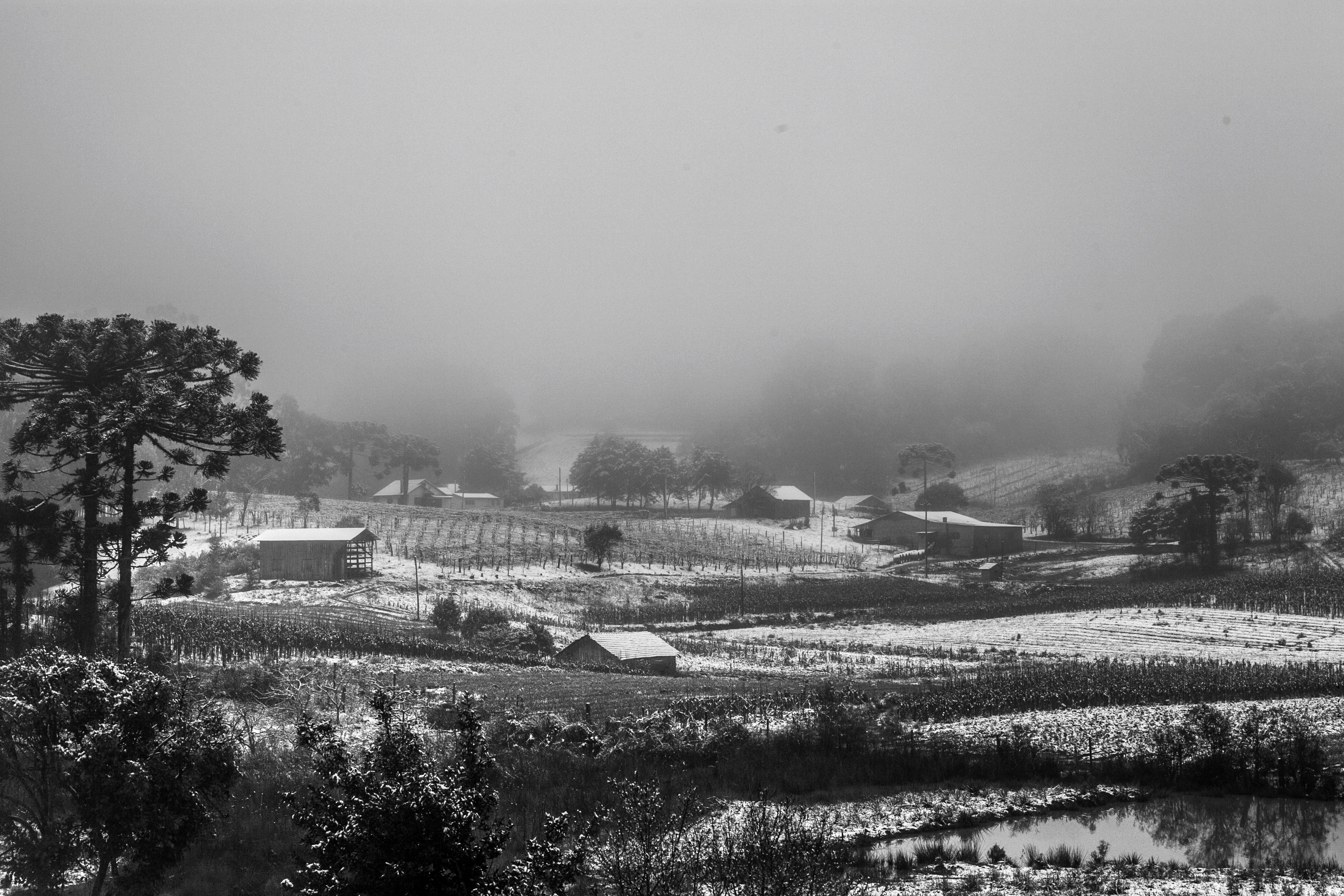
ブラジルの冬

## 地方行政区分

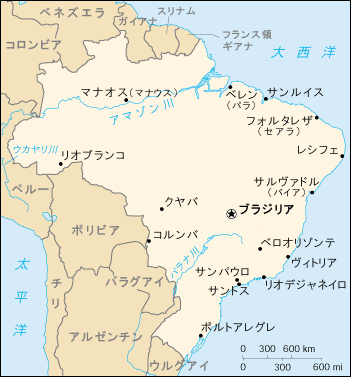
ブラジルの地図

ブラジルは5つの地域に分かれ、それらの地域は26の州（Estado、エスタード）と1つの連邦直轄区（首都ブラジリア）から構成されている。州はムニシピオ（市・郡に相当）に分けられ、全国で5,564のムニシピオが存在する。

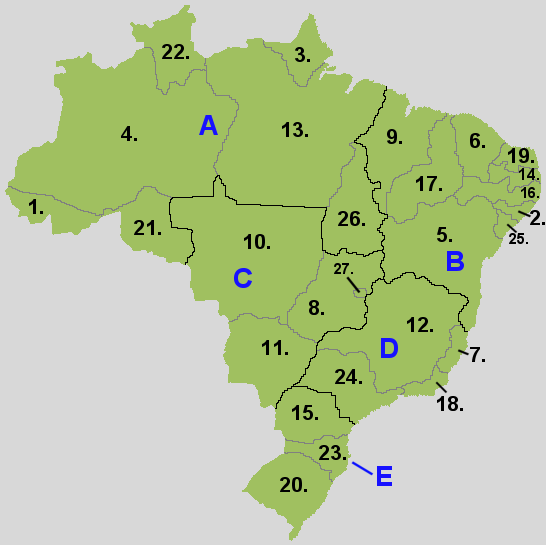
ブラジルの地域と州の区分。
（A. 北部、B. 北東部、C. 中西部、D. 南東部、E. 南部）

1. アクレ州
2. アラゴアス州
3. アマパー州
4. アマゾナス州
5. バイーア州
6. セアラー州
7. エスピリト・サント州
8. ゴイアス州
9. マラニョン州
10. マット・グロッソ州
11. マット・グロッソ・ド・スーウ州
12. ミナス・ジェライス州
13. パラー州
14. パライバ州
15. パラナ州
16. ペルナンブコ州
17. ピアウイー州
18. リオデジャネイロ州
19. リオ・グランデ・ド・ノルテ州
20. リオ・グランデ・ド・スーウ州
21. ロンドニア州
22. ロライマ州
23. サンタ・カタリーナ州
24. サン・パウロ州
25. セルジッペ州
26. トカンティンス州
27. ブラジリア連邦直轄区

### 主要都市

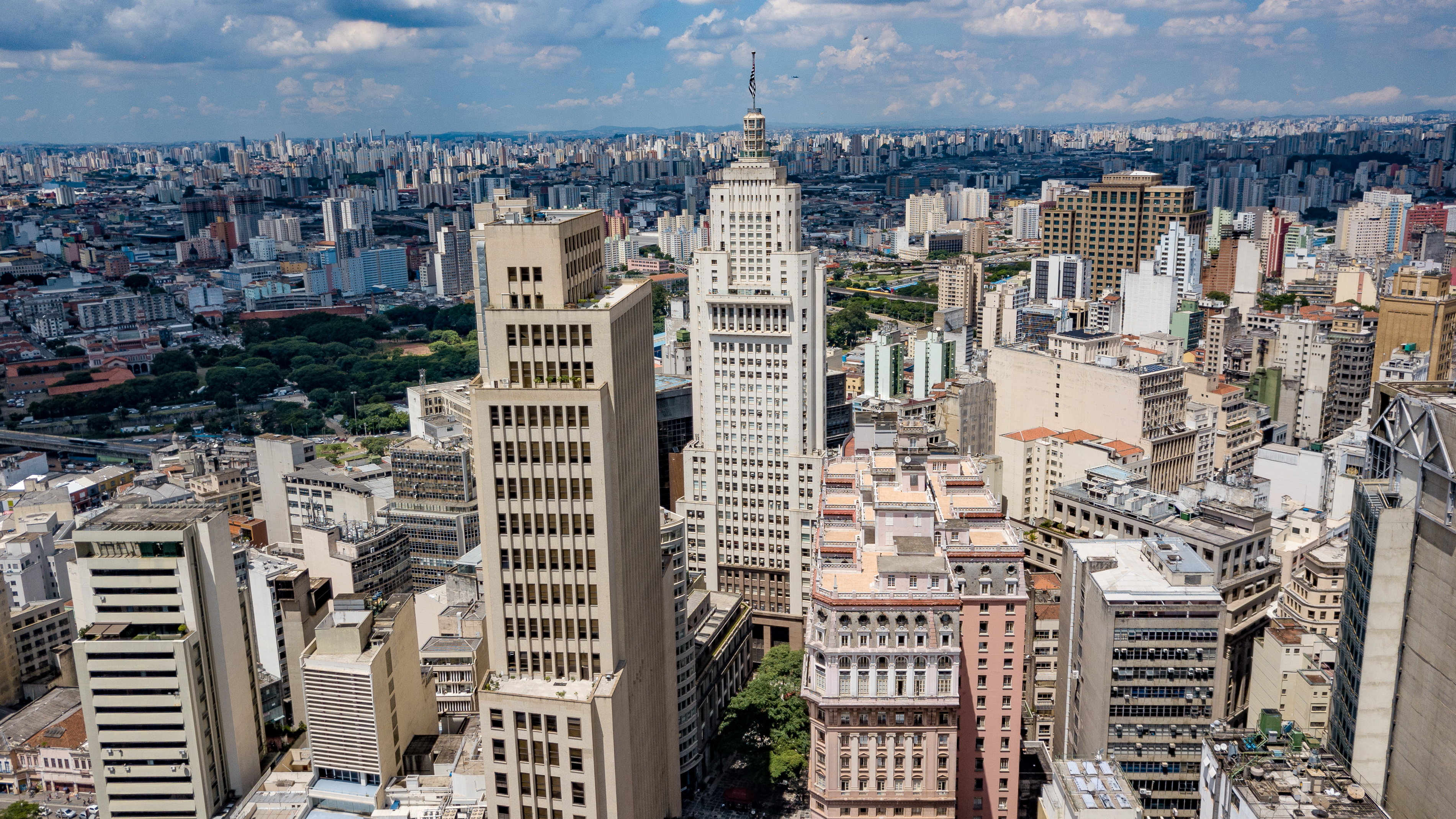
01.サンパウロ
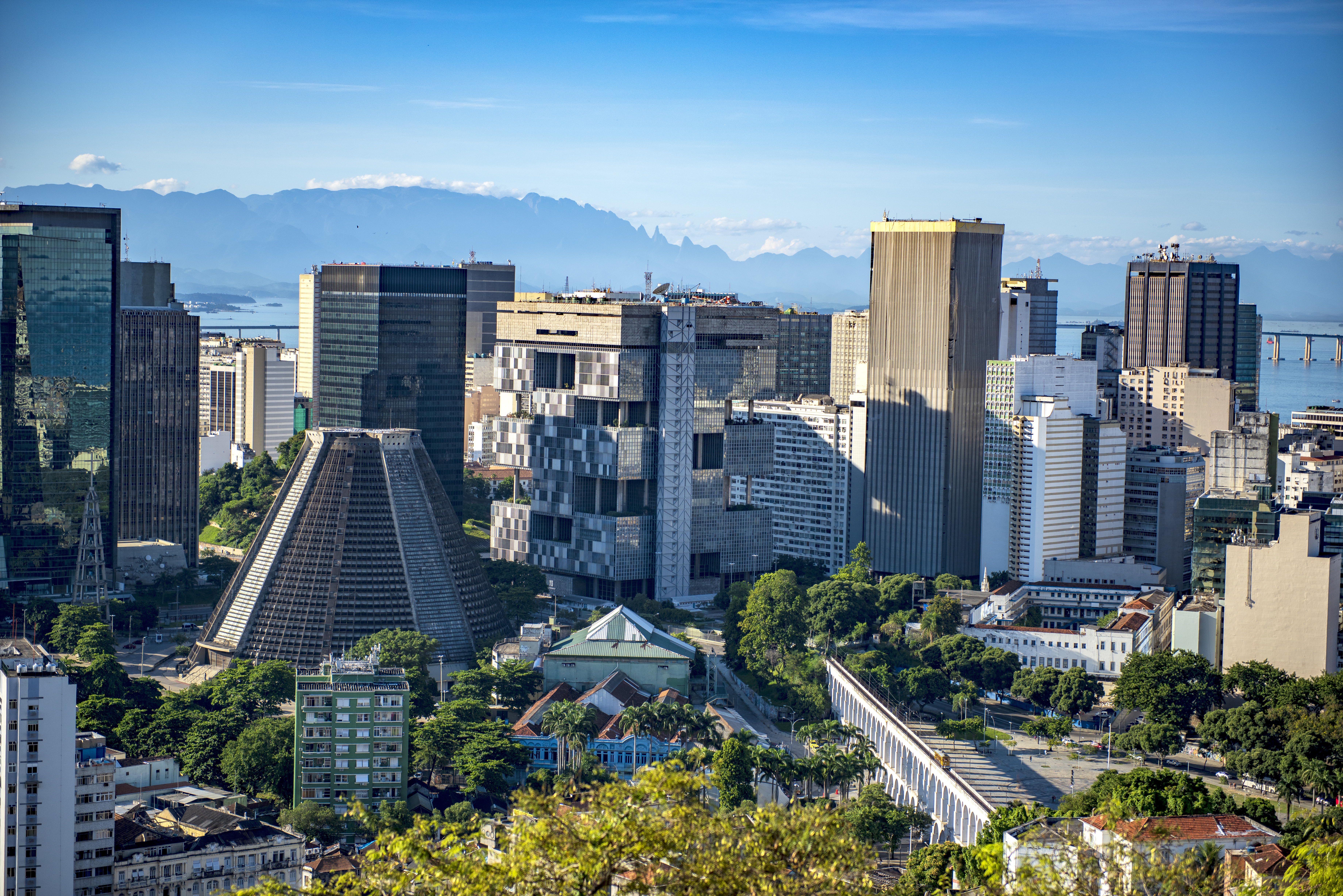
02.リオデジャネイロ
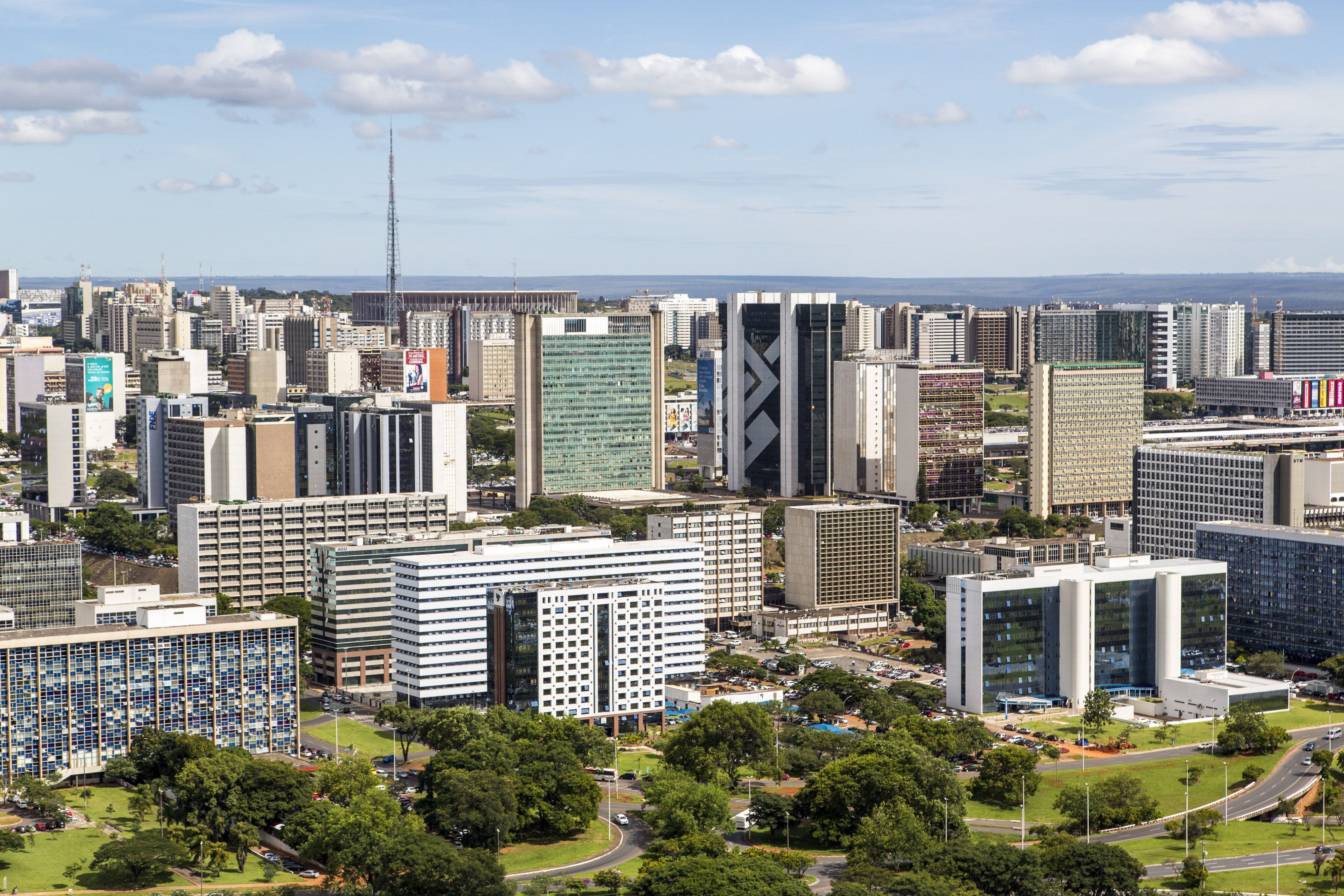
03.ブラジリア
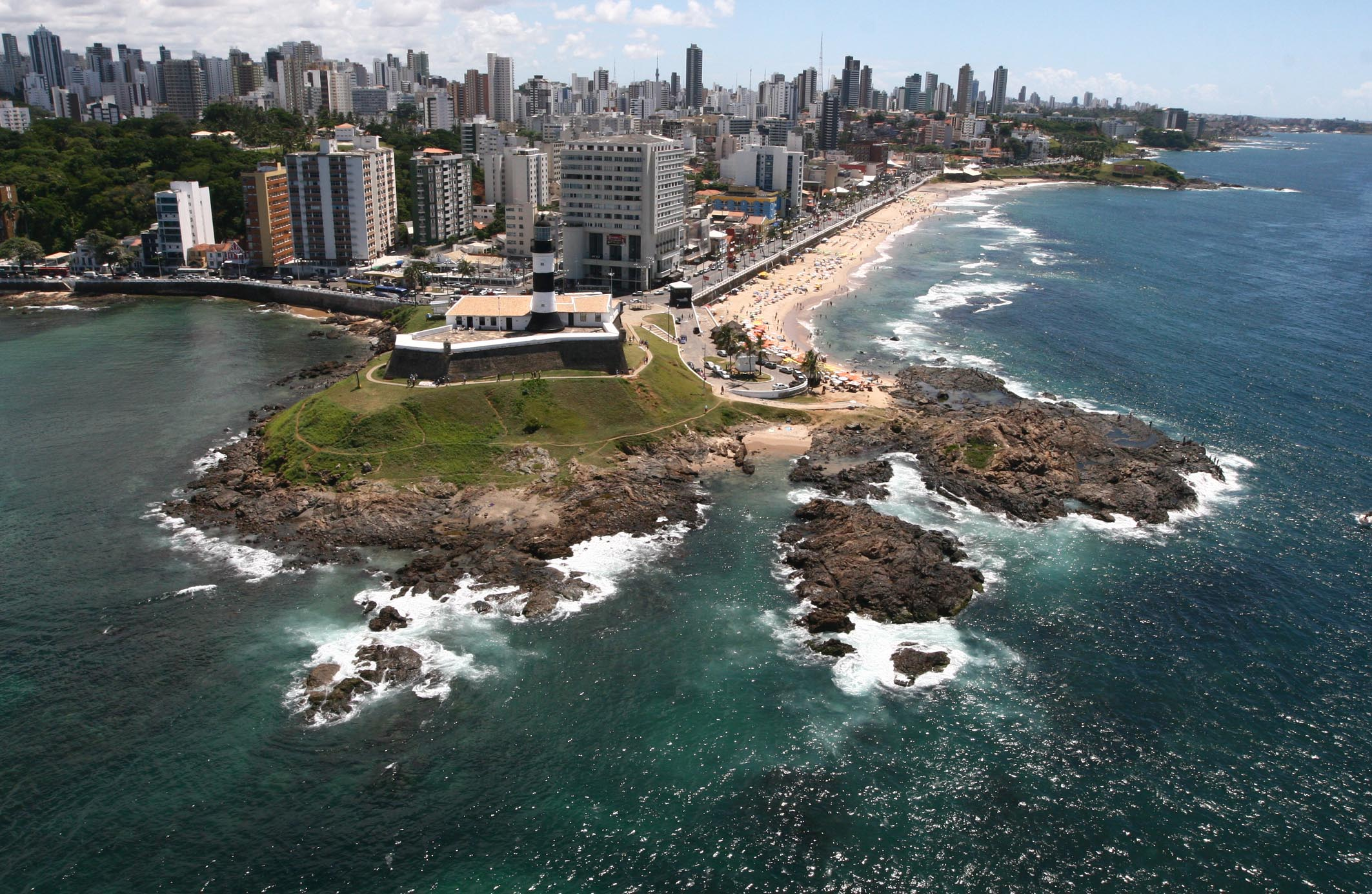
04.サルヴァドール
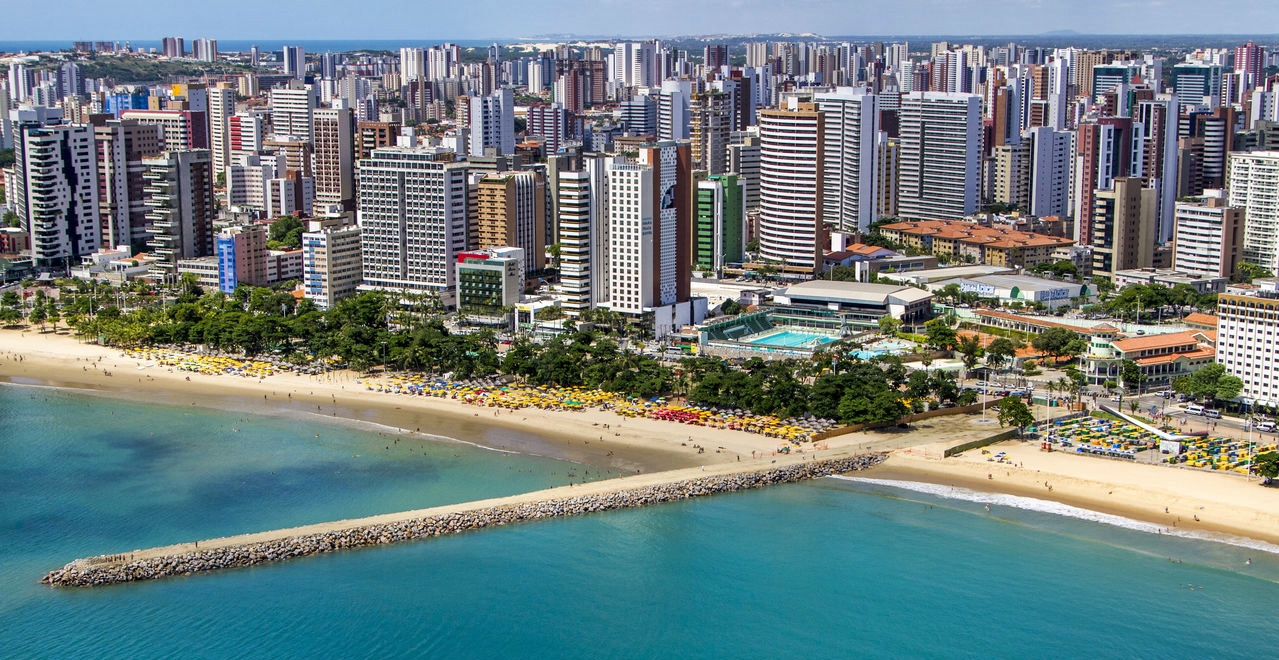
05.フォルタレザ

| 1              | サンパウロ           | サン・パウロ州             | 12,396,372 |
| 2              | リオ・デ・ジャネイロ | リオ・デ・ジャネイロ州     | 6,775,561  |
| 3              | ブラジリア           | ブラジリア連邦直轄区       | 3,094,325  |
| 4              | サルヴァドール       | バイーア州                 | 2,900,319  |
| 5              | フォルタレザ         | セアラー州                 | 2,703,391  |
| 6              | ベロ・オリゾンテ     | ミナス・ジェライス州       | 2,530,701  |
| 7              | マナウス             | アマゾナス州               | 2,255,903  |
| 8              | クリチバ             | パラナ州                   | 1,963,726  |
| 9              | レシフェ             | ペルナンブーコ州           | 1,661,017  |
| 10             | ゴイアニア           | ゴイアス州                 | 1,555,626  |
| 11             | ベレン               | パラー州                   | 1,506,420  |
| 12             | ポルト・アレグレ     | リオグランデ・ド・スル州   | 1,492,530  |
| 13             | グアルーリョス       | サン・パウロ州             | 1,404,694  |
| 14             | カンピーナス         | サン・パウロ州             | 1,223,237  |
| 15             | サン・ルイス         | マラニョン州               | 1,115,932  |
| 16             | サンゴンサロ         | リオ・デ・ジャネイロ州     | 1,098,357  |
| 17             | マセイオ             | アラゴアス州               | 1,031,597  |
| 18             | ドゥケ・デ・カシアス | リオ・デ・ジャネイロ州     | 929,449    |
| 19             | カンポ・グランデ     | マットグロッソ・ド・スル州 | 916,001    |
| 20             | ナタール             | リオグランデ・ド・ノルテ州 | 896,708    |
| 2021年国勢調査 |                      |                            |            |

- 01.サンパウロ
- 02.リオデジャネイロ
- 03.ブラジリア
- 04.サルヴァドール
- 05.フォルタレザ

## 経済

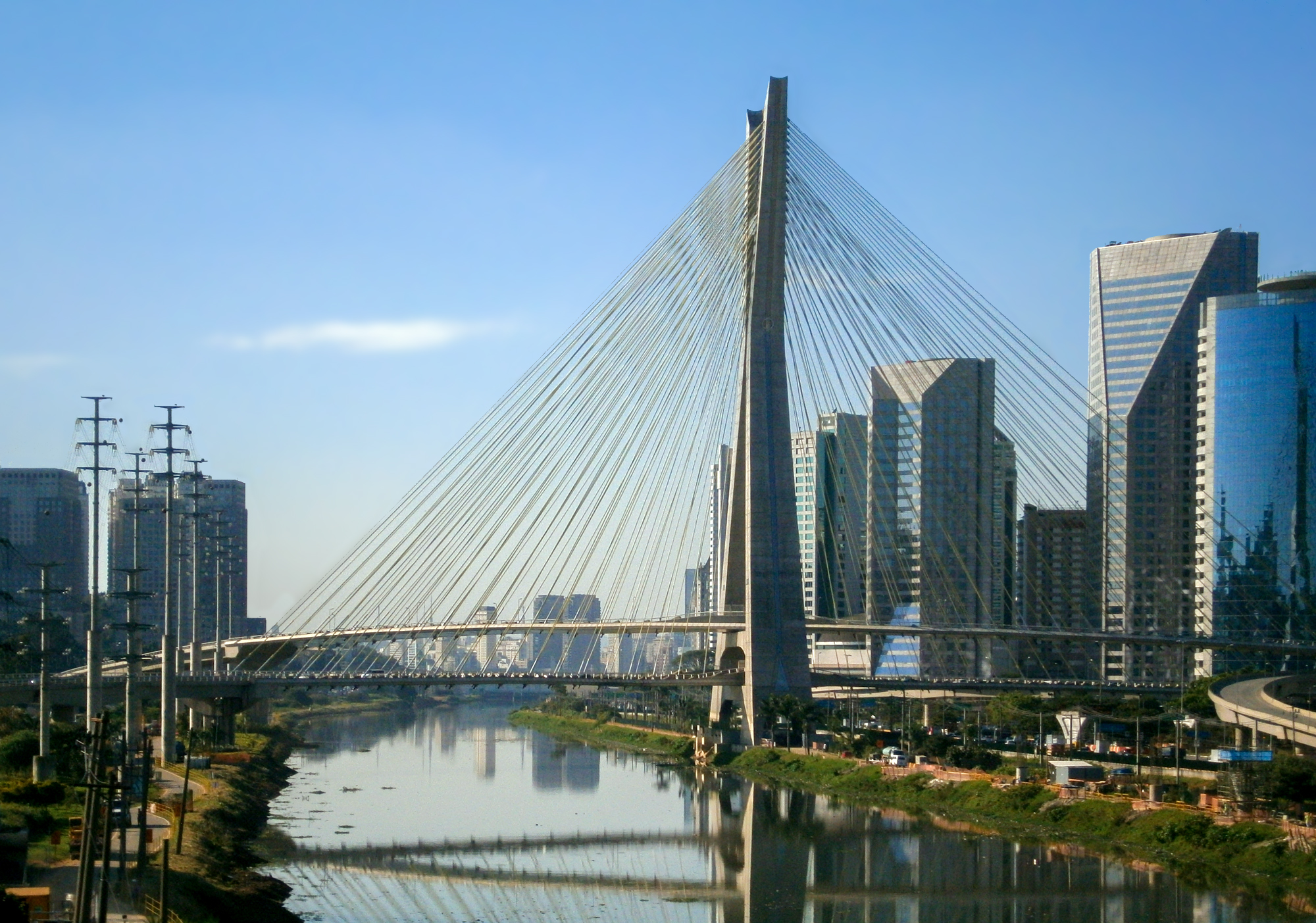
サンパウロはビジネス、文化、政治などを総合評価した世界都市格付けで世界34位の都市と評価された

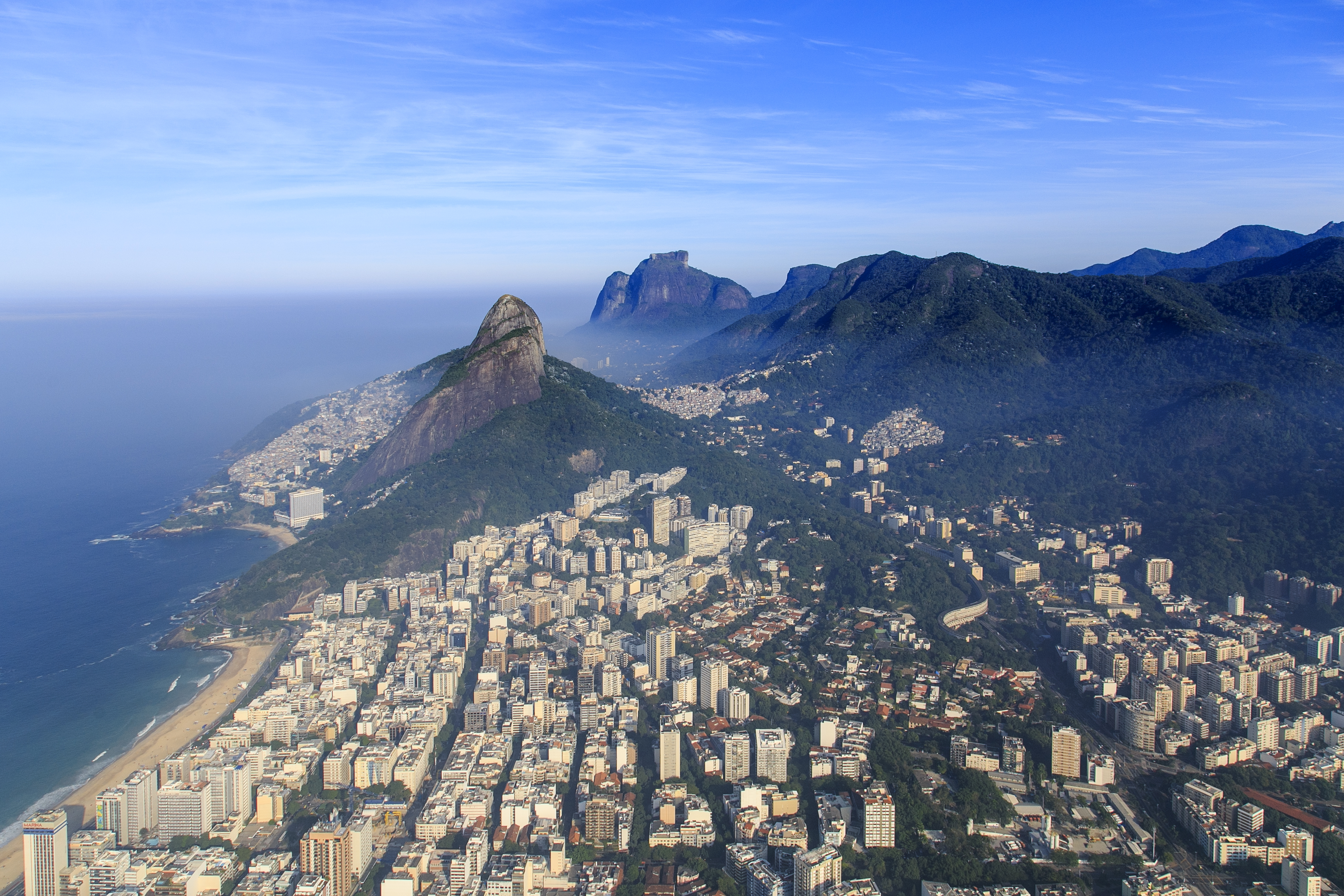
ブラジル第二の都市リオデジャネイロ（イパネマ海岸、レブロン海岸を望む）

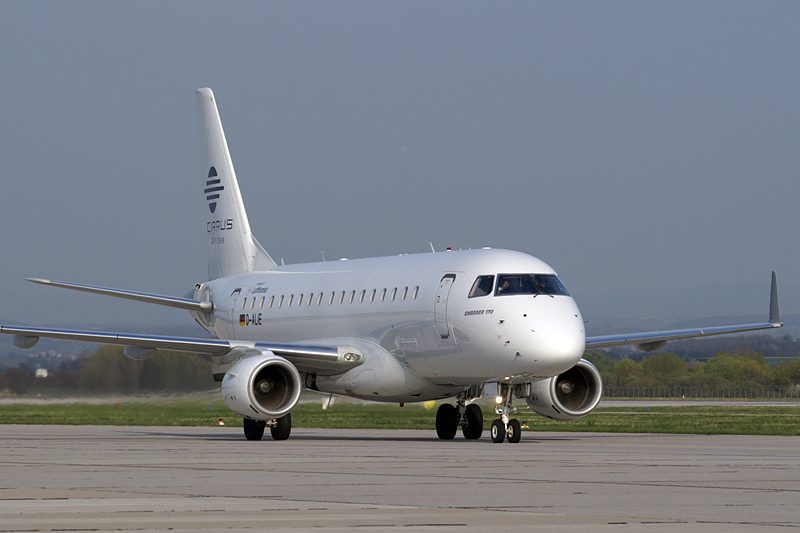
エンブラエルEMJ-170LR

IMFの調査によると、2013年のGDPは2兆2,460億ドルであり、世界7位、南米では首位である。一方、1人あたりの名目GDPは1万1,173ドルであり、先進国と比較すると依然低い水準である。
建国以来長らく、イギリスやアメリカ合衆国、日本をはじめとする先進国からの重債務国であったが、ブラジルの支払い能力に応じたものであった。しかし、1956年に就任したジュセリーノ・クビシェッキ大統領は「50年の進歩を5年で」を掲げて開発政策を進め、内陸部のゴイアス州に新首都ブラジリアを建設し、1960年にリオデジャネイロから遷都した。クビシェッキは積極的な外資導入などにより日本やアメリカなど諸外国での評価は高かったものの、ブラジリア建設と遷都などの強引な手法、そして経済的な混乱を招いたことに対してブラジル国内では現在でも賛否が大きく分かれている。1968年から1973年にかけてはクビシェッキの狙い通り、「ブラジルの奇跡」と呼ばれる高度経済成長を達成したが、第一次オイル・ショックによって挫折を余儀なくされた。1970年代の経済政策の失敗により、外貨準備は底を尽き、さらに債務が激増していった。
1980年代には中南米を襲った債務危機に直面し、メキシコ、アルゼンチン、ペルーと並ぶ財政破綻国家のひとつとして数えられ、インフレと莫大な累積債務に苦しんだ。1980年半ばに入ると、世界的な金利上昇を契機にブラジルはマイナス成長を記録した。南米随一の大国ブラジルとはいえ、ブラジルの国家財政は限界に達しており、1983年には対外債務不履行を宣言した。その結果、海外資本の流入は途絶え、国内の投資も鈍化。さらに対外債務の負担によって公共赤字が増大し、更なるインフレを加速させる結果となる。1980年代の後半には1,000%以上のインフレが起こり、1993年には2,500%という途方もないハイパーインフレを招いてしまい、ブラジル経済は破綻した。従業員へのチップは100万クルゼイロ（アメリカ・ドルの1ドル以下の価値）、安いホテルの宿泊料は1億クルゼイロという途方もない額で、事実上、通貨は紙切れ同然となり紙幣の枚数を数えることができないため、重さで換算していたほどである。この間の混迷によって中間層の多くは没落し、富裕層の海外脱出が続くなど経済は混迷の度を深めた。
しかし、一向にインフレは止まらず、ハイパーインフレ期の末期にはアメリカ・ドルしか流通しなくなってしまった。苦渋の選択の末にブラジル政府は当時の通貨クルゼイロを、合計4回にわたってデノミを行い、通貨の価値を実に2兆7,500億分の1という切り下げを断行し、新通貨レアルに交代した。1994年になって、新通貨レアルとともに「レアル・プラン」と呼ばれるドル・ペッグ制を導入することによって、ようやくハイパーインフレを抑えることに成功。その後、1999年に起こったブラジル通貨危機により、一時は国家破綻寸前まで陥った。IMFと米国の緊急融資により、何とか破綻は回避された。その一方で隣国のアルゼンチンは2002年にデフォルトしている。金融危機を乗り越えると、カルドーゾ政権下で成長を遂げるようになり、ルーラ政権では発展途上国向けの貿易拡大が行われ、ブラジルは長く続いた累積債務問題の解消へ向かう。その後の経済の回復とともに2007年には国際通貨基金への債務を完済し、債務国から債権国に転じた。
メルコスール、南米共同体の加盟国で、現在ではロシア、中華人民共和国、インドと並んで「BRICS」と呼ばれる新興経済国群の一角に挙げられるまでに経済状態が復活した。重工業、中でも航空産業が盛んで、エンブラエルは現在、小型ジェット機市場の半分近いシェアを誇り、一大市場である欧米諸国や日本などのアジア各国をはじめとする世界各国へ輸出されているなど、その技術力は高い評価を得ている。
公衆衛生・教育などの公共サービスや交通インフラの水準は先進諸国に比べ低く、沿岸部と大陸内部の経済的な格差や貧富の格差がとても大きいが、経済や財政の好転を背景に近年急速に改善されつつあり、貧困層の生活水準の底上げは内需の拡大にも貢献している。
また、GDPにおける税の割合は30%を超えており、BRICS諸国で突出している。これは、貧困層への援助のために課税が行われているためであるが、高い税率に嫌気がさしている富裕層からは現政権に対して不満の声があがり始めている。。
2014年からは経済が減速し、建設部門をはじめとする産業界の失業が続出、2015年にはマイナス成長（-3.5％）記録している。ペトロブラスの汚職問題（オペレーション・カー・ウォッシュ）など政治の混乱もこれに拍車をかけている。全般的に新興国の景気が低迷する中で、ブラジルの景気後退は特に強いとされる。大企業の業績低迷も深刻であり、国内主要15社の負債総額は1,500億レアルにおよび、債務不履行の可能性があると危惧されている。

### 経済改革
2016年、憲法を改正して歳出の伸びに20年にわたる上限（キャップ）を設定した。本改正は2036年までの20年間、利払いを含まない連邦歳出の伸びを前年のインフレ率の範囲内に抑える、すなわち歳出を実質ベースで2016年レベルに固定せんとするものである。

### 工業
安価な労働力と豊富な天然資源により、ブラジルは2004年度の国民総生産（GNP）で世界第9位に位置し、南半球および南アメリカの国家における最大の経済規模を有する。
第二次世界大戦後の1950年代以降、急速な工業化を推し進めるとともに経済発展を遂げ、軍事政権の外資導入政策によって1960年代後半から毎年10%を超える成長率を見せ、「ブラジルブーム（安い人件費で腕のいい熟練の労働者が得られる、豊かな資源がある）」となる。
これにより日本やアメリカ、ドイツやフランスなどのヨーロッパ諸国などの先進工業国からの直接投資による現地生産や合弁企業の設立も急増し、自動車生産や造船、製鉄では常に世界のトップ10を占めるほどの工業国となったが、1950年代後半に当時のジュセリーノ・クビチェック大統領の「50年の成長を5年で」の号令下でスタートした首都ブラジリア建設の負担や、1970年代初頭のオイルショック、さらには外国資本の大規模な流出などで経済が破綻した。
これらの結果1970年代後半には経済が低迷し、同時に深刻な高インフレに悩まされるようになったため、これ以降グルジェル（自動車メーカー）のように業績が悪化・倒産する企業が相次いだ。また経済の悪化を受け、1980年代にかけてクライスラーや石川島播磨（現・IHI）、ヤオハンなど多数の外国企業が引き上げてしまい、同時に先進国からの負債も増大した。
しかしレアル導入後の1990年代後半からはインフレも沈静化し、2000年代のルーラ政権では発展途上国向けの貿易拡大が行われ、ブラジルは長く続いた累積債務問題の解消へ向かう。2007年には国際通貨基金への債務を完済し、債務国から債権国に転じた。2010年代初頭にはロシア、中華人民共和国、インド、南アフリカ共和国と並んで「BRICS」と呼ばれる新興経済国群の一角に挙げられるまでに経済状態が復活し、地場資本による工業投資も活発に行われている。

### 農業

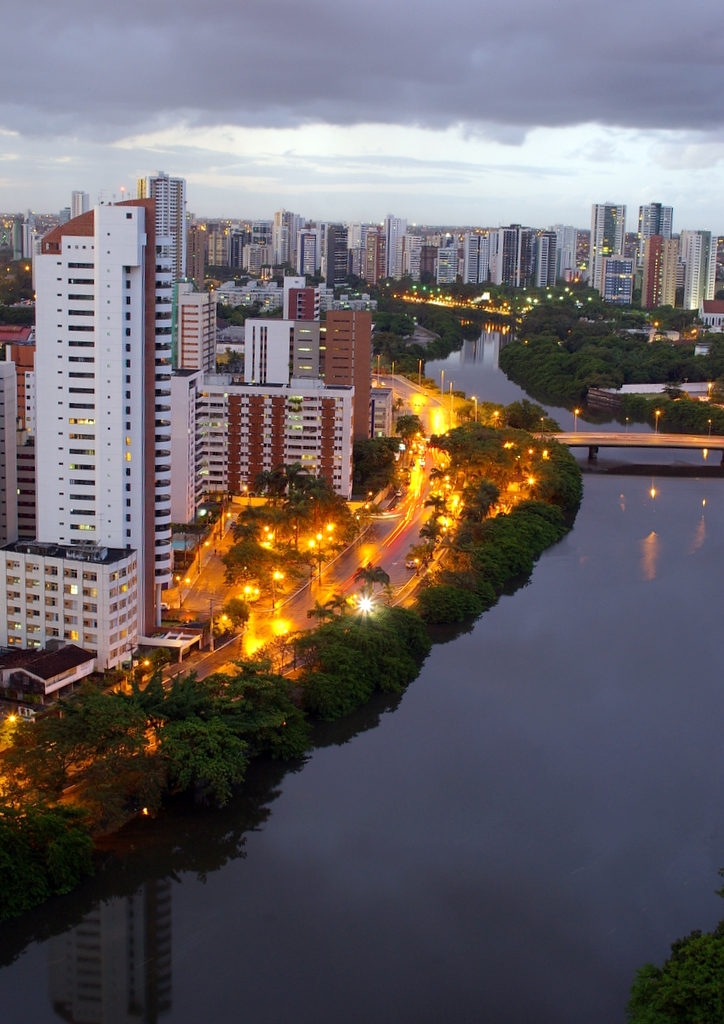
ペルナンブーコ州のレシーフェ

農業では、かつてはブラジルボクやゴムの生産を中心とした。ブラジルボクはポルトガル語でパウ・ブラジルと呼ばれ、赤茶色の木地を持つ、堅く重たい木である。当時、赤の染料が貴重であったことから、赤の染料の原料となるこの木の経済価値が高かった。乱伐により一時は枯渇しかかったが、その後植林が進められて現在でもパウ・ブラジルでできた土産物などが現地で売られている。
19世紀までブラジルはゴム栽培を独占し、アマゾン川中流域のマナウスは大繁栄し、アマゾンの中心にオペラハウスが建設された。しかしペルーのイキトスやボリビアのリベラルタをはじめとする周辺国へのゴム栽培の拡大があり、さらに19世紀後半のイギリスによるマレーシアへのゴムの密移入によりアマゾンのゴム栽培は大きく衰退した。

#### プロデセール
1970年代から21世紀初頭にかけては、日本によるナショナルプロジェクト「セハード農業開発プロジェクト」（プロデセール）が3期にわたって行われ、その結果、ブラジル内部のセハード地帯（セハードとは「閉ざされた」を意味する）を中心とする農業発展が急速に進んだ。その際、日本とブラジルは共同事業として日伯セハード開発公社（CAMPO社）を現地に設立してプロジェクトの進捗管理を行うとともに、開発面積と同規模の保留地を耕作地周辺に確保するなど、農業開発と環境保全の両立を率先して行った。
また同時に、現地に適した種子の開発や栽培方法の確立などについても、ブラジル国内に専門の研究所を設立して支援するなど、日本はハード面とソフト面の両面にわたって支援し大きな成果を残した。現在では、ブラジルは大豆の生産ではアメリカに次ぐ世界第2位の地位を占めている。また、日本が大豆を輸入する相手国としても、ブラジルはアメリカに次いで第2位である。

#### 牧畜
歴史的にリオグランデ・ド・スル州やミナスジェライス州を中心に牧畜が盛んであり、近年まで「1ヘクタールに足1本」とまで言われていた。最近では都市近郊の農家の所得向上と相まって集約的な畜産業が行われるようになってきており、特にサンパウロなど大都市周辺の養鶏などは近代的システムの下で行われている。鶏肉については加工肉を中心に日本に相当輸入されているものの、牛肉については口蹄疫などの検疫上の問題が依然として存在している。ブラジルは数十年にわたる徹底的な口蹄疫対策により、2000年と2001年の発生以降は報告されておらず、清浄国として扱われている。
2000年代以降、アマゾンやパンタナルの熱帯雨林地域を開発して大規模な牧場を造成し、ウシの飼育をする業者が現れると環境破壊として問題視されるようになった。
環境破壊が疑われている牧場のウシが流通・販売業者から忌避されると、クリーンな牧場へウシを売却した後に転売する食肉ロンダリングが横行するなどいたちごっこが続いた。

#### サトウキビとコーヒー
植民地から、独立後の帝政期にかけてのブラジルの北東部ではサトウキビのプランテーション栽培が盛んだった。カリブ海諸国と同様に、サトウキビを作るときは労働力としてアフリカから連れてきた奴隷を働かせた。しかし、米州でももっとも遅い1888年にようやく奴隷制が廃止されると、栽培の主流作物もサトウキビからコーヒーへと移り、大量導入していたヨーロッパからの移民を労働力におもに南東部のサンパウロ州を中心にしてコーヒー豆の栽培が進んだ。その後ヨーロッパ諸国と移民の待遇をめぐって対立すると、今度は日本人移民獲得のため、1908年に第1回目の日本人移民が行われた。サトウキビは砂糖の原料になるだけでなく、バイオエタノールに精製されてガソリンの代わりの燃料に使われている。
コーヒーの輸出量は、世界第1位である。これは、人的労働が重要なコーヒー生産において、なにより安い労働力を得やすいという事情によるところが大きいが、霜の降りにくい高台地帯の広いことも幸いしている。しかし、コーヒーの過剰生産により、国際価格が暴落。コーヒーへの依存度を下げるために、トウモロコシ・大豆・サトウキビなどの栽培が奨励された。ブラジルにおけるコーヒー生産も参照。

#### 焼畑農法
貧困層がアマゾン熱帯雨林でいまだに焼畑農法を行っており、自然環境の破壊につながるとして問題視されているが、むしろ同地域を大規模に焼き払うのは当地での農業生産を目指す企業である場合が多い。一方、ブラジル東北部の乾燥地域では生活そのものが苦しく、政府が募った入植に応じた農業者が生活を行っているが、生活はきわめて厳しく、都市部の生活者との経済的格差は極めて大きい。森林率の減少に歯止めがかからない状況から、近年では人工衛星画像を使った監視網などが整いつつある。

#### 日系移民者の貢献
かつて日本人が農業移民としてブラジルに入植して以来、日本人は「農業の神様」と呼ばれ、現在に至るまでブラジル社会における日系ブラジル人の高いステータスを確保する重要な礎になっている。ブラジルの首都ブラジリアが建設された際には、首都建設に必要な食料生産を日系人に任せる目的で、当時の政府はブラジリア周辺に日系人を入植させた。日本人の農業を通じたこうした功績に対し、ブラジリア建設40周年記念式典の際には、日系人に対して連邦区知事から特別に感謝の言葉が述べられた。
果実生産も日本の経済協力を契機に盛んになっており、特に南部サンタ・カタリーナ州におけるリンゴ栽培などへの協力は、ブラジルにおける日本のプレゼンス向上に大いに役立った。リンゴ栽培に関するブラジル側研究施設の所長に日系人が抜擢されたこともあるうえ、同協力に殉じた日本人研究者の胸像まで設置されているなど、日本の農業協力のひとつの象徴として位置づけられる。また、2005年9月29日解禁のマンゴーの対日輸出は、両国政府の間で20年以上にわたる懸案となっていたものである。

### エネルギー
ペトロブラスは、1953年に経済的独立のための国営企業として成立した。その後、民営化プロセスに成功し企業は急拡大、カナダのオイルメジャーを買収し、欧米のオイルメジャーと張り合える存在となっている。カンポス沖とサントス沖を中心に油田を多数保有し、最近発見相次ぐ新型油田により近い将来輸出国への転換を見込んでいる。ペトロブラスには、深海での石油開発能力、技術力において他メジャーよりも先行しており、未開発な箇所が多い深海油田をめぐり優位な立場で開発を行うと見られる。また、サトウキビ栽培によるバイオエタノール生産では2007年現在唯一、内需より生産量に余裕があり、輸出を行える状況にある。バイオエタノールの世界市場において、ブラジルが占める割合は7割以上に達する。エネルギー資源の確保について世界的に問題が深刻化するであろう今後、ブラジルのエネルギー市場での存在感が2000年代初頭より急激に大きくなっている。ペトロブラスは2006年に沖縄の石油精製企業南西石油を買収し子会社化したが、2011年に株式売却意向を発表した。2015年には大規模な贈賄事件が発覚し、またブラジル経済の低迷と世界的な原油安の影響もあって巨額の赤字を出している。
ブラジルは水資源が豊富で、水力発電が占める割合は大きい。パラグアイと共同建設した同国国境地帯のパラナ川流域に位置する世界最大のイタイプー・ダムから電力を買っているほか、国内各地にダムがある。
天然ウランの資源量は2019年時点で世界第8位であるが、開発は進んでおらず生産量は少ない。また、原子力電力もまだまだ少ない。

### 観光
ブラジルにおいて観光業は成長分野として見られており、現今も同国内の幾つかの地域における経済の「鍵」とされている面がある。
外国人観光客は主にアメリカ州の国々（アルゼンチン、ウルグアイ、パラグアイ、ボリビア、ペルー、チリ、エクアドル、コロンビア、ベネズエラ、コスタリカ、メキシコ、キューバ、ドミニカ共和国、米国、カナダ）が多い。
次いでヨーロッパ州の国々（スペイン、イタリア、フランス、ドイツ、イギリス、ギリシャ、アイルランド、オランダ、ベルギー、スイス、ポルトガル、ロシア）から訪れる外国人が中心となっている。 　
他にはオセアニアではオーストラリアから、アジアでは中国、韓国、日本からの観光客が同国を訪れていることが判明している。

## 交通
旅客および貨物輸送の約85%を道路輸送に依存しているが、国土が広大なことより古くから航空運送が盛んなうえ、長い海岸線や豊富な河川を元にした水上輸送も盛んに行われている。

### 陸運

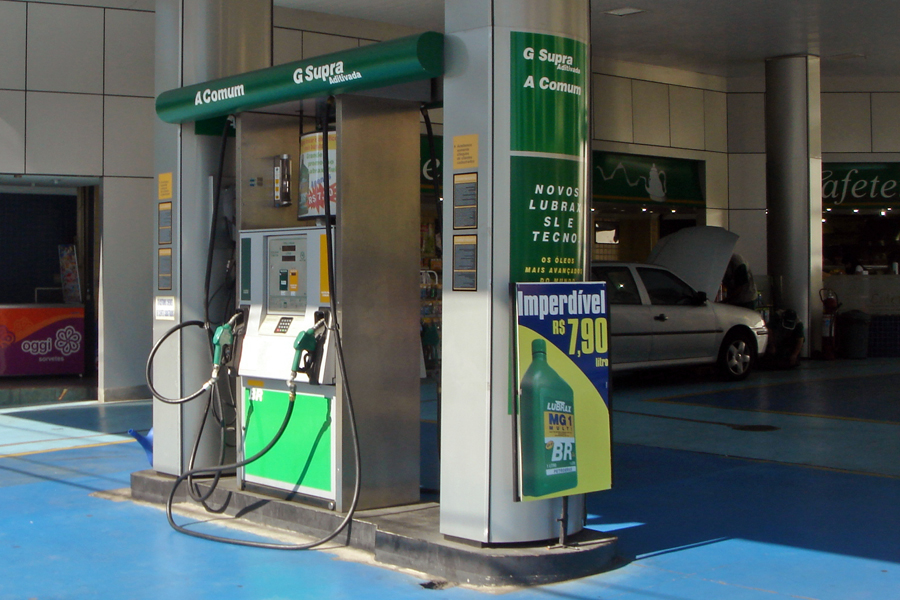
アルコール（右）とガソリン両方のポンプが用意されたガソリンスタンド

第二次世界大戦後は自動車の一般層への普及が進むとともに、高速道路網が急速に発達した。自動車の燃料として1970年代後半より政府主導のもとアルコールが普及しており、多くの自動車メーカーがアルコール燃料車を用意しており、大抵のガソリンスタンドでアルコール燃料車にアルコールを入れることができる。最近ではフレックス燃料車（ガソリンとアルコールのどちらでも動かせる車、混入可）が注目されている。
なお現在はヨーロッパや日本などと比べて排気ガス規制が甘いこともあり、都市部を中心に排気ガスによる大気汚染が深刻化しており、渋滞とともに大気汚染の緩和を目指してさまざまな対策が試されている。
現在の道路の総延長距離は165万キロであり、旅客および貨物輸送の約85%が道路輸送に依存している。サンパウロやリオデジャネイロ、ブラジリアなど都市部近郊の道路、および幹線道路のほとんどが舗装整備されており、また、第二次世界大戦後の自動車産業の発達と自動車産業保護の観点から道路網の整備に重点が置かれていたこともあり、一般層への普及に合わせて沿岸都市部を中心に高速道路網が急速に発達した。
しかし、大気汚染や渋滞削減などの観点から、近年は鉄道への注目が高まっており、都市圏における地下鉄や通勤電車の整備が進められているだけでなく、サンパウロ - リオデジャネイロ間の高速鉄道の整備も計画されており、日本の新幹線の導入も検討されているが現時点では長距離鉄道は貨物のみである。

### バス

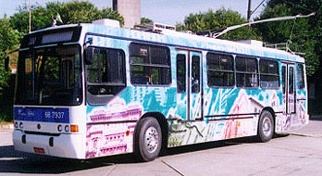
トロリーバス

高速道路網の発展とともに、寝台設備やトイレ、エアコン完備した長距離バスによる路線網が国中に張り巡らされ、手軽で安価な交通手段として重宝されている。ただし、21世紀に入ってからは安くもなくなった。また、アルゼンチンやウルグアイ、パラグアイなどの近隣諸国との間の長距離定期バスが両国の主要都市の間で運行されている。飛行機と違い、バスの切符は直前でも予約なしで手に入りやすい。
多くの都市では市内鉄道や地下鉄路線網が整備されていないことから、おもな市内交通手段として市バスが使用されているほか、サンパウロをはじめとするいくつかの大都市ではトロリーバスも運行されている。ほとんどのバスは外国資本や民族資本の企業によってブラジルで自国生産されており、連接バスや2階建てバス、歩道側だけでなく運転席側にも客用ドアを設置したバスなど多彩な車種が走っている。またその多くが国外へ輸出されている。

### 鉄道
航空機やバスによる長距離移動網が古くから整えられていたことや、自動車業界保護の観点から道路網の整備に重点が置かれていたこともあり、鉄道の総延長は2000年現在で2万9,283キロとその広大な国土に比べて少ないうえ、そのほとんどが沿岸部に集中している。また、貨物輸送が中心で、旅客輸送は大都市近郊に限られる。なお、鉄道による貨物輸送のシェアは20%強となっている。
上記のような理由から都市間を結ぶ長距離鉄道網や都市近郊の鉄道網の整備も遅れていたが、サンパウロやリオデジャネイロなどの大都市では1970年代以降、交通渋滞解消や省エネルギー、排気ガスによる大気汚染の解消などの目的から、地下鉄や郊外との通勤電車の整備が進んでいる。なお車両は1980年代までは国内設計・生産のものが一定数みられたが、それ以降は国産ではなく日本やドイツ、韓国などからの輸入、ノックダウン、ライセンス生産となっている。

### 航空

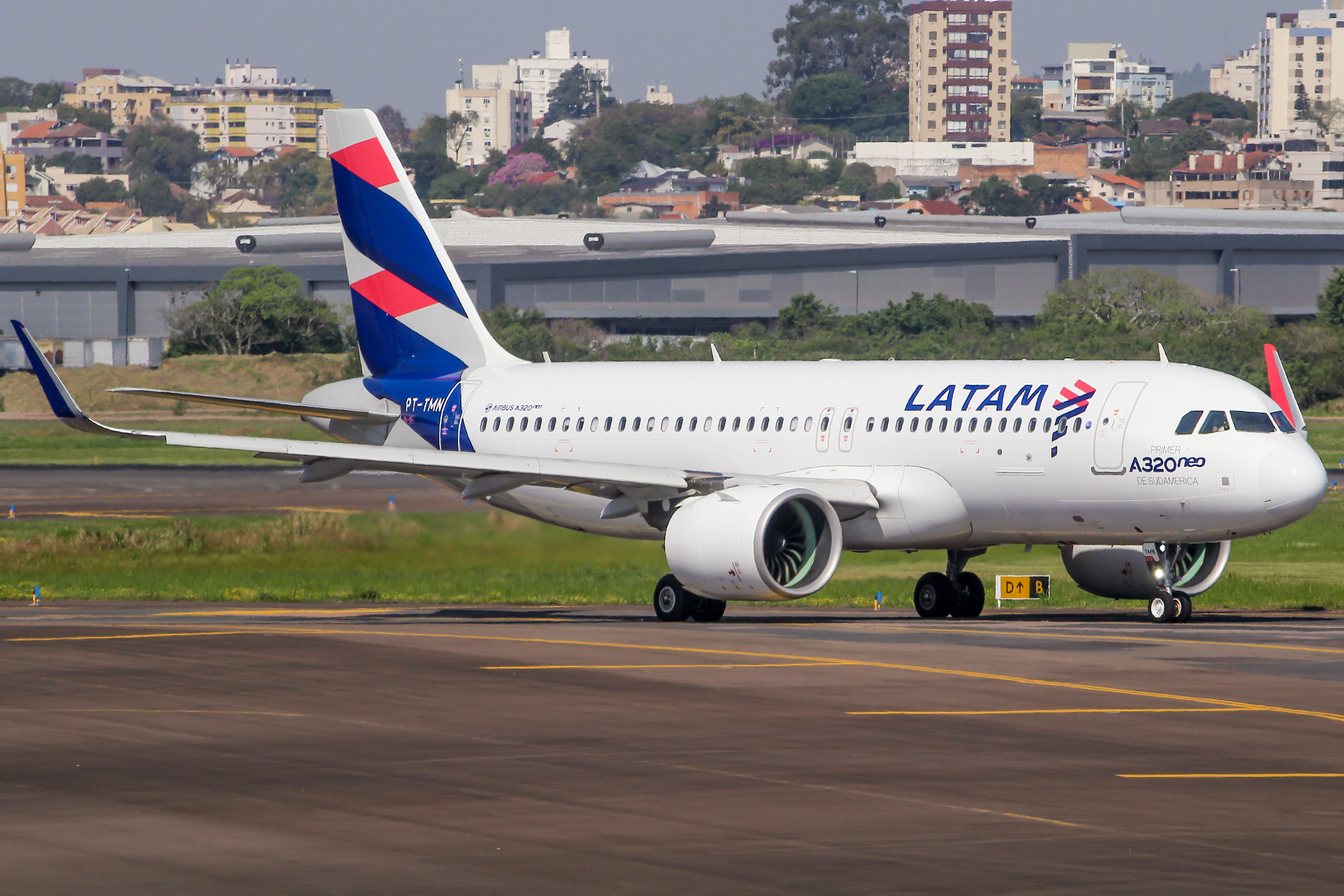
A320 NEO

国土が広大なために古くから航空網が国中に張り巡らされており、現在国内に2,000を超える空港を有しており、アメリカやロシアなどと並ぶ航空大国として知られている。特にサンパウロとリオデジャネイロ間のシャトル便「ポンテ・アエレア」は世界有数の運送量を有する。
近年では、もともとはローカル線専門であったLATAM ブラジルと、もともとはフラッグ・キャリアであった老舗のヴァリグ・ブラジル航空を傘下に収めた新興航空会社のゴル航空（ゴウと発音）、アズールブラジル航空の3社を筆頭に格安航空会社がその勢力を伸ばしている。
さらに長距離鉄道網が発達していないことから、かつては長距離バスが都市間を結ぶ安価な移動手段となっていたものの、近年は上記のような格安航空会社がそのシェアを奪っている。場合運賃の差は2倍以下に縮まっている。

## 科学技術
20世紀の間、ブラジルは基礎研究や先端技術では欧米諸国に遅れを取ってしまったが、それでもライト兄弟と同様に飛行機開発のパイオニアだったアルベルト・サントス・ドゥモンのように（フランスに移住して活躍、第一次世界大戦に失望しブラジルへ永住帰国、フランスの市民権も持つ）、科学技術の発展に大きな貢献をもたらした技術者が存在し、近年では1970年代から進められた燃料用エタノールの研究により、この分野では世界的なパイオニアとなっている。
人文科学や社会科学においても、「人種民主主義論」を打ち出し、文化相対主義的な立場からアフリカ系ブラジル人とブラジルのナショナリズムを結びつけた人類学者ジルベルト・フレイレや、アンドレ・グンダー・フランク以来停滞していた従属論経済学を用いて、第三世界の経済発展のあり方を模索した経済学者フェルナンド・エンリケ・カルドーゾや、第三世界の識字教育に大きな貢献をもたらし、「エンパワメント」などの概念を発達させた教育学者パウロ・フレイレなどがブラジル出身の世界的に有名な学者として挙げられる。

## 国民

### 人種と民族
| 人種・民族構成                           | 人種・民族構成              | 人種・民族構成 | 人種・民族構成 | 人種・民族構成 |
| ---------------------------------------- | --------------------------- | -------------- | -------------- | -------------- |
|                                          |                             |                |                |                |
| Brancos (白人)                           | Brancos (白人)              |                | 47.7%          | 47.7%          |
| Pardos (混血)                            | Pardos (混血)               |                | 43.1%          | 43.1%          |
| Pretos (アフリカ系)                      | Pretos (アフリカ系)         |                | 7.6%           | 7.6%           |
| Amarelos (アジア系)                      | Amarelos (アジア系)         |                | 1.1%           | 1.1%           |
| Indigenous (ブラジル先住民)              | Indigenous (ブラジル先住民) |                | 0.4%           | 0.4%           |
| (2010年, ブラジル地理・統計院による調査) |                             |                |                |                |

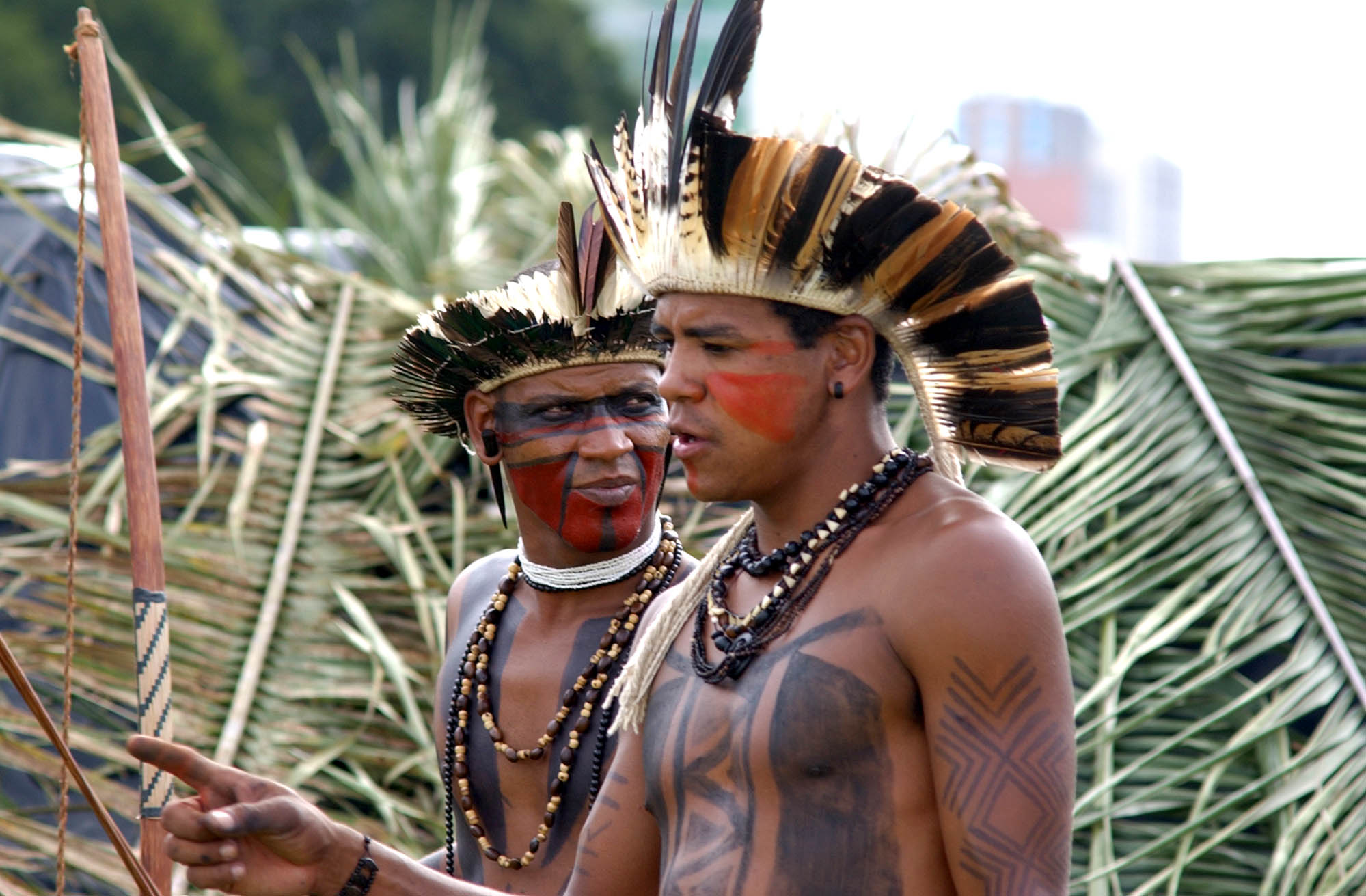
ブラジルの先住民

ブラジル人は大きく4つのグループに分かれる。主にトゥピー・グアラニー語族の言葉を話す先住民（ グアラニー人、アマゾン先住民など）、植民当時のポルトガル系、アフリカからの黒人奴隷の子孫（アフリカ系ブラジル人）、そして19世紀半ばからブラジルに定住するためにポルトガル以外のヨーロッパ、中近東、日本を中心としたアジア諸国からやってきた移民である。
ヨーロッパ系ブラジル人の多くは元ポルトガル人で、植民地時代はポルトガル人と原住民、黒人奴隷との雑婚が常態であった。独立後に続くイタリア人やスペイン人、ポルトガル人、ドイツ人、ポーランド人、ウクライナ人、ロシア人、アシュケナジム系ユダヤ人などのヨーロッパ系や、日本人、アラブ人（シリア人、レバノン人）、中国人などのアジア系の移民の波や、独立後も続いた黒人奴隷の流入がブラジルの多様な民族と文化の形成に貢献し続けている。なお、ヨーロッパ系ブラジル人は移民数で最多を占めたイタリア系が最多ともいわれている。もっとも今や混血が進んでおり、正確なことは曖昧で把握できない。
北東部はアフリカ系ブラジル人やムラート（白人と黒人との混血）が多く、南部はおもにドイツ系やポーランド系、ウクライナ系をはじめとする中東欧系住民が、南西部はイタリア系やスペイン系、ポルトガル系、アラブ系、日系をはじめとして、サンパウロ州のコーヒーブームにより現存するほぼすべてのエスニシティの移民が流入していたなど、地域差も見られる。
2010年以降は白人人口は半数を割り込み、「黒人」「混血」が過半数を占めた。

### 言語

ポルトガル語圏を表す地図

公用語はポルトガル語（ブラジル・ポルトガル語）であり、ブラジル生まれの国民のほとんどにとっての母語でもある。ただし、ブラジルで使われるポルトガル語は語彙の面でアフリカやインディオの影響を受けているため、ブラジル・ポルトガル語と言われるほど本国ポルトガルのポルトガル語（イベリア・ポルトガル語）とは多少異なっている。日本はポルトガル語圏諸国の中ではブラジルとの交流関係が圧倒的に多いため、あえてポルトガルのポルトガル語と特記されていない限り、日本国内の語学教科書や語学講座で教えられているポルトガル語はブラジル・ポルトガル語であると考えて差し支えない。ブラジル国内でも多少の方言は存在する。また日本のブラジル系移民では、日本独特のポルトガル語表現が存在する。1940年代のヴァルガス時代にブラジルのポルトガル語をブラジル語と呼ぶべきか否かをめぐってブラジル語論争があったが、結局ブラジル語なるものは存在せずに、ブラジルの言葉はポルトガル語の方言であることが確認された。ただし、ナショナリズムの観点からブラジル語という言葉を用いるブラジル人は今でも存在する。
なお、ブラジルにおける外国からの移民第1世代の中には、イタリア語やドイツ語、日本語や中国語なども使う者も多く、ブラジル生まれの2世以降においても家庭や各種教育機関においてこれらの言語を習得し、これらの言語に堪能な場合が少なくない。たとえばドイツ語は南部のテウト・ブラジレイロたちに6世まで受け継がれて話されている。ブラジルで話されている外国語は多くの場合方言であり、ドイツ人入植地域では村同士でドイツ語会話が困難な場合があり、その場合はポルトガル語を話す。また北部イタリア移民の言語であるタリアンやヴェネトと呼ばれるスイスの一部にも及ぶ北部イタリア語が、パラナおよびサンタ・カタリーナ東部からリオ・グランデ・ド・スーウ（以下南大河州）にかけて強く残り、北部ドイツからポーランドにおけるポメラノ語は、エスピリト・サント、サンタ・カタリーナ、南大河州で使用されている。ドイツ西部のフランス国境付近の言語であるフンスルキッシュ語は、南大河州のサン・レオポルドやサンタ・クルス・ド・スーウ、ベナンシオ・アイレスといった各市に残る。リオ・グランデ・ド・スーウ州最南部のウルグアイ国境で、ウルグアイのリベラ市とつながっているサンターナ・ド・リヴラメントでは、リオプラテンセ・スペイン語とブラジル・ポルトガル語のクレオール言語であるポルトゥニョール・リヴェレンセが話されている。日本語はコロニア語とよばれるブラジルの方言が話されている。中国語は大部分が方言で、中国標準語である普通話を話せる人はいるがそう多くはない。また、インディオの言語は180近く存在すると見積もられており、トゥピナンバー系の言語のひとつであるニェエンガトゥ語は、特にリオ・ネグロの上流、サンガブリエル・ダ・カショエイラでは日常語である。またグアラニー語はMBYA、NHANDEVA、KAIOWAの3語族に大別されるが、エスピリト・サント、リオ、サンパウロ、南部3州、マット・グロッソ・ド・スーウの各州において約3万人が話す言語である。アマゾン地域には非常にまれながらイゾラード（隔離された人々という意味）と呼ばれる一家族単位のインディオ（インジオと発音）が住んでいる。周辺のインディオやブラジル一般社会と交流がなく、彼らの言語や生活には不明な点が多い。アフリカ系言語であるカフンド語は、ミナス・ジェライスの中西部のジラ・ダ・タバチンガの奴隷博物館、サンパウロのサウト・デ・ピラポーラ市に残っており、ブラジル最北端のオヤポッケ地方ではインディオ語やアフリカ語、フランス語の交じり合ったカリプナ語などがある。

### 宗教

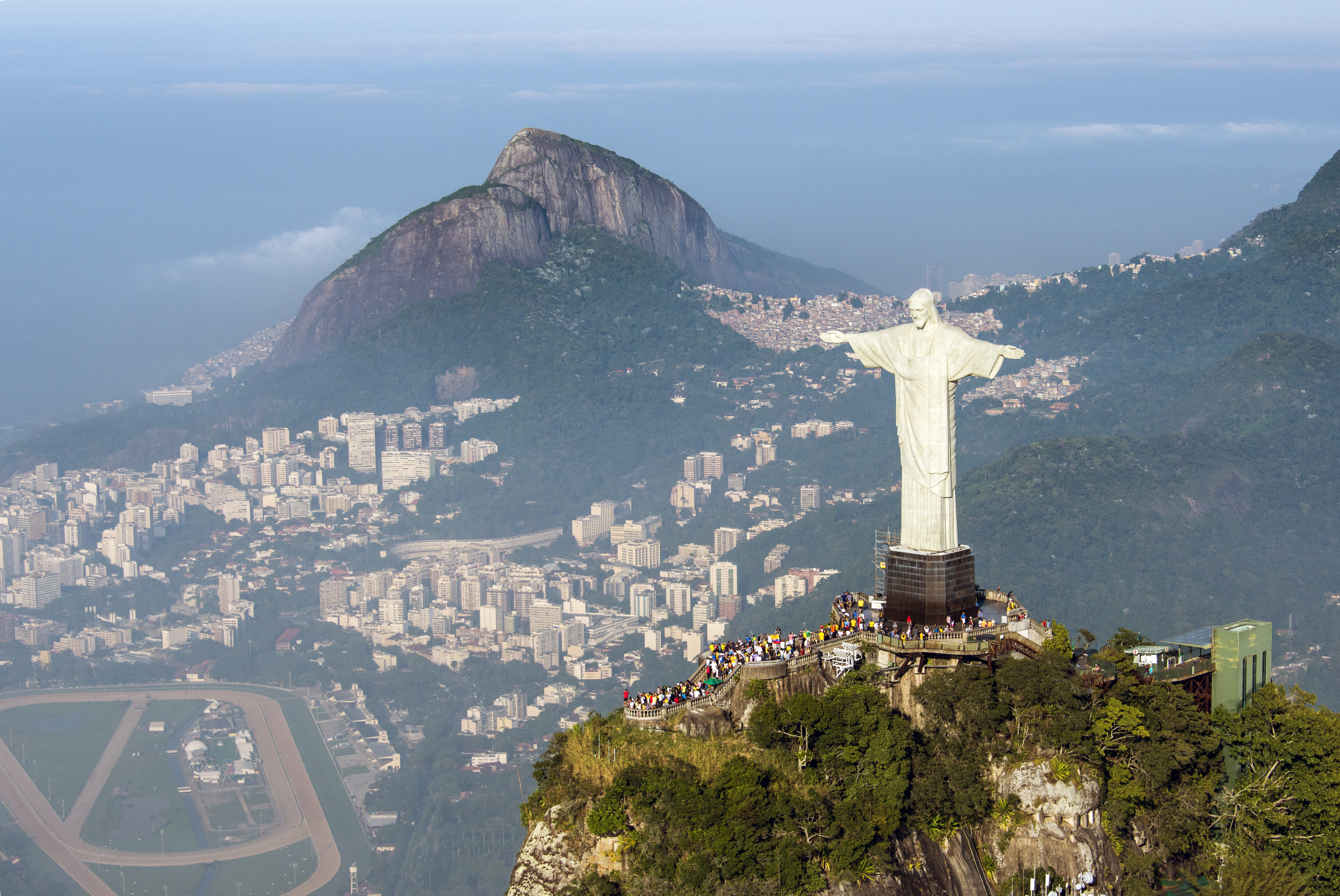
コルコバードのキリスト像

ブラジルは、世界でもっとも多くのカトリック人口を擁する国である。国民の約73%がカトリックの信者で、これは1億1,240万人に相当し、カルナヴァルなどをはじめとして現在も社会に強い影響を持つ。プロテスタント信者も1970年代より伝統的なルター派、プレスビテリアン、バプティストなどが増加し、近年はペンテコステ派やネオペンテコステ派も増加している。プロテスタントの信者は人口の15.4%となっている。
ブラジル世論調査・統計機関（IBOPE）の調査によると、有権者の27%は福音派信者だという。地理統計院（IBGE）のデータでの福音派信者の割合は1991年にはわずか8%、2010年でも22%だった。
1600万人もペンテコステ派信者がおり、それ以外の伝統的プロテスタント信者は500万人に過ぎない
。
非キリスト教の少数宗教としてマクンバ、バトゥーケ、カンドンブレ、ウンバンダなどアフリカの宗教に起原するアフロ・ブラジル宗教がある。特にウンバンダ、カンドンブレは、植民地時代に大西洋奴隷貿易によってアフリカ人奴隷が多く持ち込まれた北東部を中心にブラジル全土で信仰されている。現在はアフリカ系ブラジル人のみならず非アフリカ系の信者の割合も増加している。
ブラジルのイスラム教はアフリカからの黒人奴隷のイスラーム教徒によってもたらされたが、現在ではおもにアラブ系ブラジル人の移民によって信仰されており、約55のモスクとムスリムの宗教センターがあると見積もられている。
アジアからも仏教、神道、道教やさまざまな新宗教などがもたらされているが、日系人の大半がカトリック信者である。1923年から1940年まで、五島出身のドミンゴス中村長八神父がサンパウロ州を中心に、日本人・日系人の間で初めて日本人カトリック宣教師として活躍した。

### 婚姻
ブラジルにおいて結婚とは「同じ家に住み、その中で子供を授かること」と捉えられている。その観念は、現在の婚姻に対する意識や法律にも反映されている。
基本として結婚する際には婚姻手続が必要となるが、手続きが受理された場合には当事者の婚姻を新聞で告知する決まりとなっている。これは当事者に結婚に対する責任を持たせると同時に、重婚を防ぐ狙いがある。その後、結婚に関する異議申し立てがなければ晴れて結婚成立となる。
なお、同国では結婚時に関して男性が18歳以上、女性は16歳以上であることが法的に定められているものの、女性は親ならびに保護者の同意があれば16歳から結婚することができ、18歳以降からは当事者の意思のみの婚姻が可能となっている。
外国人との婚姻の際にはIDカードをはじめCPF番号など当事者の身分証明に関するものを持参する必要が求められる点から、その過程が少し複雑な場合があることが報告されている。
婚姻の際、自身の名前をそのまま名乗ることも、配偶者の姓に改姓することも、配偶者の姓を付加することも可能。2002年の法改正で別姓が可能となった。さらに、2013年より、ブラジルのどの州においても同性同士の結婚（同性婚）が認められるようになった。

### 教育

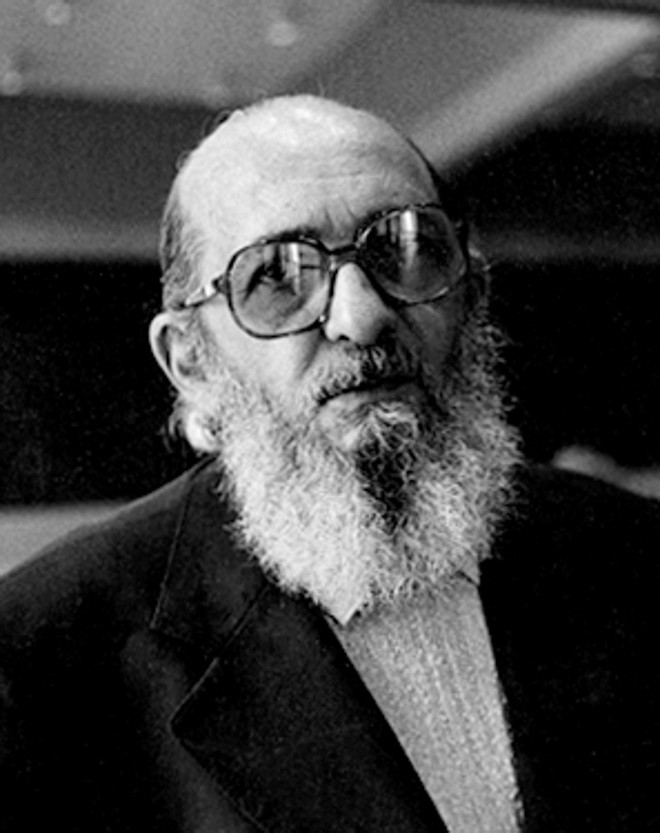
ブラジルを代表する教育理論家パウロ・フレイレ。フレイレの考案した貧しい人々による識字教育の取り組みへの理論は、ブラジルのファヴェーラのみならず、世界中で実践されている

#### 初等および中等教育
初等教育と中等教育（日本における高校以上の教育）、高等教育（日本における大学）からなり、初等教育と前期中等教育を併せた義務教育は8年間、後期中等教育は3年間となっている。義務教育年齢の児童の中、学校に行っている者の率は約97%となっている。また、1990年代から中等教育を受ける者が急増している。中等教育を終えると高等教育への道が開ける。おもな問題としては初等、中等教育における落第率の高さや教室、校舎数の不足などが挙げられる。1930年代に国民の3分の2が非識字者だったように、かつては初等教育に力は入れられてこなかったが、パウロ・フレイレらの活躍により初等・中等教育の見直しが行われて現在に至っている。2004年に推計された15歳以上の人口の識字率は88.6%（男性：88.4%、女性：88.8%）である。2022年時点で6歳から14歳の就学率は99.4%、15歳以上の非識字率は5.6%である。

#### 高等教育

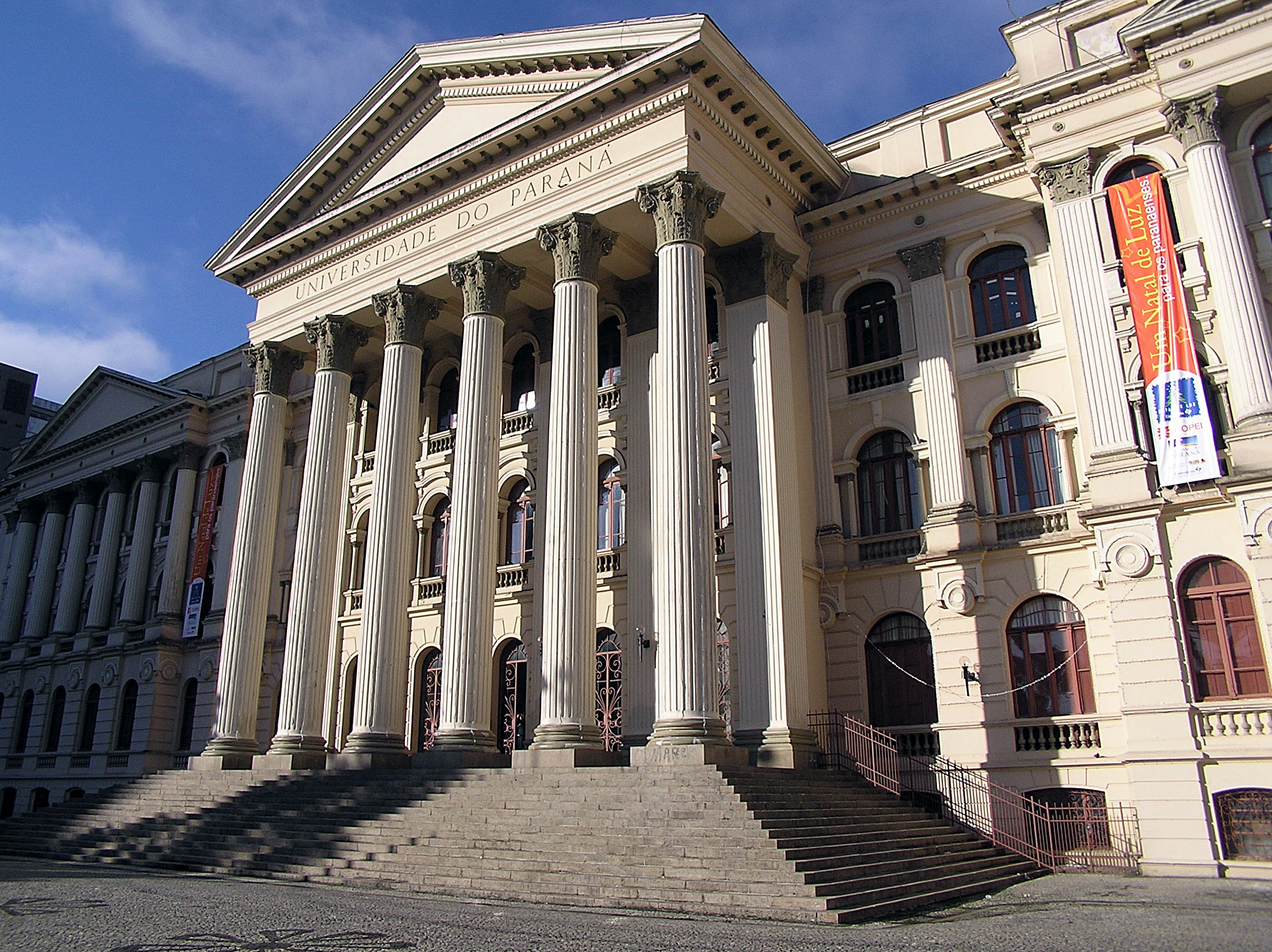
パラナ連邦大学

植民地時代にはブラジルに大学は存在せず、エリート層はポルトガルのコインブラ大学や、ブラジル内の各種高等専門学校で教育を受けた。その後、独立してから1827年にサンパウロとオリンダ（のちにレシーフェに移転）に法科大学が設立され、ブラジルのエリートを養成する機関になった。正規の大学は20世紀になってからの1912年にクリティーバのパラナ連邦大学がようやく建設されたために、ブラジルにおける高等教育の歴史は欧米諸国と比べると長くはない。大学の創設は1930年代のヴァルガス時代に既存の専門学校の改変を軸にして特に重点的に行われた。
おもな高等教育機関としてはリオデジャネイロ連邦大学（1792年、1920年、1937年）、パラナ連邦大学（1912年）、サンパウロ連邦大学（1933年）、サンパウロ大学（1934年）などが挙げられる。

### 保健
Sistema Único de Saúdeと呼ばれる公衆衛生機関ならび制度が存在する。

## 社会
ブラジルはラテンアメリカ諸国の中で汚職が極めて蔓延している。

## 治安
ブラジルの治安は非常に悪い。市民の間で違法な銃器所持が横行しており、一般犯罪でも殆どの場合で銃が使用され、殺人へ発展することも多い。
主に大都市、地方都市を問わず重犯罪が頻発している。人口10万人あたりの犯罪発生率は日本の数十倍から数百倍であり、2012年の統計では、殺人は日本の34倍、強盗は約315倍となっている。2011年から2015年までの4年間に、ブラジルでは28万人近くが殺害されたといわれる。
人口に10倍近くの差があるため、単純比較はできないが、これはシリア人権監視団が発表している同期間中のシリア内戦の犠牲者数（25万6,124人）を超えている。
とりわけファヴェーラと呼ばれる都市に形成されたスラムは、凶悪犯罪の温床となっている。これらの地域では麻薬密売組織同士の抗争や治安当局の介入により銃撃戦が昼夜問わず発生し、多くの市民が巻き込まれて命を落としている。
同国の警察は給与の支払いが十分でないことが多く、しばしばストライキを起こすことがあり、当然その間は凶悪犯罪も多発する。日本の外務省は、多くの主要地域に対して「十分注意」の危険情報を発している。

### 法執行機関

#### 警察
上述されている通り、治安の悪化に歯止めを掛けられる能力に乏しい面が目立ちがちとなっている。また、2017年にはリオデジャネイロで国内史上最大とも呼べる警察の汚職事件が発生しており、2018年には「約6,160人がブラジルの警察によって殺害された」との報道がされている。

## マスコミ

### 通信とメディア
軍事政権下で報道の自由はある程度制限されたものの、民政化された現在では完全に自由な報道が行われている。新聞はオ・グローボなどの全国紙のほか、スポーツ専門紙などがある。また、専門紙や雑誌をはじめとするスポーツメディアの中でも、特にサッカー専門メディアについては世界的に高い評価を受けている。
テレビは1950年に初放映がなされ、1965年にオ・グローボが設立されてから同社が圧倒的なシェアを占め、現在はSBTなどがグローボを追い上げている。近年では衛星放送やインターネットの普及が急速に進んでいる。ただし、インターネット普及率は2014年時点でも40.8%ほどであり、さらに農村部や低所得地域を中心に、全体の9.1%の住居ではいかなる電気通信サービスも利用していない状態である。

## 文化
ブラジルの文化は、インディオと呼ばれるトゥピ・グアラニー系の先住民や、アフリカ人奴隷、ヨーロッパやアジアからの移民などが持ち込んださまざまな文化が織り成すモザイクだと評されることが多い。
古くから音楽や建築、スポーツなどの分野で世界的に高い評価を受けることが多く、世界的に有名なミュージシャンやスポーツ選手、芸術家を多数送り出している。また、多彩な文化的な背景を持つ国民を対象にした広告表現などでも近年では高い評価を受けている。
ポルトガルの文化とブラジルの文化を象徴する言葉に「サウダージ（Saudade）」という言葉がある。郷愁、慕情の意味であるが、多くのブラジル人はこの表現がポルトガル語にしかないと信じている。

### 食文化

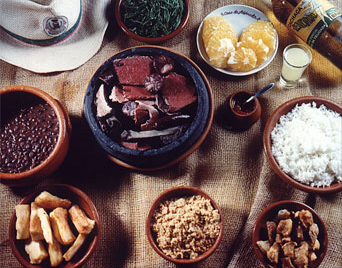
ブラジルのフェジョアーダ

アフリカからの奴隷の食事がルーツといわれるフェジョアーダや牧童の肉料理であったシュハスコ、バイーア地方のムケカ、ヴァタパ、カルルー、ミナス地方のトゥトゥ・ア・ミネイラほか、またロシア系のストロガノフもブラジル風にアレンジされてよく食される。フェイジョアーダは塩味が強く豚の脂肪分が高いので、健康上の心配から近年は人気が落ち、フェイジャンと呼ばれる豆の煮込みが多く食されている。
おつまみ程度のものはサウガジニョと呼ばれるが、これらにはブラジル風コロッケのコシーニャやアラブ系のキビ、パステウ（ブラジル風揚げパイ）などがあり（コロッケや類似食品は存在するが珍しい）、豊富な肉や野菜、魚介類を基にしたブラジル料理が日常的に食べられている。南部三州では、ウルグアイ、アルゼンチン、パラグアイといったラ・プラタ諸国と文化が近いため、グアラニー人起源のシマホンと呼ばれるマテ茶を飲む伝統がある。
また、ヨーロッパなどからの移民や20世紀以降の日本人をはじめとするアジア系移民など、さまざまな人種が融合していることもあり、都市部を中心にイタリア料理やドイツ料理、中華料理や日本料理など多様な国の料理が味わえる。
おもにドイツ系移民がもたらしたビールの生産、輸出国としても知られている。ブラジル国内では加熱処理したセルヴェージャに加え、生ビールであるショッピが非常に好まれるが、地ビールのブランドもかなりの数がある。またブラーマやアンタルチカ、スコールといったブランドは日本やヨーロッパ、アメリカ諸国にも輸出されている。なお、これらは当初別会社であったが次第に合併により、現在はベルギーに本社を持つ世界最大の「InBev（インベブ）」社に属すブランドとなっている。
また、南部では同じくドイツ系の移民やイタリア系の移民を中心に、その気候を生かしてワインの生産も古くから行われている。ブラジル独自の酒としては、サトウキビを原料とした蒸留酒であるピンガ（カシャーサ）が有名である。このピンガを使用したカクテルであるカイピリーニャやバチーダもよく飲まれる。また、日系人が設立した現地企業が日本酒「東麒麟」を生産している。きわめて精錬された高エネルギーのピンガは、自動車の燃料用アルコールとして多量に生産されている。
コカ・コーラやペプシなどのほかにガラナ（グァラナーと発音）の実を使用したソフトドリンク（ガラナ飲料）が広く飲まれており、日本やアメリカなどの各国へ輸出もされている。また、ブラジルはフルーツも豊富な国として知られ、オレンジジュースやマラクジャ（パッションフルーツ）、カジュー（カシューナッツの実）、ココナッツなど多くの種類がある。またアマゾン原産のトロピカル・フルーツであるアサイーやアセロラ、スターフルーツ、グラヴィオラやクプアス、グアバなどもよく好まれており、近年日本でもそれらのジュースやバルブ（ピューレ）が輸入されている。
日本起源である寿司はもはやブラジル料理の一部となっている。多くの寿司レストランの経営者は中国人で寿司職人はブラジル北部のセアラー州出身である。出稼ぎブーム以降、日本人日系人職人がいるレストランは激減したが2023年現在は増加にある。

### 文学

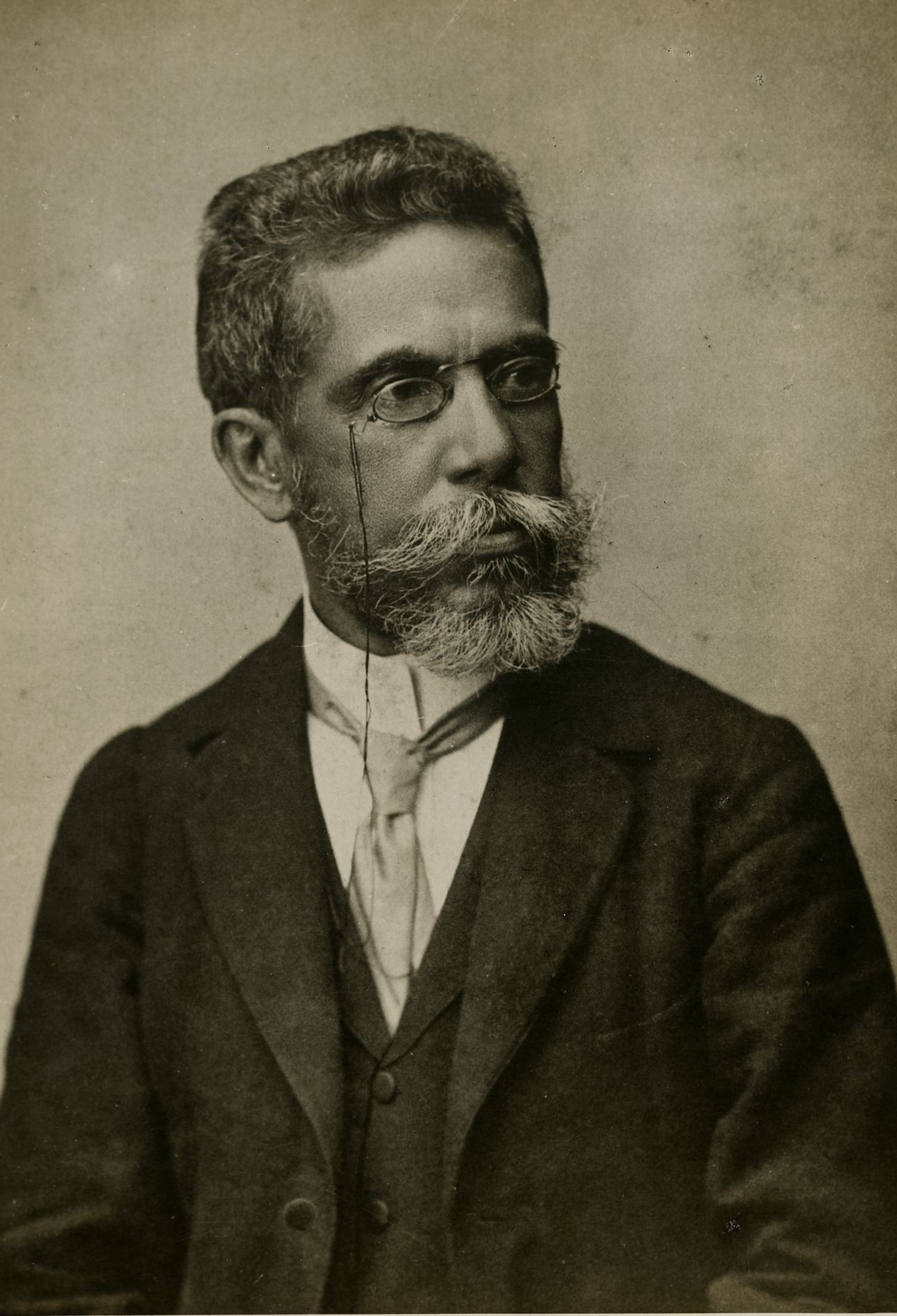
19世紀を代表するムラートの小説家 マシャード・デ・アシス。ブラジル文学アカデミー初代会長でもある

文字によるブラジル文学は、16世紀にブラジルに到達したポルトガル人のペロ・ヴァス・デ・カミーニャの『カミーニャの書簡』に起源を持つ。
1822年の独立後、当時の知識人はヨーロッパ、特にフランスに文化の範を求めた。1836年からゴンサルヴェス・ド・アルヴェスの『詩的吐息と感傷』によってロマン主義がヨーロッパからもたらされたことにより、インディオを理想的なブラジル人とみなすインディアニズモの潮流が生まれ、詩の分野ではムラートの詩人のゴンサウヴェス・ジアスが大成し、そのほかにも『イラセーマ』と『グアラニー』で知られるジョゼ・デ・アレンカールや、奴隷制廃止運動の第一人者となった詩人のカストロ・アウヴェスを生み出した。19世紀後半の第二帝政期には写実主義がヨーロッパからもたらされ、写実主義の作家としては『ドン・カズムーホ』（むっつり屋）で知られるマシャード・デ・アシスや、『コルチッソ』で知られる自然主義作家のアルイジオ・アゼヴェードなどが挙げられる。
1889年の共和制革命後、1897年にはブラジル文学アカデミーが設立され、初代会長にはマシャード・デ・アシスが就任した。この時代にはカヌードス戦争を取材した『奥地』で知られるエウクリデス・ダ・クーニャや、リマ・バレット、モンテイロ・ロバートが活躍した。

カルロス・ドゥルモン・デ・アンドラーデ（1970年撮影）

第一次世界大戦によってブラジルのエリートが範としていたヨーロッパが没落すると、「ブラジルのブラジル化」が掲げられ、文化面でのヨーロッパの模倣からの脱却が模索された。それまでの文化潮流を背景に1922年から始まった近代主義運動(モダニズモ)においては、1920年代にはブラジル各地の伝承や神話を素材にした小説家のマリオ・デ・アンドラーデや、後にファシズム政党インテグラリスタ党を創始したプリニオ・サルガード、パウ・ブラジル運動（1924）や食人運動（1928）などで原始主義を創始したオスヴァルド・デ・アンドラーデ、ブラジルにおけるプロレタリア文学の第一人者であるパトリシア・ガルヴァンが活躍した。続く1930年代、1940年代のヴァルガス時代にはヴァルガスによるファシズム的な中央集権体制に抗するかのように地方主義（レジオナリズモ）が発達し、グラシリアーノ・ラーモス、ジョルジェ・アマードなどの小説家や、カルロス・ドゥルモン・デ・アンドラーデなどの詩人が活躍した。
現在はマリオ・デ・アンドラーデやマヌエル・バンデイラなどが特に対外的にも有名であり、日本でもジョルジェ・アマードの『革命児プレステス 希望の騎士』『カカオ』『果てなき大地』『砂の戦士たち』や、ジョゼー・デ・アレンカールの『イラセマ』など、またパウロ・コエーリョの『星の巡礼』や『ベロニカは死ぬことにした』など多くの著作が翻訳されている。
1988年にブラジル、ポルトガル両政府共同で、ポルトガル語圏の優れた文学者に贈られるカモンイス賞が創設された。

### 音楽

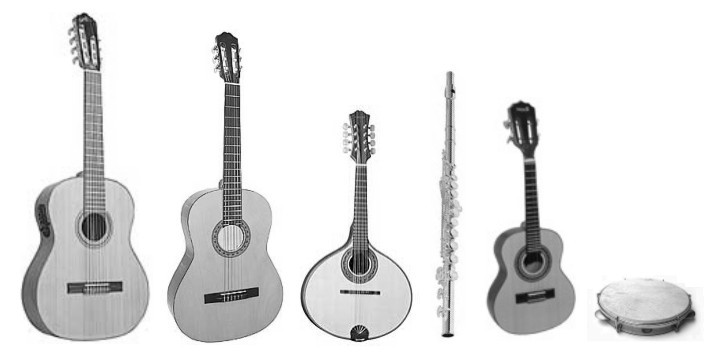
ショーロに用いられる楽器

ブラジルの音楽はトゥピー・グアラニー系のインディオ、アンゴラ、ナイジェリアをはじめとするアフリカ、ポルトガルやその他ヨーロッパの伝統音楽が混じりあって発展した。したがってブラジルにおける音楽的文化は非常に豊かで、貧富の差を問わず多くの国民が音楽を好む傾向にある。また、それらの複合的なメロディーと独特なリズムやハーモニーの要素から、古くより世界的に高い評価を得ている。日本でもほかの地域のワールドミュージック愛好者に比べれば、ブラジル音楽を愛好する人は非常に多い。
おもな音楽のジャンルとしては、日本でも一般に知られるサンバやボサノヴァに加え、インストルメンタルではアメリカのジャズよりも古い歴史を持つといわれるショーロ、ポピュラー音楽であるMPB、あるいはフォホーをはじめとするノルデスチ（北東部の音楽）、バイーアのアシェーなどが挙げられる。
ただし、ブラジルの若い世代は、こうしたブラジル音楽よりも、欧米のロックやポップス、ブレーガ（ブラジルの俗謡）を好む人も多い。また近年ではCSSのように世界的に人気を集める若い世代のバンドも現れている。ブラジル音楽にしても現代においてはファヴェーラ発祥のパーティー音楽のバイレファンキや小規模なサンバとも言えるパゴーヂ、中西部にルーツをおくセルタネージョが若者の間で好まれる傾向にある。
ブラジル音楽では、サンバなどで使われるパンデイロやスルド、タンボリン、カポエイラで使われるビリンバウなどブラジルで発展・発明された楽器が多い。このためパーカッションが比較的に多用される傾向があり、ブラジルは打楽器の強い国、あるいはほかの楽器が弱い国と思われやすい。しかし音楽自体が盛んな国であるため、ピアノ、あるいはヴィオラゥンやカヴァキーニョなどの弦楽器、フルートやオーボエなどの管楽器などもよく演奏される。また歌手や声楽家なども多く、有能な人材を世界に送り出している。
また、ポピュラー音楽のみならず、クラシック音楽やジャズの分野においても重要な音楽家を輩出しており、著名な音楽家としては19世紀に活躍したオペラ作曲家のカルロス・ゴーメスや、『ブラジル風バッハ』などで知られるエイトル・ヴィラ＝ローボス、エルネスト・ナザレーといった作曲家のほか、演奏者としてはアサド兄弟などのギター奏者も世界的に知られている。

### 建築
ブラジルにおける建築は、宗主国であったポルトガルの文化の影響が強く、植民地時代からのものが基盤となっている。特に著名な建築家としては首都ブラジリアの設計を手掛けたオスカー・ニーマイヤーやコパカバーナの遊歩道などを手掛けた造園家のロバート・ブール・マルクスなどがいる。

### 映画
ブラジルはアルゼンチン、メキシコとともにラテンアメリカでも特に映画制作が盛んな国である。ブラジルに映画が伝えられたのは1896年7月で、リオでヨーロッパから持ち込まれた映写機の実演に始まる。1905年ごろには短編作品が多く撮影され、各地に映画館が建てられた。1930年にマリオ・ペイショットの『リミッチ』が製作され、これはイギリスやソヴィエトでも上映された。
1950年代後半にはシネマ・ノーヴォという運動からカルロス・ヂエギス、ネルソン・ペレイラ・ドス・サントス、グラウベル・ホーシャ、ルイ・ゲーハといった監督を輩出した。1964年に軍事政権が樹立されると表現の自由が制限され、検閲が行われた。1969年に発足した政府機関のブラジル映画公社（エンブラ・フィルメ）は、ほとんどの映画作品の製作に関与した。1976年にブルーノ・バヘットによる『未亡人ドナ・フロールの理想的再婚生活』（ドナ・フロールと2人の夫）が製作・公開されると、ブラジルで1,300万人を動員し、観客動員数第1位を更新する空前の大ヒット作となった。また同監督の『ガブリエラ』、ヂエギスの『バイバイ・ブラジル』、『シッカ・ダ・シルヴァ』など、ブラジルの史実に基づいた多くの良心的な作品が製作された。またアルゼンチン出身のエクトール・バベンコも、ブラジル国籍を取得して活動拠点を移し『蜘蛛女のキス』（1985）、『カランジル』（2003）などを製作した。1986年に軍事政権が終焉すると民主化が活発化し、低予算で製作される大衆的な作品も増加した。しかし、1990年代に入るとそれまでのブラジル映画公社を主体としたブラジル映画製作は行き詰まり、完全な破綻を迎えた。
現在のブラジル映画の再生は、1994年から始まった。1998年、ヴァルテル・サレスの『セントラル・ステーション』（セントラウ・ド・ブラズィウ, Central do Brasil）が多くの国際的な受賞を受けたことから、ブラジルの映画にも注目が集まるようになり、ヂエギスの『オルフェ』（1999）をはじめ、『トロパ・デ・エリーテ』『デスムンド』などがブラジル国外でも公開されるようになった。特にファヴェーラの問題を描いたフェルナンド・メイレレスの『シティ・オブ・ゴッド』（Cidade de Deus、2002）は、多くの映画祭で受賞、世界的にヒットした。このような成功により、ブラジル人監督による映画作品が世界的に注目されている。また、ほかに『クアトロ・ディアス』『スエリーの青空』『モーターサイクル・ダイアリーズ』『バス174（Ônibus 174）』『オイ・ビシクレッタ』『私の小さな楽園』『ビハインド・ザ・サン』などの作品が国外でも公開され、これらは日本でもDVD化され販売されている。『フランシスコの2人の息子』（2005）は『ドナ・フロールと二人の夫』の記録を塗り替え、観客動員数歴代1位を更新した。また東京では、ブラジル映画祭が毎年開催されており、日本でも多くの作品が公開されている。
ブラジル国内においては、近年各地のショッピングセンターにおけるシネマコンプレックスが増加している一方で、いわゆる海賊盤と呼ばれる違法なDVDが販売されることも多い。ベルリン国際映画祭で金熊賞を受賞した『トロッパ・デ・エリーテ』は公開前から海賊盤が出回り、映画の内容を多少変更せざるを得なくなってしまったという事件が起こった。

### 被服・ファッション

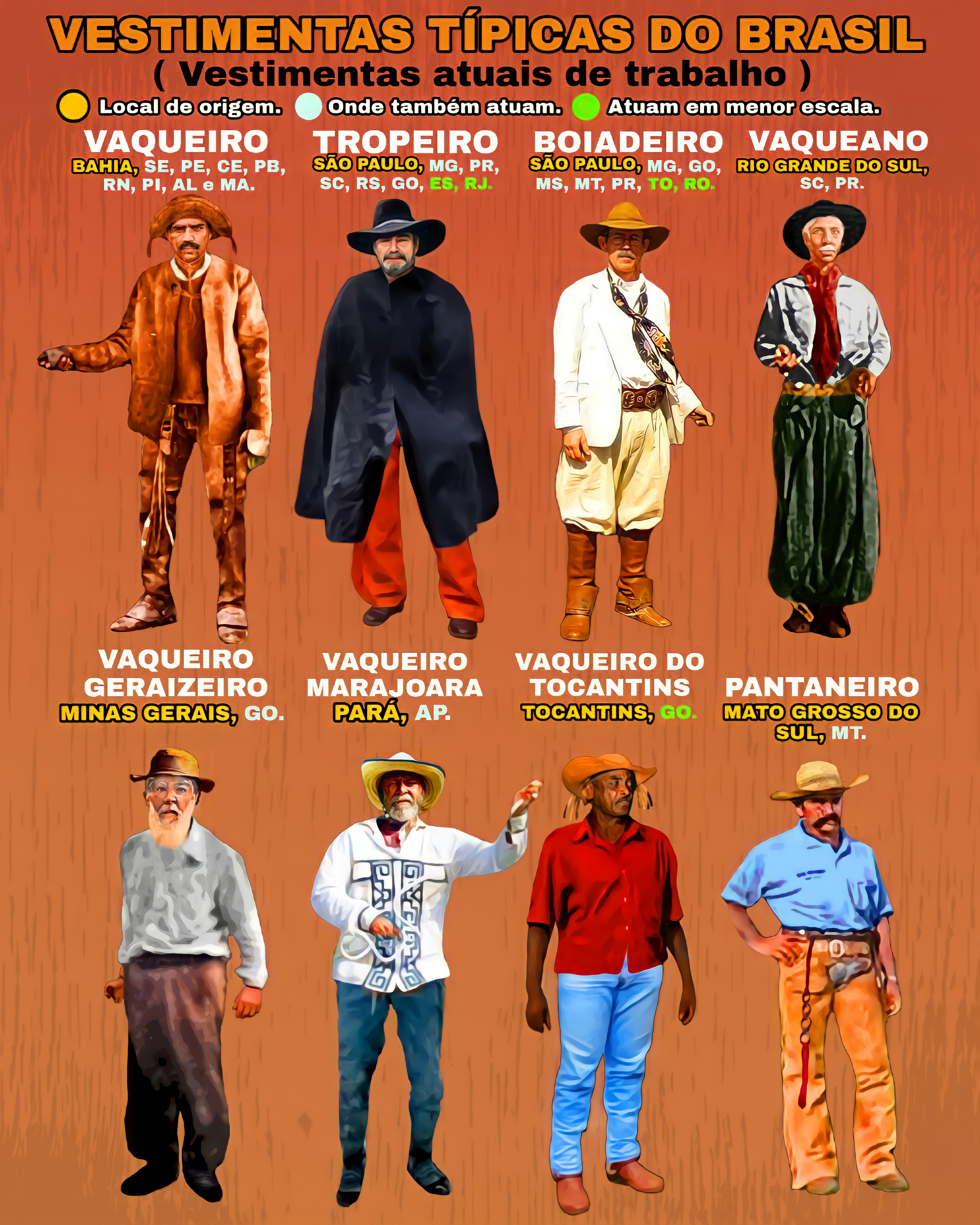
典型的なブラジルの被服
南米大陸の気候に合わせた仕様で占められていることが覗える

リオ・ファッション・ウィークやサンパウロ・ファッション・ウィークが開催されている。

### カーニバル

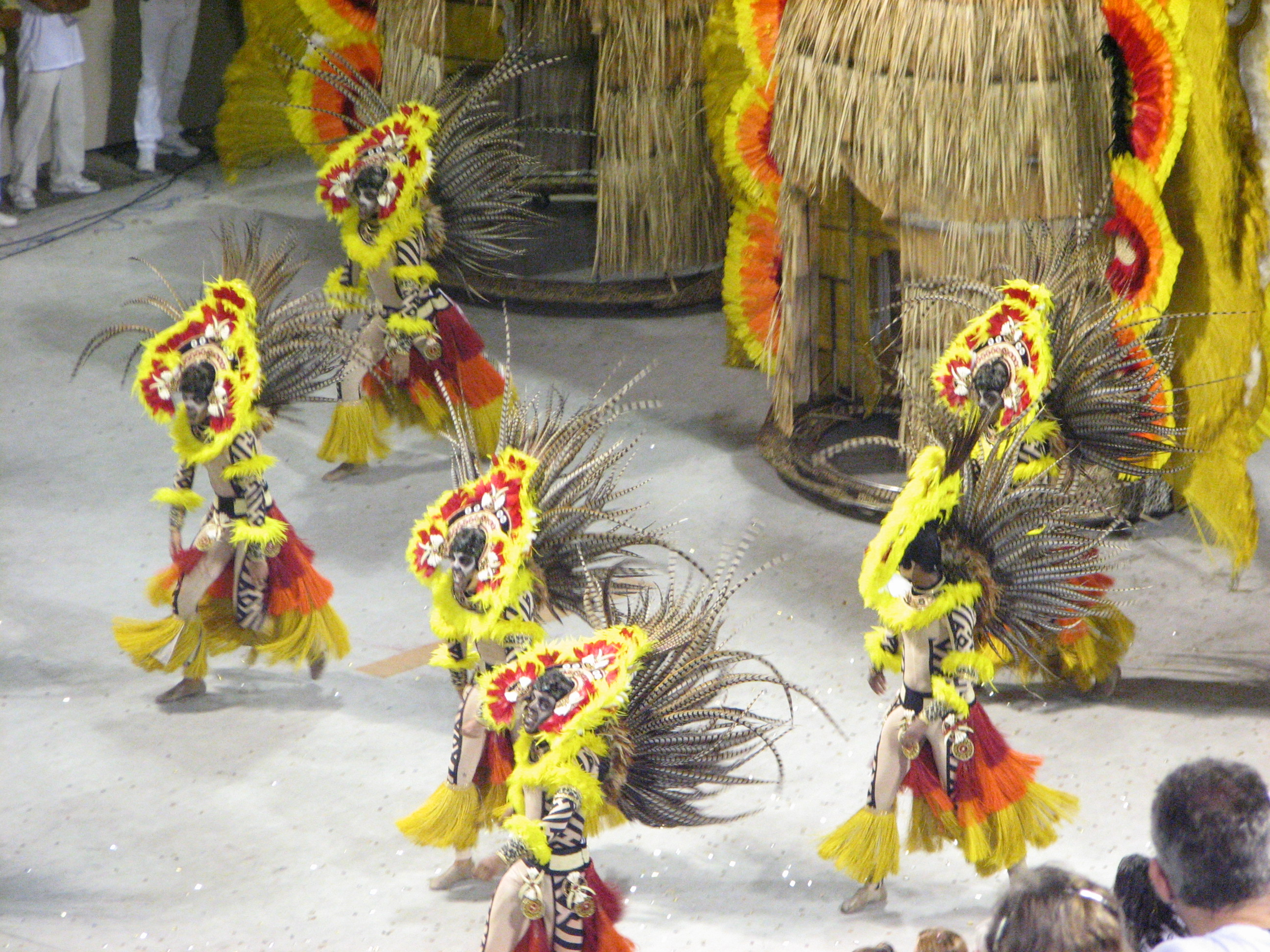
リオのカーニバル

毎年2月ごろの四旬節の前に、国中の市町村でカーニバル（ブラジルポルトガル語では「カルナヴァウ」と発音する）が祝われる。期間中は国中を挙げ、徹夜でサンバのリズムに乗って踊りまくる。リオのカーニバルといえば、一般的に死者が多いことで知られるが、これは酒に酔ったための喧嘩や飲酒運転による自動車事故、心臓麻痺などで毎年数百人規模の死者が出ることである。したがってカーニバル自体での死者が多いということではない。
リオデジャネイロで行われるカーニバルは世界的に有名で、世界各国から多くの観光客を呼び寄せている。エスコーラ・デ・サンバ（Escola de Samba、千人単位の大規模なサンバチーム、以下「エスコーラ」と略称）単位によるパレードがサンボードロモというコンテスト会場で行われ、一番高い評価を得たサンバチームが優勝する。いわゆるリオのカーニバルは、サンボードロモで行われるコンテストを指すことが多いが、それ以下の小規模なエスコーラやブロッコ・カルナヴァレスコ（Bloco Carnavalesco）などが、リオ・ブランコ通りなど街中やイパネマ海岸付近などをパレードすることも多い。
なお、リオのカーニバルはサンバだけだと思われがちであるが、マルシャ（ブラジル版3拍子のマーチ）やポルカ、マラカトゥなども演奏されている。

### 世界遺産
ブラジル国内には、ユネスコの世界遺産リストに登録された文化遺産が10件、自然遺産が7件存在する。

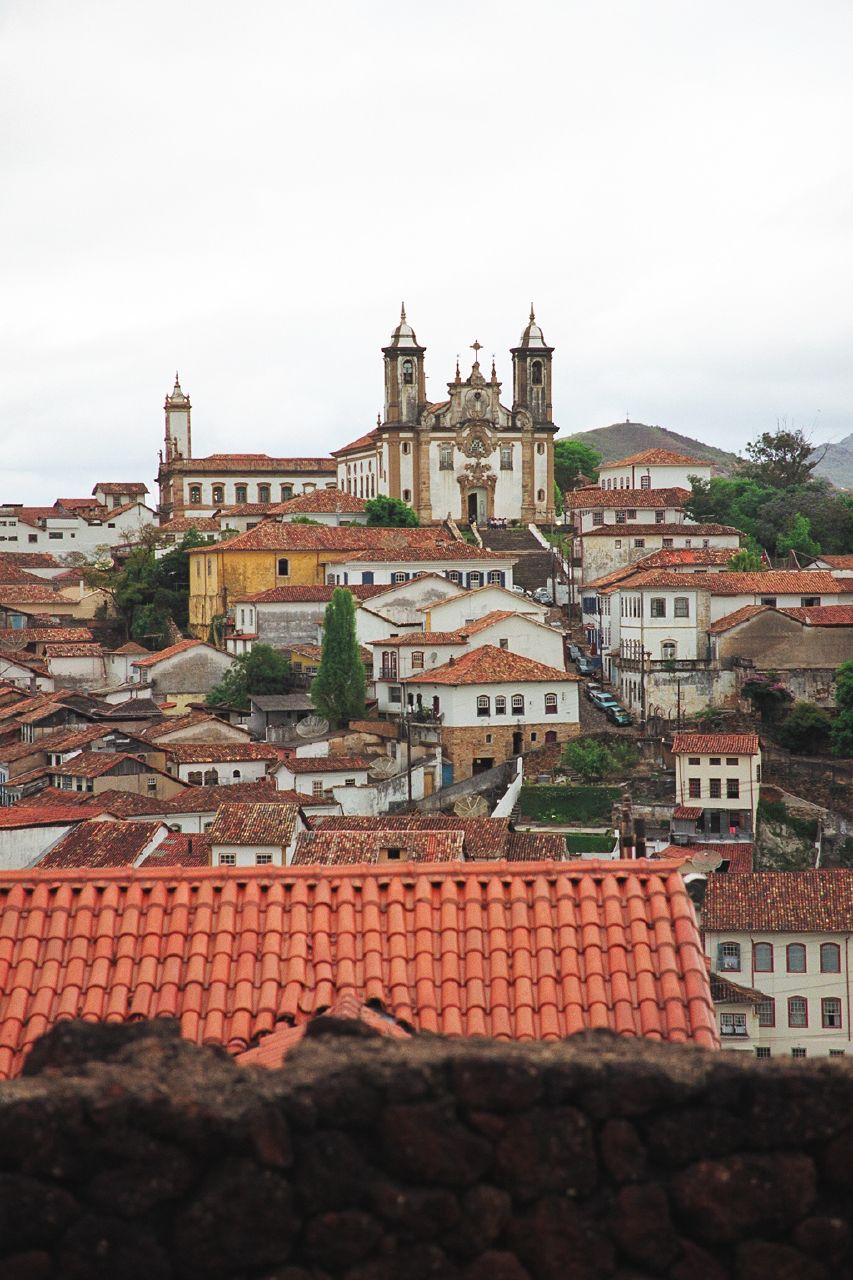
古都オウロ・プレット - （1980年、文化遺産）
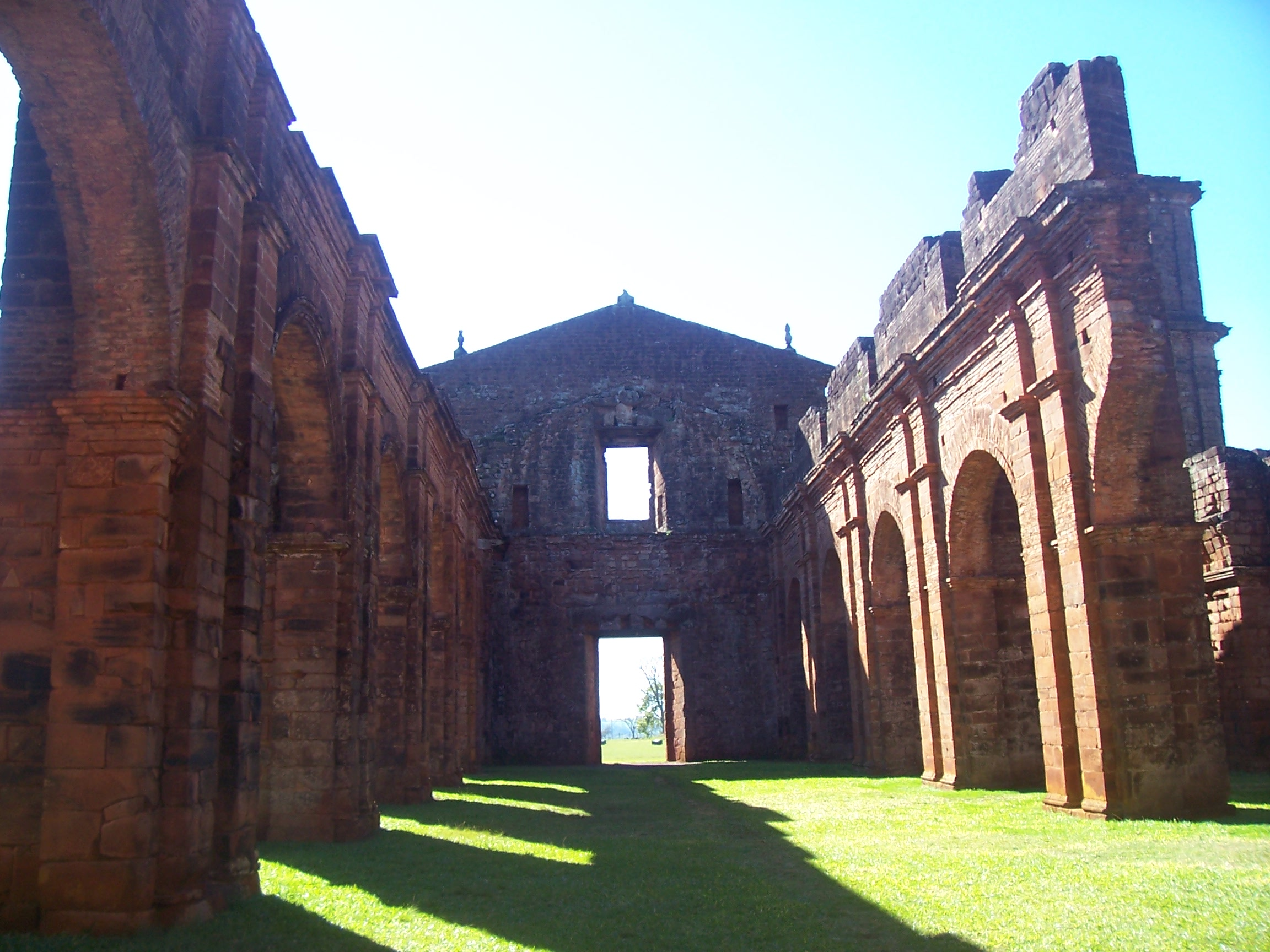
グアラニーのイエズス会伝道所群：サン・ミゲル・ダス・ミッソンエス遺跡(ブラジル) - （1983年、/ 1984年、文化遺産）
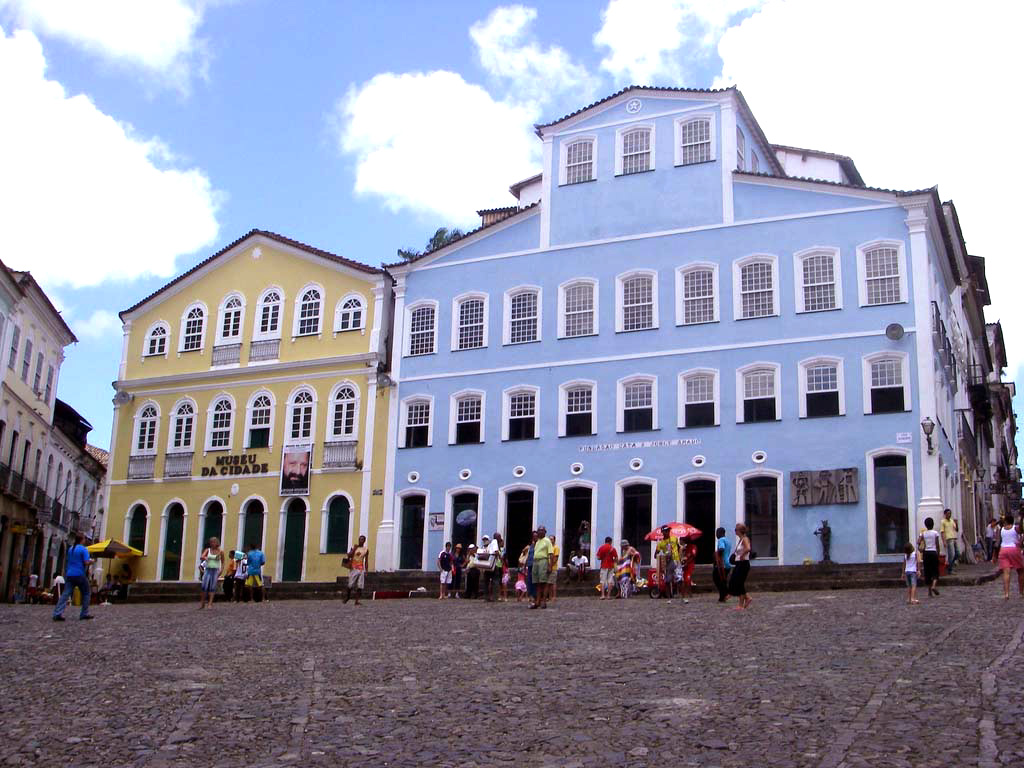
サルヴァドール・デ・バイーア歴史地区 - （1985年、文化遺産）
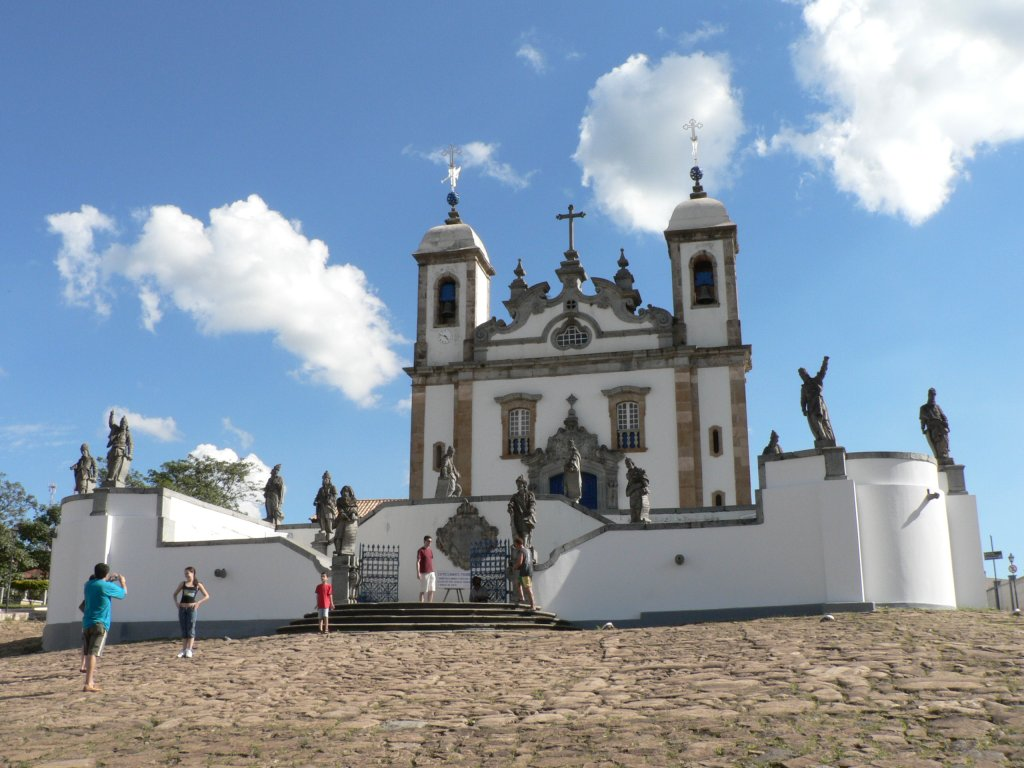
ボン・ジェズス・ド・コンゴーニャスの聖所 - （1985年、文化遺産）
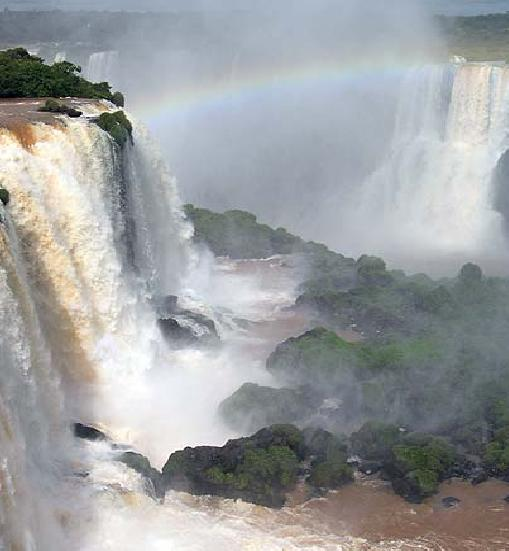
イグアス国立公園 - （1986年、自然遺産）
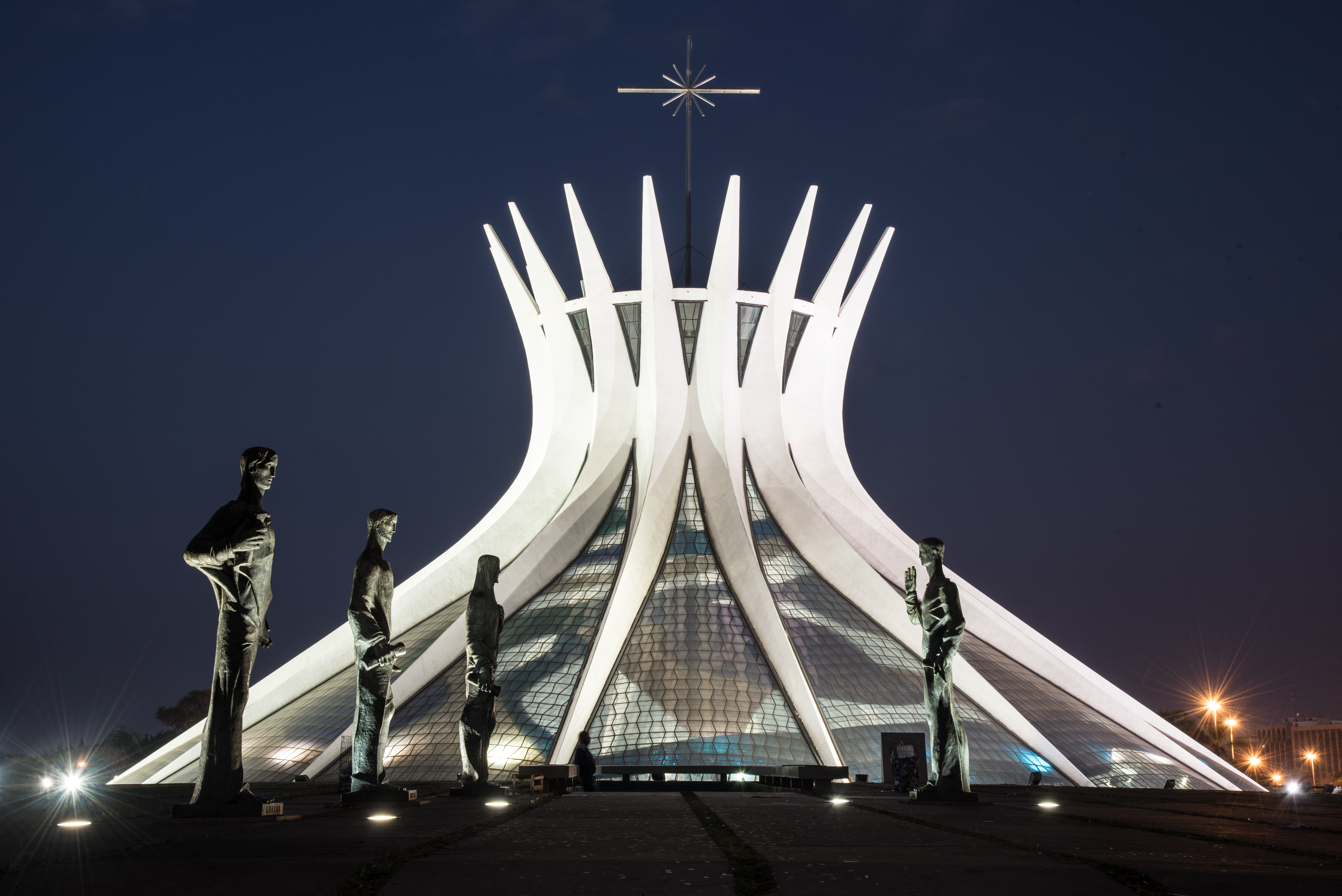
ブラジリア - （1987年、文化遺産）
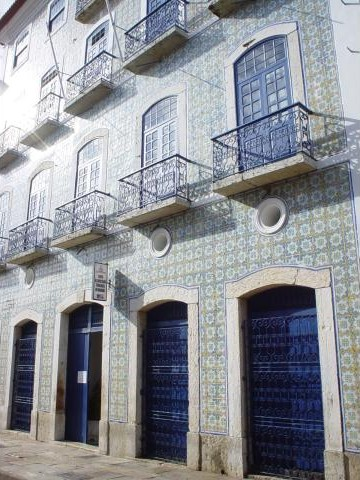
サン・ルイス歴史地区 - （1997年、文化遺産）
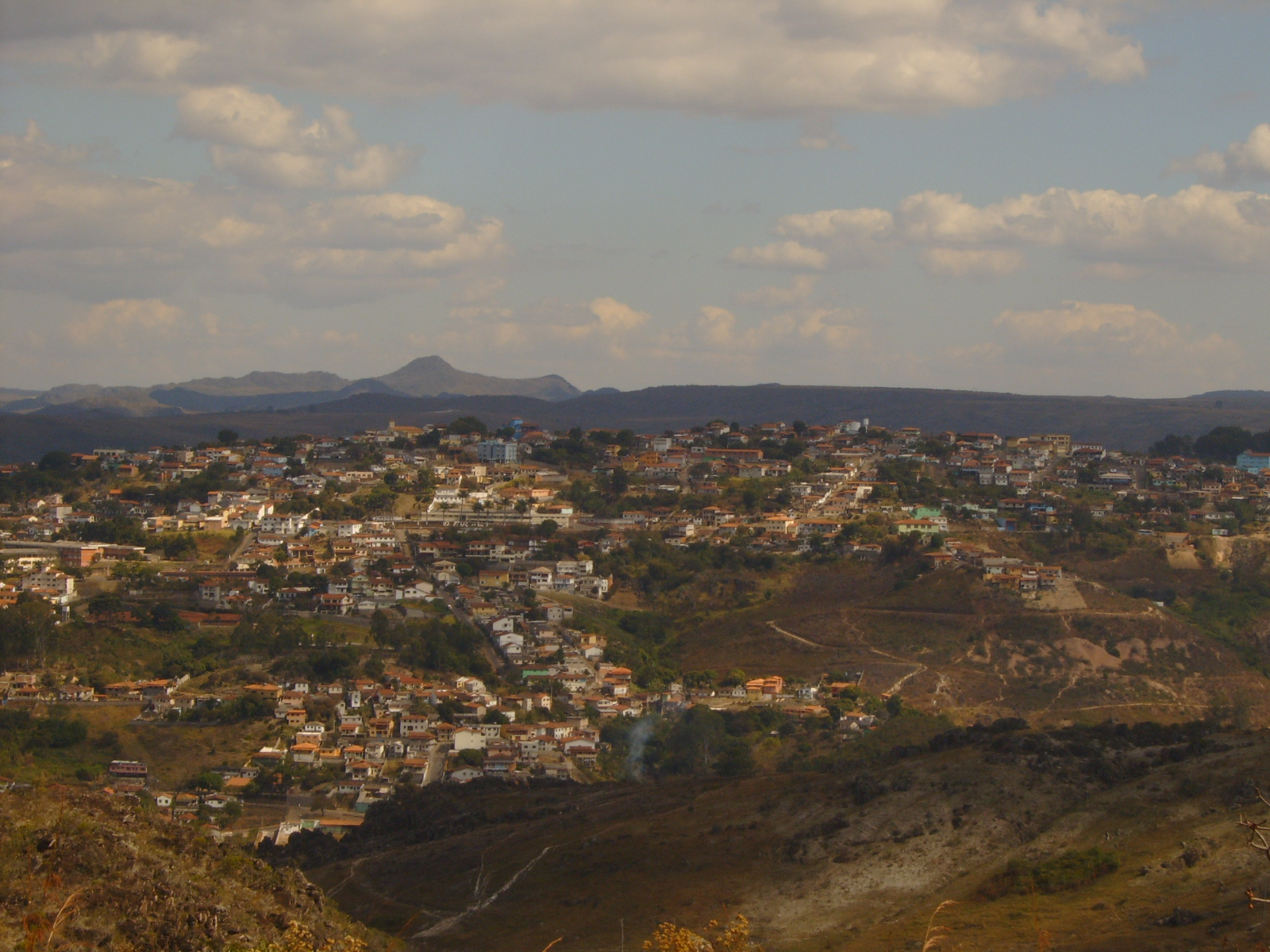
ジアマンテチーナ歴史地区 - （1999年、文化遺産）
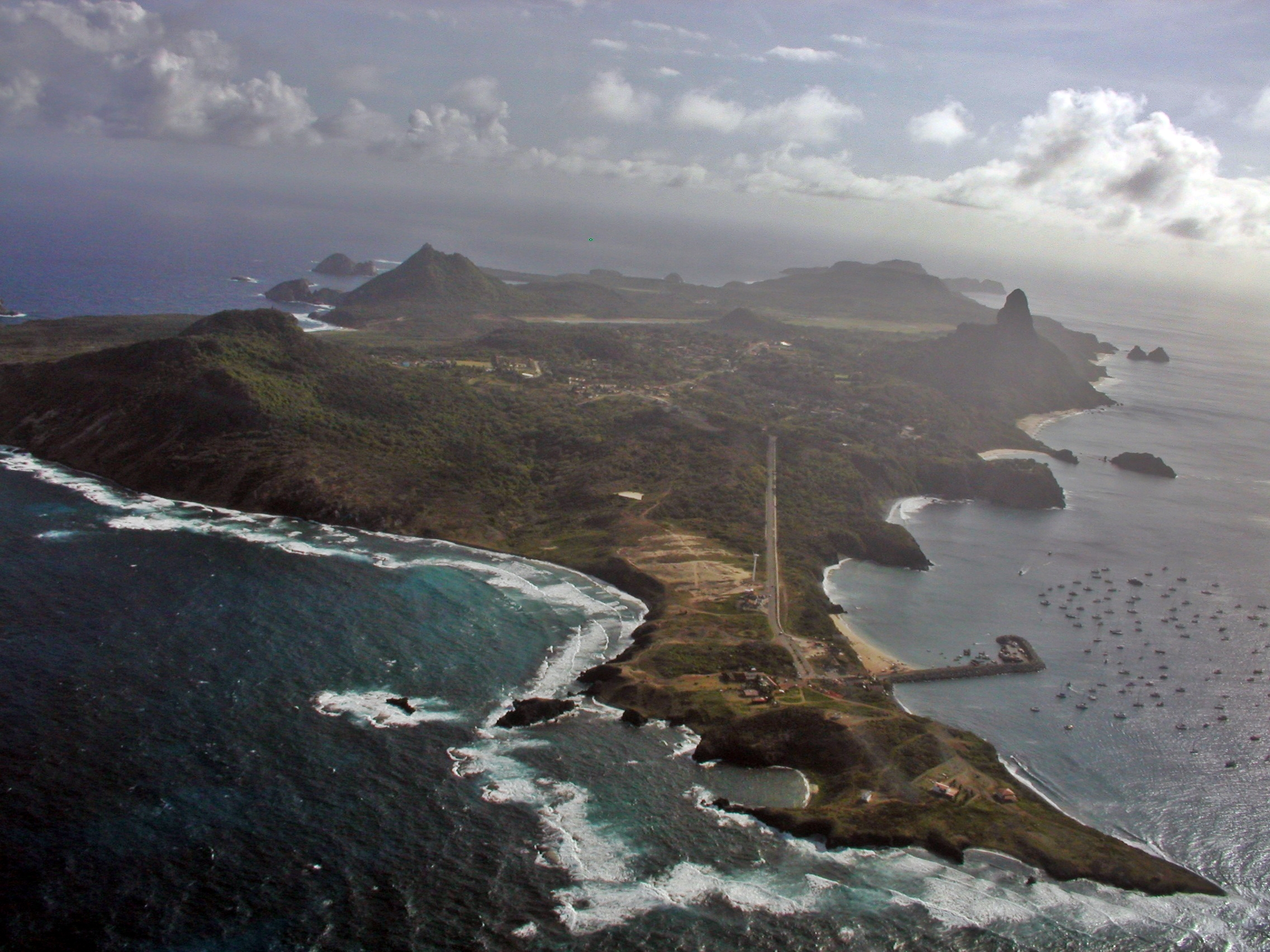
ブラジルの大西洋諸島：フェルナンド・デ・ノローニャとホッカス環礁保護区群 - （2001年、自然遺産）
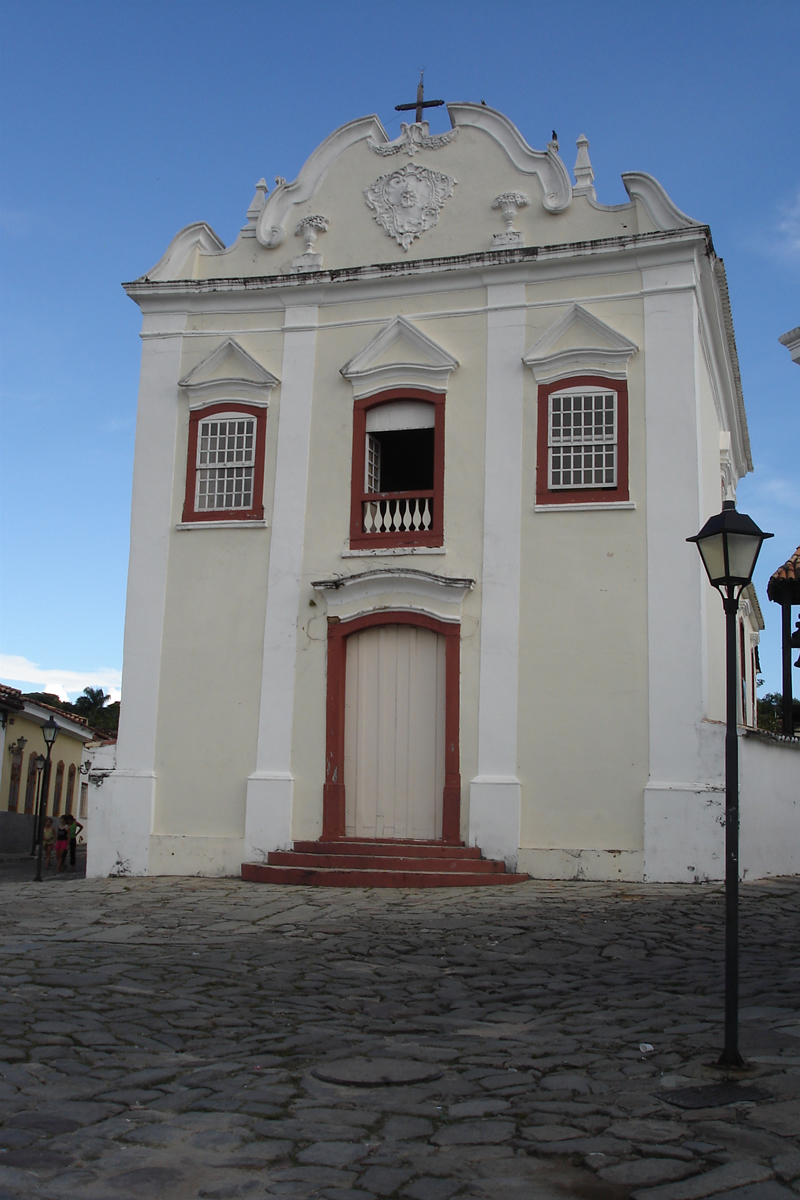
ゴイアス歴史地区 - （2001年、文化遺産）

### 祝祭日
| 日付                | 日本語表記           | ポルトガル語表記                          | 備考                                                                                               |
| ------------------- | -------------------- | ----------------------------------------- | -------------------------------------------------------------------------------------------------- |
| 1月1日              | 元日                 | Confraternização Universal 慣用：Ano Novo | 新しい年の始まりを祝う日                                                                           |
| 1月20日             | 聖セバスティアンの日 | São Sebastião                             | リオデジャネイロ市のみ                                                                             |
| 1月25日             | サン・パウロ市記念日 | Aniversário de São Paulo                  | サン・パウロ市のみ                                                                                 |
| 2月 - 3月中の火曜日 | 謝肉祭               | Carnaval                                  | 移動祝日                                                                                           |
| 2月 - 3月中の水曜日 | 灰の水曜日           | Quarta-feira de Cinzas                    | 移動祝日                                                                                           |
| 3月 - 4月中の金曜日 | 受難                 | Paixão de Cristo 慣用：Sexta-feira Santa  | 移動祝日                                                                                           |
| 3月 - 4月中の日曜日 | 復活祭               | Páscoa                                    | 移動祝日                                                                                           |
| 4月21日             | チラデンテス         | Tiradentes                                | チラデンテスが亡くなった日                                                                         |
| 4月23日             | 聖ジョルジの日       | São Jorge                                 | リオデジャネイロ州のみ                                                                             |
| 5月1日              | メーデー             | Dia do Trabalho                           | 労働者の功績を称える日                                                                             |
| 5月 - 6月中の日曜日 | 聖霊降臨祭           | Pentecostes                               | 移動祝日                                                                                           |
| 5月 - 6月中の日曜日 | 聖三位一体の日曜日   | Domingo da Santíssima Trindade            | 移動祝日                                                                                           |
| 5月 - 6月中の木曜日 | 聖体の祝日           | Corpus Christi                            | 移動祝日                                                                                           |
| 6月24日             | フェスタジュニーナ   | São João                                  | ペルナンブーコ州、 アラゴアス州                                                                    |
| 9月7日              | 独立記念日           | Dia da Independência                      | |
| 10月12日            | 聖母アパレシーダの日 | Nossa Senhora Aparecida                   | 子どもの日としても祝う                                                                             |
| 11月2日             | 死者の日             | Dia de Finados                            | |
| 11月15日            | 共和制宣言記念日     | Proclamação da República                  | |
| 11月20日            | 黒人の自覚の日       | Dia da Consciência Negra                  | リオデジャネイロ州、サン・パウロ州、 アラゴアス州、アマゾナス州、 マットグロッソ州、アマパー州のみ |
| 12月25日            | クリスマス           | Natal                                     | |

## スポーツ

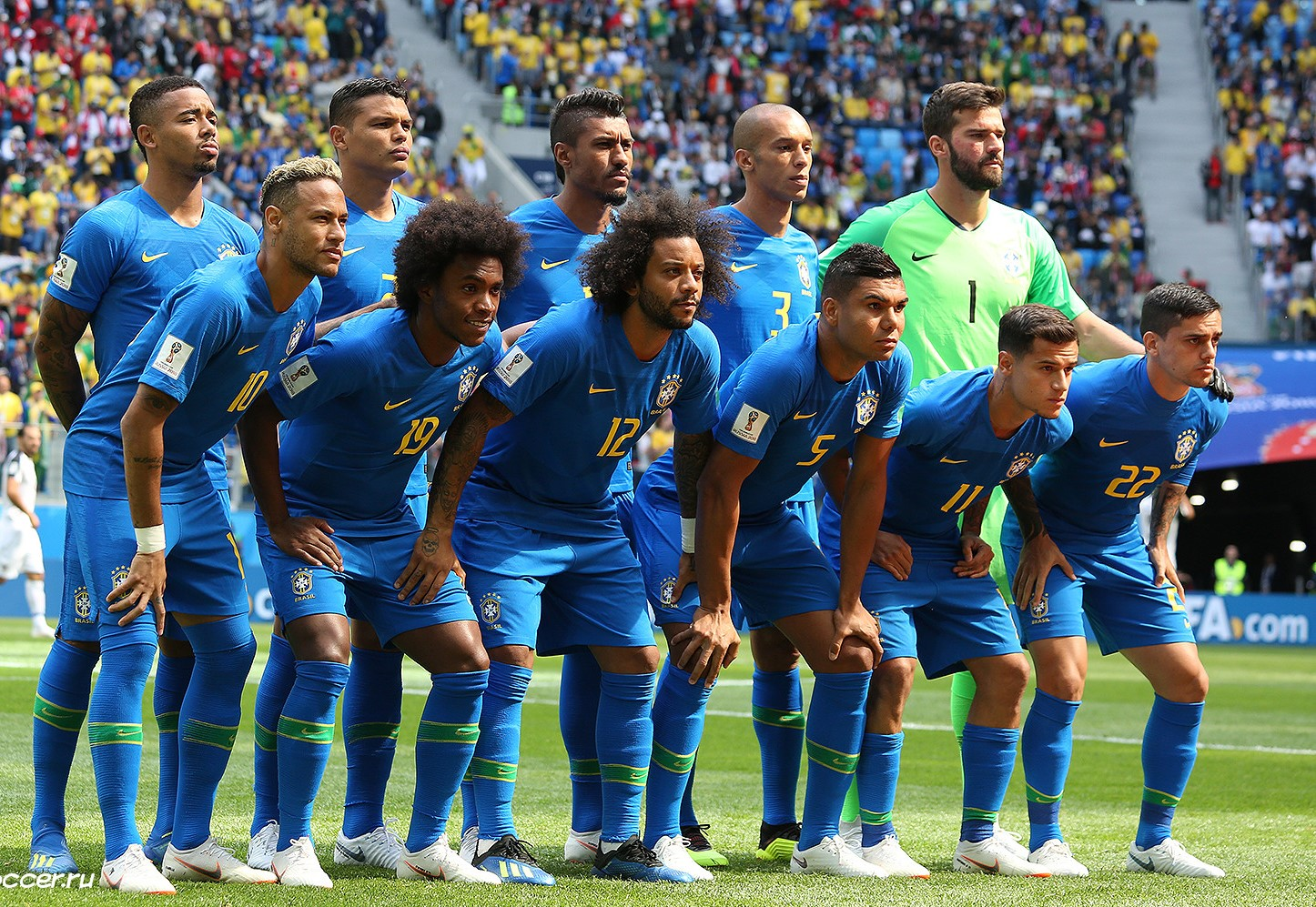
サッカーブラジル代表（2018年ロシアW杯）

サッカーはブラジルの国技であり、最も人気の高いスポーツであり、さらには国民的なアイデンティティでもある。フットサルやビーチサッカーも盛んであり、世界屈指の強豪国として知られている。
ブラジルサッカー連盟（CBF）によって構成されるサッカーブラジル代表は、FIFAワールドカップにおいて世界で唯一、2022年大会までの22大会全てにおいて本大会出場を果たしており、さらには1958年大会、1962年大会、1970年大会、1994年大会、2002年大会で、W杯最多となる5度の優勝を飾っている。

### サッカー

ペレのサイン

1971年には全国リーグのカンピオナート・ブラジレイロ・セリエAが開始されており、SEパルメイラスがリーグ最多12度の優勝を遂げている。その他にもサントスFC、SCコリンチャンス、CRフラメンゴなど、世界的に有名な名門クラブが複数存在する。また、ブラジルの象徴およびサッカーの象徴として、「サッカーの王様 (The King of Football)」と評されるペレは、15歳でプロデビューしてから1977年に引退するまで、実働22年間で通算1363試合に出場し、1281得点を記録した。
FIFAコンフェデレーションズカップでは大会最多4度の優勝を達成しており、コパ・アメリカでは9度の優勝に輝いている。さらに夏季オリンピックでも地元開催となった2016年リオ五輪と、続く2021年東京五輪でも優勝し5か国目となる大会連覇を達成している。ブラジル代表（セレソン）の主力選手はスーパースターと見なされ国際的にも名声を得て、高額なスポーツ契約を結んだり広告塔としても活躍している。そのような選手としては、ロナウド、リバウド、ロナウジーニョ、カカ、ネイマールなどが挙げられる。

## 著名な出身者
ブラジルは世界的に日系人が多い国の一つであり、過去から現在に至るまで様々な分野に渡って著名人を輩出して来ている。
主な日系ブラジル人の出身者では、サッカー評論家のセルジオ越後や、元サッカー日本代表のラモス瑠偉、田中マルクス闘莉王、元サッカーカタール代表のロドリゴ・タバタ、UFC・元ライトヘビー級王者のリョート・マチダ、RIZIN・ライト級王者のホベルト・サトシ・ソウザ、RIZIN・元フェザー級王者のクレベル・コイケ、大相撲力士の魁聖など、主にスポーツ分野での活躍が目立っている。